# Asia Express
Asia Express (cunoscută în sezoanele 5-6 ca America Express) este varianta românească a reality show-ului Peking Express bazat pe emisiunea belgiană și flamandă cu același nume care a fost creată în 2004. Emisiunea este difuzată la Antena 1 și a debutat la data de 12 februarie 2018 sub numele de Asia Express, urmând ca aceasta să fie redenumită "America Express" în 2022, ca urmare a schimbării locației de producție din Asia în America. În 2024 emisiunea a revenit la numele "Asia Express" ca urmare a revenirii producției în Asia.

## Format
Show-ul cuprinde un grup de vedete și persoane normale împărțite în cupluri de doi concurenți care se luptă pe un traseu lung de aproape 4.000 km pentru a ajunge la o anume destinație într-o călătorie împărțită pe mai multe etape. Fiecare concurent are la dispoziție bunurile personale într-un rucsac și un euro pe zi în valuta locală cu care trebuie să satisfacă nevoile sale primare. Cuplurile nu pot folosi banii lor pentru a plăti mijloacele de transport, însă pot convinge localnicii să le achiziționeze bilete pentru acestea.
Pe parcursul traseelor sunt prezente niște mici "misiuni" pe care cuplurile trebuie să le confrunte pentru a putea avansa în joc, iar cursa durează de obicei 3 zile, fiecare zi având propria semnificație.
În prima zi, vedetele au de parcurs un drum folosind autostopul dintr-un punct în altul. La jumătatea traseului va fi impus un loc de sosire intermediar. Aici va avea loc o provocare între primele 3 cupluri ajunse, proba de amuletă: echipele fruntașe se vor întrece realizând diferite joculețe, iar prima clasată în urma acestora obține un premiu de 1000 de euro și un avantaj în continuarea restului de cursă. După jocul de amuletă, cursa continuă. La un moment dat însă, prezentatoarea îi oprește din drum pe concurenți, care trebuie să coboare din mașinile "prinse" și să își găsească cazare la localnici.
A doua zi, când primesc permisiunea de a pleca din nou în cursă, concurenții pornesc spre locul stabilit în ziua anterioară. Prima echipă ajunsă primește imunitate (nu poate fi eliminată) și cazare și masă la hotel pentru două nopți. Celelalte echipe primesc un alt punct în care trebuie să ajungă, dar sunt opriți la un moment dat pentru a-și căuta din nou cazare.
A treia zi, după ce s-a dat start din nou cursei, prima echipa ajunsă la punctul stabilit primește și ea imunitate. Celelalte echipe sunt pasibile de a fi eliminate. Astfel, cele două echipe ajunse ultimele și echipa cea mai votată dintre cele fără imunitate vor parcurge încă un traseu dificil, "cursa pentru ultima șansă" (concept introdus din sezonul 2). În urma aceastei curse, ultimul cuplu clasat (dintre cele 3 participante) va fi eliminat, dar doar dacă cufărul dezvăluie un obiect de culoare roșie.
În primul sezon, semifinala s-a ținut între trei cupluri, primele două care au ajuns la Gina calificându-se în Marea Finala Asia Express. Începând din sezonul 2, semifinala se ține între 4 echipe, ultima ajunsă fiind eliminată. În cel de al doilea sezon marea finală a fost compusă din două etape: prima etapă, în care a treia echipă ajunsă la obiectivul stabilit este eliminată; și a doua etapă, în care se dă bătălia pentru marele premiu între ultimele 2 echipe rămase. Începând cu cel de al treilea sezon prima etapă a marii finale este compusă din 3 puncte de control. Ultima echipă ajunsă la fiecare punct de control va primi un cufar. Dupa ultimul punct de control toate cele trei cufere vor fi deschise, echipa ce deține cufarul cu un obiect roșu va fi eliminată, a doua etapa a finalei fiind jucata de ultimele doua echipe rămase in competiție.
În Marea Finală cele două echipe se vor lupta ca să câștige marele premiu de 30.000 de euro și prima echipă sosită la obiectivul final devine câștigătoarea Asia Express. Cuplurile de concurenți vor fi nevoite pe parcursul competiției să ceară cazare localnicilor, fără bani, telefoane sau alte aparate electronice.

## Prezentatori
Primul sezon a fost prezentat de Gina Pistol și Marius Damian. În sezonul doi co-prezentatorul Marius Damian a fost înlocuit de către cantăreții Liviu Vârciu și Andrei Ștefănescu, aceștia fiind foști concurenți ai sezonului 1. În sezonul 3, Liviu Vârciu și Andrei Ștefănescu au fost înlocuiți cu Oase, câștigătorul sezonului 2 și Marius Damian. Din sezonul 4, Irina Fodor o înlocuiește pe Gina Pistol, aflată în concediu de maternitate, alăturându-li-se lui Oase și lui Marius Damian. Sezonul 5 nu a avut nicio schimbare în rândul prezentatorilor. Din sezonul 6 Oase nu mai prezintă Asia/America Express.

## Istoric
| Asia Express    | Numele sezonului:     | Anul de difuzare: | Prima difuzare:   | Ultima difuzare:  | Cuplul câștigător:               | Locul al doilea:                               | Locul al treilea:                        | Traseu:                                                | Țări vizitate:                  |
| --------------- | --------------------- | ----------------- | ----------------- | ----------------- | -------------------------------- | ---------------------------------------------- | ---------------------------------------- | ------------------------------------------------------ | ------------------------------- |
| Asia Express    | 1: Drumul Dragonului  | 2018              | 12 februarie 2018 | 3 aprilie 2018    | Raluka & Ana Baniciu             | Liviu Varciu & Andrei Stefanescu               | Daniela Crudu & Vica Blochina            | Vietnam, Ha Long către Thailanda, Bangkok              | Vietnam Laos Cambodia Thailanda |
| Asia Express    | 2: Drumul Elefantului | 2019              | 10 februarie 2019 | 16 aprilie 2019   | CRBL și Oase                     | Ruby și Robert Grigoriță                       | Andra "Cocuța" Gheorghe și Bogdan Boantă | Sri Lanka, Negombo către India, Mumbai                 | Sri Lanka · India               |
| Asia Express    | 3: Drumul Comorilor   | 2020              | 15 februarie 2020 | 22 aprilie 2020   | Răzvan Fodor și Sorin Bontea     | Speak și Ștefania                              | Adda și Cătălin Rizea                    | Filipine, Lucena către Taiwan, Taipei                  | Filipine Taiwan                 |
| Asia Express    | 4: Drumul Împăraților | 2021              | 18 septembie 2021 | 28 noiembie 2021  | Mihai Petre și Elwira Petre      | Adrian "Cuza" Popescu și Emanuel "Emi" Popescu | Lidia Buble și Estera Buble              | Turcia, Edirne către Israel, Ierusalim                 | Turcia Georgia Iordania Israel  |
| America Express | 5: Drumul Aurului     | 2023              | 15 ianuarie 2023  | 26 martie 2023    | Cătălin Bordea și Nelu Cortea    | Andreea Antonescu și Andreea Bălan             | Cătălin Scărlătescu și Doina Teodoru     | Mexic, Santiago de Querétaro către Columbia, Cartagena | Mexic Guatemala Columbia        |
| America Express | 6: Drumul Soarelui    | 2023              | 21 octombrie 2023 | 27 decembrie 2023 | Sânziana Negru și Laura Giurcanu | Alexia Eram și Aris Eram                       | Giulia Anghelescu și Vlad Huidu          | Columbia, Medellín către Argentina, Buenos Aires       | Columbia Ecuador Argentina      |
| Asia Express    | 7: Drumul Zeilor      | 2024              | 1 septembrie 2024 | 13 noiembrie 2024 | Sorin Brotnei și Nicolai Tand    | Ioana State și Mane Voicu                      | Carmen Negoiță și Andreea Perețeanu      | Thailanda, Chiang Rai către Indonezia, Bali            | Thailanda Malaysia Indonezia    |
| Asia Express    | 8: Drumul Eroilor     | 2025              | 7 septembrie 2025 | ? noiembrie 2025  | TBD                              | TBD                                            | TBD                                      | Filipine, Legazpi către Coreea de Sud, Seul            | Filipine Vietnam Coreea de Sud  |

## Rezumatul sezoanelor

### Sezonul 1
| Etapa:                                  | Culoarea dragonului:    | Eliminare:                             | Loc:           |                |
| --------------------------------------- | ----------------------- | -------------------------------------- | -------------- | -------------- |
| 1: Vietnam: Ha Long - Haiphong          | Dragon de culoare verde | Fără eliminare                         | Fără eliminare |                |
| 2: Vietnam: Haiphong - Hanoi            | Dragon de culoare roșie | Marian Drăgulescu și Corina Drăgulescu | 7              |                |
| 3: Vietnam: Lào Cai - Ta Van            | Dragon de culoare verde | Fără eliminare                         | Fără eliminare |                |
| 4: Vietnam: Ta Van - Dien Bien Phu      | Dragon de culoare verde | Fără eliminare                         | Fără eliminare |                |
| 5: Laos: Luang Prabang - Phou Khoun     | Dragon de culoare verde | Fără eliminare                         | Fără eliminare |                |
| 6: Laos: Phou Khoun - Vientiane         | Dragon de culoare roșie | Cătălin Moroșanu și Claudiu Moroșanu   | 6              |                |
| 7: Laos: Vientiane - Thakhek            | Dragon de culoare verde | Fără eliminare                         | Fără eliminare |                |
| 8: Laos: Thakhek - Pakse                | Dragon de culoare roșie | Dorian Popa și Luminița Popa           | 5              |                |
| 9: Cambodia: Stung Treng - Kampong Cham | Dragon de culoare verde | Fără eliminare                         | Fără eliminare |                |
| 10: Cambodia: Kampong Cham - Phnom Penh | Dragon de culoare verde | Fără eliminare                         | Fără eliminare | Fără eliminare |
| 11: Cambodia: Phnom Penh - Battambang   | Dragon de culoare verde | Fără eliminare                         | Fără eliminare |                |
| 12: Cambodia: Battambang - Angkor Wat   | Dragon de culoare roșie | Lora și Ionuț Ghenu                    | 4              |                |
| 13: Thailanda: Buriram - Non Thai       | Dragon de culoare verde | Fără eliminare                         | Fără eliminare |                |
| 14: Thailanda: Non Thai - Ayutthaya     | Dragon de culoare verde | Fără eliminare                         | Fără eliminare |                |
| 15: Thailanda: Ayutthaya - Bangkok      | Semifinală:             | Daniela Crudu și Vica Blochina         | 3              |                |
| 16: Thailanda: Bangkok                  | Marea Finală:           |                                        |                |                |
| 16: Thailanda: Bangkok                  | Marea Finală:           | Liviu Vârciu și Andrei Ștefănescu      | 2              |                |
| 16: Thailanda: Bangkok                  | Marea Finală:           | Raluka și Ana Baniciu                  | 1              |                |

| Echipa            | Etapă                   | Etapă                  | Etapă                  | Etapă                  | Etapă                  | Etapă                  | Etapă                   | Etapă                  | Etapă                   | Etapă                  | Etapă                   | Etapă                  | Etapă             | Etapă              | Etapă              | Etapă                   |
| Echipa            | 1                       | 2                      | 3                      | 4                      | 5                      | 6                      | 7                       | 8                      | 9                       | 10                     | 11                      | 12                     | 13                | 14                 | 15                 | 16                      |
| ----------------- | ----------------------- | ---------------------- | ---------------------- | ---------------------- | ---------------------- | ---------------------- | ----------------------- | ---------------------- | ----------------------- | ---------------------- | ----------------------- | ---------------------- | ----------------- | ------------------ | ------------------ | ----------------------- |
| Marian & Corina   | Salvați                 | Nominalizati/Eliminare |                        |                        |                        |                        |                         |                        |                         |                        |                         |                        |                   |                    |                    |                         |
| Cătălin & Claudiu | Salvați                 | Pericol/Eliminare      | Primii/Nominalizatori  | Prima imunitate        | Salvați                | Nominalizati/Eliminare |                         |                        |                         |                        |                         |                        |                   |                    |                    |                         |
| Dorian & Luminița | Pericol/Eliminare       | Salvați                | Nominalizati/Eliminare | Nominalizati/Eliminare | Nominalizati/Eliminare | Salvați                | Pericol/Eliminare       | Nominalizati/Eliminare |                         |                        |                         |                        |                   |                    |                    |                         |
| Lora & Ionuț      | Salvați                 | Primii/Nominalizatori  | Salvați                | Pericol/Eliminare      | Pericol/Eliminare      | Primii/Nominalizatori  | Salvați                 | Salvați                | Salvați                 | A doua imunitate       | Nominalizati/Eliminare  | Nominalizati/Eliminare |                   |                    |                    |                         |
| Daniela & Vica    | Nominalizate/Eliminare  | Salvate                | Salvate                | Salvate                | Salvate                | Salvate                | Primele/Nominalizatoare | Salvate                | Nominalizate/Eliminare  | Nominalizate/Eliminare | Pericol/Eliminare       | Pericol/Eliminare      | Salvate           | Ultimele/Eliminare | Ultimele/Eliminare |                         |
| Liviu & Andrei    | Salvați                 | Salvați                | Pericol/Eliminare      | Primii/Nominalizatori  | Primii/Nominalizatori  | Salvați                | Salvați                 | Primii/Nominalizatori  | Pericol/Eliminare       | Primii/Nominalizatori  | A treia imunitate       | Primii/Nominalizatori  | Ultimii/Eliminare | Salvați            | Salvați            | Locul 2 in marea finală |
| Raluka & Ana      | Primele/Nominalizatoare | Salvate                | Salvate                | Salvate                | Salvate                | Pericol/Eliminare      | Nominalizate/Eliminare  | Pericol/Eliminare      | Primele/Nominalizatoare | Pericol/Eliminare      | Primele/Nominalizatoare | Salvate                | Primele/Avantaj   | Primele/Avantaj    | Salvate            | Locul 1 in marea finală |

     Echipa a trecut în etapa următoare
     Echipa a primit imunitatea
     Echipa a fost prima făcând nominalizarea spre eliminare
     Echipa a fost în pericol de eliminare
 Echipa a fost salvată de la eliminare de dragonul verde
 Echipa a fost eliminată

### Clasamentul pe etape
| Echipa            | Etapa 1: Vietnam | Etapa 2: Vietnam | Etapa 3: Vietnam | Etapa 4: Vietnam | Etapa 5: Laos   | Etapa 6: Laos   | Etapa 7: Laos   | Etapa 8: Laos   | Etapa 9: Cambodia | Etapa 10: Cambodia | Etapa 11: Cambodia | Etapa 12: Cambodia | Etapa 13: Thailanda | Etapa 14: Thailanda | Etapa 15: Thailanda | Etapa 16: Thailanda |
| ----------------- | ---------------- | ---------------- | ---------------- | ---------------- | --------------- | --------------- | --------------- | --------------- | ----------------- | ------------------ | ------------------ | ------------------ | ------------------- | ------------------- | ------------------- | ------------------- |
| Marian & Corina   | A cincea echipă  | A șaptea echipă  |                  |                  |                 |                 |                 |                 |                   |                    |                    |                    |                     |                     |                     |                     |
| Cătălin & Claudiu | A treia echipă   | A șasea echipă   | Prima echipă     | Echipă imună     | A treia echipă  | A cincea echipă |                 |                 |                   |                    |                    |                    |                     |                     |                     |                     |
| Dorian & Luminița | A șașea echipă   | A cincea echipă  | A șasea echipă   | A patra echipă   | A șasea echipă  | A treia echipă  | A cincea echipă | A cincea echipă |                   |                    |                    |                    |                     |                     |                     |                     |
| Lora & Ionuț      | A doua echipă    | Prima echipă     | A treia echipă   | A cincea echipă  | A cincea echipă | Prima echipă    | A treia echipă  | A treia echipă  | A doua echipă     | Echipă imună       | A treia echipă     | A treia echipă     |                     |                     |                     |                     |
| Daniela & Vica    | A șaptea echipă  | A treia echipă   | A doua echipă    | A treia echipă   | A doua echipă   | A patra echipă  | Prima echipă    | A doua echipă   | A treia echipă    | A treia echipă     | A doua echipă      | A patra echipă     | A doua echipă       | A treia echipă      | A treia echipă      |                     |
| Liviu & Andrei    | A patra echipă   | A doua echipă    | A cincea echipă  | Prima echipă     | Prima echipă    | A doua echipă   | A doua echipă   | Prima echipă    | A patra echipă    | Prima echipă       | Echipă imună       | Prima echipă       | A treia echipă      | A doua echipă       | A doua echipă       | A doua echipă       |
| Raluka & Ana      | Prima echipă     | A patra echipă   | A patra echipă   | A doua echipă    | A patra echipă  | A șasea echipa  | A patra echipă  | A patra echipă  | Prima echipă      | A doua echipă      | Prima echipă       | A doua echipă      | Prima echipă        | Prima echipă        | Prima echipă        | Prima echipă        |

     Echipa a fost prima făcând nominalizarea spre eliminare
     Echipa a fost imună
     Echipa a fost prima făcând nominalizarea spre eliminare și primind imunitate
     Echipa a fost in pericol de nominalizare spre eliminare
     Echipa a fost salvată de la eliminare de dragonul verde
     Echipa a fost eliminată

### Tabelul amuletelor
| Echipa            | Etapă                    | Etapă        | Etapă        | Etapă        | Etapă        | Etapă        | Etapă                    | Etapă        | Etapă        | Etapă        | Etapă        | Etapă        | Etapă        | Etapă        |
| Echipa            | 1                        | 2            | 3            | 4            | 5            | 6            | 7                        | 8            | 9            | 10           | 11           | 12           | 13           | 14           |
| ----------------- | ------------------------ | ------------ | ------------ | ------------ | ------------ | ------------ | ------------------------ | ------------ | ------------ | ------------ | ------------ | ------------ | ------------ | ------------ |
| Marian & Corina   | Necalificați             | Necalificați |              |              |              |              |                          |              |              |              |              |              |              |              |
| Cătălin & Claudiu | Necalificați             | Necalificați | Câștigătorii | Câștigătorii | Necalificați | Necalificați |                          |              |              |              |              |              |              |              |
| Dorian & Luminița | Necalificați             | Calificați   | Necalificați | Necalificați | Calificați   | Câștigătorii | Necalificați             |              |              |              |              |              |              |              |
| Lora & Ionuț      | Câștigătorii / Egalitate | Câștigătorii | Calificați   | Necalificați | Calificați   | Necalificați | Câștigătorii / Egalitate | Calificați   | Câștigătorii | Câștigătorii | Necalificați | Calificați   |              |              |
| Daniela & Vica    | Calificate               | Necalificate | Calificate   | Necalificate | Necalificate | Necalificate | Câștigătorii / Egalitate | Necalificate | Calificate   | Calificate   | Necalificate | Necalificate | Calificate   | Câștigătoare |
| Liviu & Andrei    | Câștigătorii / Egalitate | Necalificați | Calificați   | Calificate   | Câștigătorii | Calificați   | Calificați               | Câștigătorii | Necalificați | Necalificați | Câștigătorii | Calificați   | Câștigătorii | Necalificați |
| Raluka & Ana      | Necalificate             | Necalificate | Necalificate | Necalificate | Necalificate | Necalificate | Necalificate             | Calificate   | Necalificate | Calificate   | Calificate   | Câștigătoare | Necalificate | Calificate   |

     Echipa nu s-a calificat
     Echipa s-a calificat la amuleta
     Echipa a câstigat amuleta
     Echipa a câstigat amuleta la egalitate cu altă echipă

### Tabelul nominalizărilor
| Etapă                                            | 1                 | 2                 | 3                 | 4                 | 5                 | 6                 | 7                 | 8                 | 9              | 10             | 11             | 12             |
| ------------------------------------------------ | ----------------- | ----------------- | ----------------- | ----------------- | ----------------- | ----------------- | ----------------- | ----------------- | -------------- | -------------- | -------------- | -------------- |
| Echipa nominalizata spre eliminare               | Daniela & Vica    | Marian & Corina   | Dorian & Luminița | Dorian & Luminița | Dorian & Luminița | Cătălin & Claudiu | Raluka & Ana      | Dorian & Luminița | Daniela & Vica | Daniela & Vica | Lora & Ionuț   | Lora & Ionuț   |
| Echipă in pericol de nominalizare spre eliminare | Dorian & Luminița | Cătălin & Claudiu | Liviu & Andrei    | Lora & Ionuț      | Lora & Ionuț      | Raluka & Ana      | Dorian & Luminița | Raluka & Ana      | Liviu & Andrei | Raluka & Ana   | Daniela & Vica | Daniela & Vica |
| Nominalizare facută de către                     | Raluka & Ana      | Lora & Ionuț      | Cătălin & Claudiu | Liviu & Andrei    | Liviu & Andrei    | Lora & Ionuț      | Daniela & Vica    | Liviu & Andrei    | Raluka & Ana   | Liviu & Andrei | Raluka & Ana   | Liviu & Andrei |

### Sezonul 2
| Etapa:                            | Culoarea elefantului:    | Eliminare:                     | Loc:           |
| --------------------------------- | ------------------------ | ------------------------------ | -------------- |
| 1: Sri Lanka Negombo - Kandy      | Retragere                | Bianca și Oana Drăgușanu       | 9              |
| 2: Sri Lanka Kandy - Hambantota   | Retragere                | Iuliana Luciu și Margherita    | 8              |
| 3: Sri Lanka Hambantota - Colombo | Elefant de culoare verde | Fără eliminare                 | Fără eliminare |
| 4: India: Varkala - Thrissur      | Elefant de culoare roșie | Anca Sigartău și Teodor Abaab  | 7              |
| 5: India: Thrissur - Coimbatore   | Elefant de culoare verde | Fără eliminare                 | Fără eliminare |
| 6: India: Coimbatore - Bangalore  | Retragere                | Paul Ipate și Jojo             | 6              |
| 7: India: Devanhalli - Hampi      | Elefant de culoare verde | Fără eliminare                 | Fără eliminare |
| 8: India: Hampi - Kolhapur        | Elefant de culoare roșie | Ana Morodan și Adrian Teleșpan | 5              |
| 9: India: Kolhapur - Pune         | Semifinală:              | Șerban Copoț și George Vintilă | 4              |
| 10: India: Pune - Mumbai          | Marea Finală:            |                                |                |
| 10: India: Pune - Mumbai          | Marea Finală:            | Cocuța și Bogdan Boantă        | 3              |
| 10: India: Pune - Mumbai          | Marea Finală:            | Ruby și Robert Grigoriță       | 2              |
| 10: India: Pune - Mumbai          | Marea Finală:            | CRBL și Oase                   | 1              |

| Echipa                 | Etapă                       | Etapă                       | Etapă                       | Etapă                      | Etapă                       | Etapă                       | Etapă                        | Etapă                       | Etapă                       | Etapă                   |
| Echipa                 | 1                           | 2                           | 3                           | 4                          | 5                           | 6                           | 7                            | 8                           | 9                           | 10                      |
| ---------------------- | --------------------------- | --------------------------- | --------------------------- | -------------------------- | --------------------------- | --------------------------- | ---------------------------- | --------------------------- | --------------------------- | ----------------------- |
| Bianca & Oana          | Ultimii doi / Ultima șansă  | Retragere/Motive personale  |                             |                            |                             |                             |                              |                             |                             |                         |
| Margherita & Iuliana   | Ultimii doi / Ultima șansă  | Reintoarcere/Salvați        | Retragere/Motive medicale   |                            |                             |                             |                              |                             |                             |                         |
| Anca & Teo             | Salvați                     | Prima imunitate             | Ultimii doi / Ultima șansă  | Ultimii doi / Ultima șansă |                             |                             |                              |                             |                             |                         |
| Jojo & Paul            | Salvați                     | Ultimii doi / Ultima șansă  | Salvați                     | Ultimii doi / Ultima șansă | Salvați                     | Ultimii doi / Ultima șansă  | Retragere/Motive medicale    |                             |                             |                         |
| Morodan & Teleșpan     | A doua imunitate            | Nominalizați / Ultima șansă | A doua imunitate            | Prima imunitate            | Ultimii doi / Ultima șansă  | Ultimii doi / Ultima șansă  | Reintoarcere/Prima imunitate | Nominalizați / Ultima șansă |                             |                         |
| Șerban & Cosmin/George | Prima imunitate             | A doua imunitate            | Ultimii doi / Ultima șansă  | Avantaj / Ultima șansă     | Nominalizați / Ultima șansă | Salvați                     | Ultimii doi/ Ultima șansă    | Salvați                     | Ultimii doi / Ultima șansă  |                         |
| Cocuța & Boantă        | Salvați                     | Salvați                     | Nominalizați / Ultima șansă | A doua imunitate           | A doua imunitate            | Nominalizați / Ultima șansă | Nominalizați / Ultima șansă  | Ultimii doi / Ultima șansă  | Nominalizați / Ultima șansă | Locul 3 in marea finală |
| Ruby & Robert          | Nominalizați / Ultima șansă | Salvați                     | Salvați                     | Salvați                    | Prima imunitate             | Prima imunitate             | Ultimii doi / Ultima șansă   | Ultimii doi / Ultima șansă  | Ultimii doi / Ultima șansă  | Locul 2 in marea finală |
| CRBL & Oase            | Salvați                     | Ultimii doi / Ultima șansă  | Prima imunitate             | Salvați                    | Ultimii doi / Ultima șansă  | A doua imunitate            | Salvați                      | Prima imunitate             | Salvați                     | Locul 1 in marea finală |

     Echipa a trecut în etapa următoare
      Echipa a primit imunitatea
     Echipa a participat la cursa pentru ultima șansă
     Echipa s-a retras din competiție
 Echipa a fost salvată de la eliminare de elefantul verde
 Echipa a fost eliminată

### Clasamentul pe etape
| Echipa                 | Etapa 1: · Sri Lanka | Etapa 1: · Sri Lanka | Etapa 1: · Sri Lanka | Etapa 2: · Sri Lanka | Etapa 2: · Sri Lanka | Etapa 2: · Sri Lanka | Etapa 3: · Sri Lanka | Etapa 3: · Sri Lanka | Etapa 3: · Sri Lanka | Etapa 4: India  | Etapa 4: India   | Etapa 4: India  | Etapa 5: India  | Etapa 5: India   | Etapa 5: India  | Etapa 6: India  | Etapa 6: India   | Etapa 6: India  | Etapa 7: India  | Etapa 7: India   | Etapa 7: India  | Etapa 8: India  | Etapa 8: India   | Etapa 8: India  | Etapa 9: India  | Etapa 9: India   | Etapa 9: India  | Etapa 10: India | Etapa 10: India  | Etapa 10: India |
| Echipa                 | Prima imunitate      | A doua imunitate     | Ultima șansă         | Prima imunitate      | A doua imunitate     | Ultima șansă         | Prima imunitate      | A doua imunitate     | Ultima șansă         | Prima imunitate | A doua imunitate | Ultima șansă    | Prima imunitate | A doua imunitate | Ultima șansă    | Prima imunitate | A doua imunitate | Ultima șansă    | Prima imunitate | A doua întâlnire | Ultima șansă    | Prima imunitate | A doua întâlnire | Ultima șansă    | Prima întâlnire | A doua întâlnire | Ultima șansă    | Prima întâlnire | A doua întâlnire | Finala          |
| ---------------------- | -------------------- | -------------------- | -------------------- | -------------------- | -------------------- | -------------------- | -------------------- | -------------------- | -------------------- | --------------- | ---------------- | --------------- | --------------- | ---------------- | --------------- | --------------- | ---------------- | --------------- | --------------- | ---------------- | --------------- | --------------- | ---------------- | --------------- | --------------- | ---------------- | --------------- | --------------- | ---------------- | --------------- |
| Bianca & Oana          | A patra echipă       | A șaptea echipă      | Prima echipă         |                      |                      |                      |                      |                      |                      |                 |                  |                 |                 |                  |                 |                 |                  |                 |                 |                  |                 |                 |                  |                 |                 |                  |                 |                 |                  |                 |
| Margherita & Iuliana   | A noua echipă        | A opta echipă        | A treia echipă       | A șaptea echipă      | A treia echipă       | Nu a participat      |                      |                      |                      |                 |                  |                 |                 |                  |                 |                 |                  |                 |                 |                  |                 |                 |                  |                 |                 |                  |                 |                 |                  |                 |
| Anca & Teo             | A opta echipă        | Nespecificat         | Nu a participat      | Prima echipă         | Echipă imună         | Nu a participat      | A șasea echipă       | A cincea echipă      | A treia echipă       | Nespecificat    | A cincea echipă  | A treia echipă  |                 |                  |                 |                 |                  |                 |                 |                  |                 |                 |                  |                 |                 |                  |                 |                 |                  |                 |
| Jojo & Paul            | A doua echipă        | Nespecificat         | Nu a participat      | A doua echipă        | A șasea echipă       | A doua echipă        | A doua echipă        | Nespecificat         | Nu a participat      | Nespecificat    | A șasea echipă   | Prima echipă    | A treia echipă  | A doua echipă    | Nu a participat | A patra echipă  | A cincea echipă  | A doua echipă   |                 |                  |                 |                 |                  |                 |                 |                  |                 |                 |                  |                 |
| Morodan & Teleșpan     | A șasea echipă       | Prima echipă         | Nu a participat      | A cincea echipă      | A patra echipă       | A treia echipă       | A cincea echipă      | Prima echipă         | Nu a participat      | Prima echipă    | Echipă imună     | Nu a participat | A șasea echipă  | A cincea echipă  | Prima echipă    | A cincea echipă | A patra echipă   | A treia echipă  | Prima echipă    | Echipă imună     | Nu a participat | A treia echipă  | Prima echipă     | A treia echipă  |                 |                  |                 |                 |                  |                 |
| Șerban & Cosmin/George | Prima echipă         | Echipă imună         | Nu a participat      | A treia echipă       | Prima echipă         | Nu a participat      | A patra echipă       | A șasea echipă       | Prima echipă         | Nu a participat | Nu a participat  | A doua echipă   | A patra echipă  | A treia echipă   | A doua echipă   | A șasea echipă  | A doua echipă    | Nu a participat | A patra echipă  | A treia echipă   | A treia echipă  | A patra echipă  | A doua echipă    | Nu a participat | Prima echipă    | A treia echipă   | A treia echipă  |                 |                  |                 |
| Cocuța & Boantă        | A treia echipă       | Nespecificat         | Nu a participat      | A opta echipă        | A cincea echipă      | Nu a participat      | A treia echipă       | Nespecificat         | A doua echipă        | A treia echipă  | Prima echipă     | Nu a participat | A doua echipă   | Prima echipă     | Nu a participat | A doua echipă   | A treia echipă   | Prima echipă    | A treia echipă  | A doua echipă    | A doua echipă   | A doua echipă   | A patra echipă   | Prima echipă    | A patra echipă  | A doua echipă    | A doua echipă   | Prima echipă    | A treia echipă   |                 |
| Ruby & Robert          | A șaptea echipă      | Nespecificat         | A doua echipă        | A patra echipă       | A doua echipă        | Nu a participat      | A șaptea echipă      | Nespecificat         | Nu a participat      | Nespecificat    | A doua echipa    | Nu a participat | Prima echipă    | Echipă imună     | Nu a participat | Prima echipă    | Echipă imună     | Nu a participat | A doua echipă   | A patra echipă   | Prima echipă    | A cincea echipă | A treia echipă   | A doua echipă   | A doua echipă   | A patra echipă   | Prima echipă    | A treia echipă  | A doua echipă    | A doua echipă   |
| CRBL & Oase            | A cincea echipă      | Nespecificat         | Nu a participat      | A șasea echipă       | A șaptea echipă      | Prima echipă         | Prima echipă         | Echipă imună         | Nu a participat      | A doua echipă   | A treia echipă   | Nu a participat | A cincea echipă | A patra echipă   | A treia echipă  | A treia echipă  | Prima echipă     | Nu a participat | A cincea echipă | Prima echipă     | Nu a participat | Prima echipă    | Echipă imună     | Nu a participat | A treia echipă  | Prima echipă     | Nu a participat | A doua echipă   | Prima echipă     | Prima echipă    |

     Echipa a câștigat prima imunitate
     Echipa a câștigat a doua imunitate
     Echipa nu a participat la cursă
     Echipa a participat la cursa pentru ultima șansă
     Echipa a fost salvată de la eliminare de elefantul verde
     Echipa a fost salvată de la eliminare de retragerea altei echipe
     Echipa a fost eliminată / s-a retras

### Tabelul amuletelor
| Bianca & Oana          | Necalificate                 | Necalificate                  |                              |                               |                               |                               |                              |                               |                              |                               |                              |                               |                              |                               |                              |                               |                              |
| Margherita & Iuliana   | Necalificate                 | Necalificate                  | Necalificate                 | Necalificate                  |                               |                               |                              |                               |                              |                               |                              |                               |                              |                               |                              |                               |                              |
| Anca & Teo             | Necalificați                 | Calificați / A doua amuletă   | Câștigătorii / Prima amuletă | Necalificați                  | Calificați / Prima amuletă    | Necalificați                  | Calificați / Prima amuletă   | Calificați / A doua amuletă   |                              |                               |                              |                               |                              |                               |                              |                               |                              |
| Jojo & Paul            | Calificați / Prima amuletă   | Necalificați                  | Necalificați                 | Calificați / A doua amuletă   | Câștigătorii / A doua amuletă | Calificați / A doua amuletă   | Necalificați                 | Câștigătorii / A doua amuletă | Necalificați                 | Calificați / A doua amuletă   | Calificați / Prima amuletă   | Calificați / A doua amuletă   |                              |                               |                              |                               |                              |
| Morodan & Teleșpan     | Câștigătorii / Prima amuletă | Calificați / A doua amuletă   | Necalificați                 | Necalificați                  | Necalificați                  | Necalificați                  | Necalificați                 | Necalificați                  | Necalificați                 | Necalificați                  | Necalificați                 | Câștigătorii / A doua amuletă | Calificați / Prima amuletă   | Necalificați                  |                              |                               |                              |
| Șerban & Cosmin/George | Calificați / Prima amuletă   | Necalificați                  | Necalificați                 | Necalificați                  | Necalificați                  | Câștigătorii / A doua amuletă | Necalificați                 | Necalificați                  | Câștigătorii / Prima amuletă | Necalificați                  | Necalificați                 | Necalificați                  | Câștigătorii / Prima amuletă | Necalificați                  | Calificați / Prima amuletă   | Câștigătorii / A doua amuletă |                              |
| Cocuța & Boantă        | Necalificați                 | Câștigătorii / A doua amuletă | Necalificați                 | Necalificați                  | Calificați / Prima amuletă    | Necalificați                  | Câștigătorii / Prima amuletă | Necalificați                  | Calificați / Prima amuletă   | Câștigătorii / A doua amuletă | Necalificați                 | Câștigătorii / A doua amuletă | Necalificați                 | Calificați / A doua amuletă   | Câștigătorii / Prima amuletă | Calificați / A doua amuletă   | Câștigătorii / Prima amuletă |
| Ruby & Robert          | Necalificați                 | Necalificați                  | Necalificați                 | Necalificați                  | Necalificați                  | Necalificați                  | Necalificați                 | Calificați / A doua amuletă   | Necalificați                 | Necalificați                  | Necalificați                 | Necalificați                  | Necalificați                 | Câștigătorii / A doua amuletă | Calificați / Prima amuletă   | Necalificați                  | Calificați / Prima amuletă   |
| CRBL & Oase            | Necalificați                 | Necalificați                  | Calificați / Prima amuletă   | Câștigătorii / A doua amuletă | Necalificați                  | Necalificați                  | Calificați / Prima amuletă   | Necalificați                  | Necalificați                 | Necalificați                  | Câștigătorii / Prima amuletă | Necalificați                  | Calificați / Prima amuletă   | Necalificați                  | Necalificați                 | Necalificați                  | Calificați / Prima amuletă   |

     Echipa nu s-a calificat
     Echipa s-a calificat la prima amuletă
     Echipa a câstigat prima amuletă
     Echipa s-a calificat la a doua amuletă
     Echipa a câstigat a doua amuletă
     Echipa a câstigat amuleta la egalitate cu altă echipă

### Tabelul nominalizărilor
| Etapă                                | 1             | 2                  | 3               | 4                                 | 5               | 6                                  | 7               | 8                  | 9                                  |
| ------------------------------------ | ------------- | ------------------ | --------------- | --------------------------------- | --------------- | ---------------------------------- | --------------- | ------------------ | ---------------------------------- |
| Trimiși în proba pentru Ultima șansă | Ruby & Robert | Morodan & Teleșpan | Cocuța & Boantă | CRBL & Oase                       | Șerban & George | Cocuța & Boantă                    | Cocuța & Boantă | Morodan & Teleșpan | Cocuța & Boantă                    |
| Rezultat                             | 7-1-1         | 3-2-2-1            | 4-2-1           | 4-2 (Înlocuiți de Șerban &George) | 4-2             | 3-3 (departajare: ordinea sosirii) | 4-1             | 3-2                | 2-2 (departajare: ordinea sosirii) |
| Votant                               | Votul Echipei | Votul Echipei      | Votul Echipei   | Votul Echipei                     | Votul Echipei   | Votul Echipei                      | Votul Echipei   | Votul Echipei      | Votul Echipei                      |
| Bianca & Oana                        | Ruby & Robert |                    |                 |                                   |                 |                                    |                 |                    |                                    |
| Iuliana & Marga                      | Ruby & Robert | Morodan & Teleșpan |                 |                                   |                 |                                    |                 |                    |                                    |
| Anca & Teo                           | Ruby & Robert | Cocuța & Boantă    | Ruby & Robert   | CRBL & Oase                       |                 |                                    |                 |                    |                                    |
| Jojo & Paul                          | Ruby & Robert | Iuliana & Marga    | Cocuța & Boantă | CRBL & Oase                       | Șerban & George | Șerban & George                    |                 |                    |                                    |
| Morodan & Teleșpan                   | Anca & Teo    | Iuliana & Marga    | Jojo & Paul     | Ruby & Robert                     | Șerban & George | Șerban & George                    | Cocuța & Boantă | Șerban & George    |                                    |
| Șerban & George                      | Ruby & Robert | Morodan & Teleșpan | Cocuța & Boantă | -                                 | Jojo & Paul     | Cocuța & Boantă                    | Cocuța & Boantă | Morodan & Teleșpan | CRBL & Oase                        |
| Cocuța & Boantă                      | Ruby & Robert | Ruby & Robert      | Ruby & Robert   | CRBL & Oase                       | Șerban & George | Șerban & George                    | CRBL & Oase     | Șerban & George    | CRBL & Oase                        |
| Ruby & Robert                        | Jojo & Paul   | Cocuța & Boantă    | Cocuța & Boantă | CRBL & Oase                       | Șerban & George | Cocuța & Boantă                    | Cocuța & Boantă | Morodan & Teleșpan | Cocuța & Boantă                    |
| CRBL & Oase                          | Ruby & Robert | Morodan & Teleșpan | Cocuța & Boantă | Ruby & Robert                     | Jojo & Paul     | Cocuța & Boantă                    | Cocuța & Boantă | Morodan & Teleșpan | Cocuța & Boantă                    |

### Sezonul 3
| Etapa:                              | Culoarea ancorei:       | Eliminare:                        | Loc:           |
| ----------------------------------- | ----------------------- | --------------------------------- | -------------- |
| 1: Filipine: Lucena - Batangas      | Ancoră de culoare verde | Fără eliminare                    | Fără eliminare |
| 2: Filipine: Batangas - Manila      | Ancoră de culoare roșie | Nico și Alexandra Matei           | 9              |
| 3: Filipine: Quezon City - Alaminos | Ancoră de culoare verde | Fără eliminare                    | Fără eliminare |
| 4: Filipine: Alaminos - Baguio      | Ancoră de culoare roșie | Alex Velea și Mario Fresh         | 8              |
| 5: Filipine: Baguio - Laoag         | Ancoră de culoare verde | Fără eliminare                    | Fără eliminare |
| 6: Filipine: Tagudin - Banaue       | Ancoră de culoare roșie | Maria Buză și Lia Bugnar          | 7              |
| 7: Filipine: Banaue - Angeles City  | Ancoră de culoare roșie | Florin Ristei și Dan Ristei       | 6              |
| 8: Taiwan: Kaohsiung - Tainan       | Ancoră de culoare roșie | Alina Ceușan și Carmen Grebenișan | 5              |
| 9: Taiwan: Tainan - Taichung        | Semifinală:             | Alexandru Abagiu și Radu Vlăduț   | 4              |
| 10: Taiwan: Taichung - Taipei       | Marea Finală:           |                                   |                |
| 10: Taiwan: Taichung - Taipei       | Marea Finală:           | Adda și Cătălin Rizea             | 3              |
| 10: Taiwan: Taichung - Taipei       | Marea Finală:           | Speak și Ștefania                 | 2              |
| 10: Taiwan: Taichung - Taipei       | Marea Finală:           | Sorin Bontea și Răzvan Fodor      | 1              |

| Echipa           | Etapă                        | Etapă                        | Etapă                       | Etapă                       | Etapă                       | Etapă                       | Etapă           | Etapă                       | Etapă        | Etapă                       |
| Echipa           | 1                            | 2                            | 3                           | 4                           | 5                           | 6                           | 7               | 8                           | 9            | 10                          |
| ---------------- | ---------------------------- | ---------------------------- | --------------------------- | --------------------------- | --------------------------- | --------------------------- | --------------- | --------------------------- | ------------ | --------------------------- |
| Nico & Andra     | Salvate                      | Ultimele două / Ultima șansă |                             |                             |                             |                             |                 |                             |              |                             |
| Alex & Mario     | Ultimii doi / Ultima șansă   | Ultimii doi / Ultima șansă   | Salvați                     | Ultimii doi / Ultima șansă  |                             |                             |                 |                             |              |                             |
| Maria & Lia      | Ultimele două / Ultima șansă | Salvate                      | Salvate                     | Salvate                     | Salvate                     | Ultimii doi / Ultima șansă  |                 |                             |              |                             |
| Florin & Dan     | Salvați                      | A doua imunitate             | Ultimii doi / Ultima șansă  | Ultimii doi / Ultima șansă  | Salvați                     | Salvați                     | Ultima șansă    |                             |              |                             |
| Alina & Carmen   | Nominalizate / Ultima șansă  | Prima imunitate              | Salvate                     | Salvate                     | Prima imunitate             | Salvate                     | Ultima șansă    | Ultimii doi / Ultima șansa  |              |                             |
| Abagiu & Radu    | Prima imunitate              | Nominalizați / Ultima șansă  | Ultimii doi / Ultima șansă  | Nominalizați / Ultima șansă | A doua imunitate            | Nominalizați / Ultima șansă | Ultima șansă    | Prima imunitate             | Ultima șansă |                             |
| Adda & Cătălin   | Salvați                      | Salvați                      | Nominalizați / Ultima șansă | Salvați                     | Ultimii doi / Ultima șansă  | Ultimii doi /Ultima șansă   | Ultima șansă    | Nominalizati / Ultima sansa | Ultima șansă | Locul 3 in marea finală     |
| Speak & Ștefania | A doua imunitate             | Salvați                      | Prima imunitate             | A doua imunitate            | Nominalizați / Ultima șansă | A doua imunitate            | Prima imunitate | Salvați                     | Ultima șansă | Locul 2 in marea finală     |
| Răzvan & Sorin   | Salvați                      | Salvați                      | A doua imunitate            | Prima imunitate             | Ultimii doi / Ultima șansă  | Prima imunitate             | Ultima șansă    | Ultimii doi/ Ultima șansă   | Salvati      | Câștigătorii Asia Express 3 |

     Echipa a trecut în etapa următoare
      Echipa a primit imunitatea
     Echipa a participat la cursa pentru ultima șansă
 Echipa a fost salvată de la eliminare de ancora verde
 Echipa a fost eliminată

### Clasamentul pe etape
| Echipa           | Etapa 1: Filipine | Etapa 1: Filipine | Etapa 1: Filipine | Etapa 2: Filipine | Etapa 2: Filipine | Etapa 2: Filipine | Etapa 3: Filipine | Etapa 3: Filipine | Etapa 3: Filipine | Etapa 4: Filipine | Etapa 4: Filipine | Etapa 4: Filipine | Etapa 5: Filipine | Etapa 5: Filipine | Etapa 5: Filipine | Etapa 6: Filipine | Etapa 6: Filipine | Etapa 6: Filipine | Etapa 7: Filipine | Etapa 7: Filipine | Etapa 7: Filipine | Etapa 7: Filipine | Etapa 8: Taiwan | Etapa 8: Taiwan | Etapa 8: Taiwan | Etapa 9: Taiwan | Etapa 9: Taiwan  | Etapa 9: Taiwan | Etapa 9: Taiwan | Etapa 10: Taiwan | Etapa 10: Taiwan | Etapa 10: Taiwan | Etapa 10: Taiwan | Etapa 10: Taiwan |
| Echipa           | Prima imunitate   | A doua imunitate  | Ultima șansă      | Prima imunitate   | A doua imunitate  | Ultima șansă      | Prima imunitate   | A doua imunitate  | Ultima șansă      | Prima imunitate   | A doua imunitate  | Ultima șansă      | Prima imunitate   | A doua imunitate  | Ultima șansă      | Prima imunitate   | A doua imunitate  | Ultima șansă      | Prima întâlnire   | A doua întâlnire  | Număr de puncte   | Ultima șansă      | Prima întâlnire | Prima imunitate | Ultima șansă    | Prima întâlnire | A doua întâlnire | Număr de puncte | Ultima șansă    | Prima întâlnire  | Primul cufăr     | Al doilea cufăr  | Al treilea cufăr | Finala           |
| ---------------- | ----------------- | ----------------- | ----------------- | ----------------- | ----------------- | ----------------- | ----------------- | ----------------- | ----------------- | ----------------- | ----------------- | ----------------- | ----------------- | ----------------- | ----------------- | ----------------- | ----------------- | ----------------- | ----------------- | ----------------- | ----------------- | ----------------- | --------------- | --------------- | --------------- | --------------- | ---------------- | --------------- | --------------- | ---------------- | ---------------- | ---------------- | ---------------- | ---------------- |
| Nico & Andra     | A noua echipă     | A treia echipă    | Nu a participat   | Nespecificat      | A opta echipă     | A treia echipă    |                   |                   |                   |                   |                   |                   |                   |                   |                   |                   |                   |                   |                   |                   |                   |                   |                 |                 |                 |                 |                  |                 |                 |                  |                  |                  |                  |                  |
| Alex & Mario     | A cincea echipă   | A șaptea echipă   | A treia echipă    | Nespecificat      | A șaptea echipă   | Prima echipă      | A șasea echipă    | A patra echipă    | Nu a participat   | A șaptea echipă   | A șaptea echipă   | A treia echipă    |                   |                   |                   |                   |                   |                   |                   |                   |                   |                   |                 |                 |                 |                 |                  |                 |                 |                  |                  |                  |                  |                  |
| Maria & Lia      | A treia echipă    | A opta echipă     | Prima echipă      | Nespecificat      | Nespecificat      | Nu a participat   | A treia echipă    | A doua echipă     | Nu a participat   | A doua echipă     | A cincea echipă   | Nu a participat   | A șasea echipă    | A treia echipă    | Nu a participat   | A șaptea echipă   | A cincea echipă   | A treia echipă    |                   |                   |                   |                   |                 |                 |                 |                 |                  |                 |                 |                  |                  |                  |                  |                  |
| Florin & Dan     | A șasea echipă    | A șasea echipă    | Nu a participat   | A doua echipă     | Prima echipă      | Nu a participat   | A patra echipă    | A șaptea echipă   | Prima echipă      | A treia echipă    | A șasea echipă    | A doua echipă     | A patra echipă    | A cincea echipă   | Nu a participat   | A șasea echipă    | A treia echipă    | Nu a participat   | A doua echipă     | A doua echipă     | A treia echipă    | A cincea echipă   |                 |                 |                 |                 |                  |                 |                 |                  |                  |                  |                  |                  |
| Alina & Carmen   | A opta echipă     | A patra echipă    | A doua echipă     | Prima echipă      | Echipă imună      | Nu a participat   | A șaptea echipă   | A cincea echipă   | Nu a participat   | A patra echipă    | A patra echipă    | Nu a participat   | Prima echipă      | Echipă imună      | Nu a participat   | A patra echipă    | A doua echipă     | Nu a participat   | A șasea echipă    | A patra echipă    | A cincea echipă   | A treia echipă    | A cincea echipă | A patra echipă  | A treia echipă  |                 |                  |                 |                 |                  |                  |                  |                  |                  |
| Abagiu & Radu    | Prima echipă      | Echipă imună      | Nu a participat   | Nespecificat      | Nespecificat      | A doua echipă     | A opta echipă     | A șasea echipă    | A treia echipă    | A șasea echipă    | A doua echipă     | Prima echipă      | A doua echipă     | Prima echipă      | Nu a participat   | A cincea echipă   | A patra echipă    | A doua echipă     | Prima echipă      | Nu a participat   | A șasea echipă    | A patra echipă    | A treia echipă  | Prima echipă    | Nu a participat | A treia echipă  | A treia echipă   | A patra echipă  | A treia echipă  |                  |                  |                  |                  |                  |
| Adda & Cătălin   | A șaptea echipă   | A cincea ehipă    | Nu a participat   | Nespecificat      | Nespecificat      | Nu a participat   | A doua echipă     | A treia echipă    | A doua echipă     | A cincea echipă   | A treia echipă    | Nu a participat   | A treia echipă    | A șasea echipă    | Prima echipă      | A doua echipă     | A șasea echipă    | Prima echipă      | A cincea echipă   | A treia echipă    | A patra echipă    | A doua echipă     | A patra echipă  | A doua echipă   | A doua echipă   | A patra echipă  | A patra echipă   | A treia echipă  | Prima echipă    | Prima echipă     | A treia echipă   | A treia echipă   | A doua echipă    |                  |
| Speak & Ștefania | A patra echipă    | Prima echipă      | Nu a participat   | A noua echipă     | Nespecificat      | Nu a participat   | Prima echipă      | Echipă imună      | Nu a participat   | A opta echipă     | Prima echipă      | Nu a participat   | A șaptea echipă   | A patra echipă    | A treia echipă    | A treia echipă    | Prima echipă      | Nu a participat   | A treia echipă    | Prima echipă      | Prima echipă      | Nu a participat   | Prima echipă    | A treia echipă  | Nu a participat | A doua echipă   | Adoua echipă     | A doua echipă   | A doua echipă   | A treia echipă   | A doua echipă    | A doua echipă    | Prima echipă     | A doua echipă    |
| Răzvan & Sorin   | A doua echipă     | A doua echipă     | Nu a participat   | A treia echipă    | Nespecificat      | Nu a participat   | A cincea echipă   | Prima echipă      | Nu a participat   | Prima echipă      | Echipă imună      | Nu a participat   | A cincea echipă   | A doua echipă     | A doua echipă     | Prima echipă      | Echipă imună      | Nu a participat   | A patra echipă    | A cincea echipă   | A doua echipă     | Prima echipă      | A doua echipă   | A cincea echipă | Prima echipă    | Prima echipă    | Prima echipă     | Prima echipă    | Nu a participat | A doua echipă    | Prima echipă     | Prima echipă     | A treia echipă   | Prima echipă     |

     Echipa a câștigat prima imunitate
     Echipa a câștigat a doua imunitate
     Echipa nu a participat la cursă pentru ultima șansa
     Echipa a participat la cursa pentru ultima șansă
     Echipa a fost salvată de la eliminare de ancora verde
     Echipa a fost eliminată
     Echipa a primit un cufăr verde in finală
     Echipa a primit un cufăr verde si un cufăr roșu in finală

### Tabelul amuletelor
| Echipa           | Etapă                        | Etapă                         | Etapă                        | Etapă                         | Etapă                        | Etapă                         | Etapă                        | Etapă                         | Etapă                        | Etapă                         | Etapă                        | Etapă                         | Etapă                        | Etapă                         | Etapă                        | Etapă                         | Etapă                        | Etapă                         | Etapă                        | Etapă |
| Echipa           | 1                            | 1                             | 2                            | 2                             | 3                            | 3                             | 4                            | 4                             | 5                            | 5                             | 6                            | 6                             | 7                            | 7                             | 8                            | 8                             | 9                            | 9                             | 10                           |       |
| Echipa           | Prima amuletă                | A doua amuletă                | Prima amuletă                | A doua amuletă                | Prima amuletă                | A doua amuletă                | Prima amuletă                | A doua amuletă                | Prima amuletă                | A doua amuletă                | Prima amuletă                | A doua amuletă                | Prima amuletă                | A doua amuletă                | Prima amuletă                | A doua amuletă                | Prima amuletă                | A doua amuletă                | Prima amuletă                |       |
| ---------------- | ---------------------------- | ----------------------------- | ---------------------------- | ----------------------------- | ---------------------------- | ----------------------------- | ---------------------------- | ----------------------------- | ---------------------------- | ----------------------------- | ---------------------------- | ----------------------------- | ---------------------------- | ----------------------------- | ---------------------------- | ----------------------------- | ---------------------------- | ----------------------------- | ---------------------------- | ----- |
| Nico & Andra     | Necalificate                 | Necalificate                  | Necalificate                 | Necalificate                  |                              |                               |                              |                               |                              |                               |                              |                               |                              |                               |                              |                               |                              |                               |                              |       |
| Alex & Mario     | Necalificați                 | Necalificați                  | Necalificați                 | Necalificați                  | Câștigătorii / Prima amuletă | Necalificați                  | Necalificați                 | Necalificați                  |                              |                               |                              |                               |                              |                               |                              |                               |                              |                               |                              |       |
| Maria & Lia      | Necalificate                 | Necalificate                  | Calificate / Prima amuletă   | Necalificate                  | Necalificate                 | Necalificate                  | Necalificate                 | Necalificate                  | Câștigătoare / Prima amuletă | Calificate / A doua amuletă   | Necalificate                 | Necalificate                  |                              |                               |                              |                               |                              |                               |                              |       |
| Florin & Dan     | Necalificați                 | Calificați / A doua amuletă   | Necalificați                 | Necalificați                  | Calificați / Prima amuletă   | Necalificați                  | Câștigătorii / Prima amuletă | Necalificați                  | Calificați / Prima amuletă   | Necalificați                  | Câștigătorii / Prima amuletă | Calificați / A doua amuletă   | Necalificați                 | Câștigătorii / A doua amuletă |                              |                               |                              |                               |                              |       |
| Alina & Carmen   | Calificate / Prima amuletă   | Necalificate                  | Câștigătoare / Prima amuletă | Necalificate                  | Necalificate                 | Necalificate                  | Necalificate                 | Calificate / A doua amuletă   | Calificate / Prima amuletă   | Necalificate                  | Necalificate                 | Necalificate                  | Necalificate                 | Necalificate                  | Necalificate                 | Necalificate                  |                              |                               |                              |       |
| Abagiu & Radu    | Câștigătorii / Prima amuletă | Necalificați                  | Necalificați                 | Necalificați                  | Necalificați                 | Calificati / A doua amuletă   | Necalificați                 | Câștigătorii / A doua amuletă | Necalificați                 | Câștigătorii / A doua amuletă | Calificați / Prima amuletă   | Calificati / A doua amuletă   | Necalificați                 | Necalificați                  | Necalificați                 | Calificati / A doua amuletă   | Necalificați                 | Calificati / A doua amuletă   |                              |       |
| Adda & Cătălin   | Necalificați                 | Necalificați                  | Calificați / Prima amuletă   | Calificati / A doua amuletă   | Necalificați                 | Calificati / A doua amuletă   | Calificați / Prima amuletă   | Necalificați                  | Câștigătorii / Prima amuletă | Calificați / A doua amuletă   | Necalificați                 | Câștigătorii / A doua amuletă | Calificați / Prima amuletă   | Calificați / A doua amuletă   | Calificați / Prima amuletă   | Necalificați                  | Calificați / Prima amuletă   | Necalificați                  | Necalificați                 |       |
| Speak & Ștefania | Necalificați                 | Calificati / A doua amuletă   | Necalificați                 | Câștigătorii / A doua amuletă | Necalificați                 | Necalificați                  | Calificați / Prima amuletă   | Necalificați                  | Necalificați                 | Necalificați                  | Calificați / Prima amuletă   | Necalificați                  | Câștigătorii / Prima amuletă | Calificati / A doua amuletă   | Câștigătorii / Prima amuletă | Calificati / A doua amuletă   | Câștigătorii / Prima amuletă | Câștigătorii / A doua amuletă | Calificați / Prima amuletă   |       |
| Răzvan & Sorin   | Calificați / Prima amuletă   | Câștigătorii / A doua amuletă | Necalificați                 | Necalificați                  | Calificați / Prima amuletă   | Câștigătorii / A doua amuletă | Necalificați                 | Necalificați                  | Necalificați                 | Necalificați                  | Necalificați                 | Necalificați                  | Necalificați                 | Necalificați                  | Necalificați                 | Câștigătorii / A doua amuletă | Calificați / Prima amuletă   | Calificați / A doua amuletă   | Câștigătorii / Prima amuletă |       |

     Echipa nu s-a calificat
     Echipa s-a calificat la prima amuletă
     Echipa a câstigat prima amuletă
     Echipa s-a calificat la a doua amuletă
     Echipa a câstigat a doua amuletă
     Echipa a câstigat amuleta la egalitate cu altă echipă

### Tabelul nominalizărilor
| Etapă                                | 1              | 2                | 3              | 4              | 5                | 6             | 8                |
| ------------------------------------ | -------------- | ---------------- | -------------- | -------------- | ---------------- | ------------- | ---------------- |
| Trimiși în proba pentru Ultima șansă | Alina & Carmen | Abagiu & Radu    | Adda & Cătălin | Abagiu & Radu  | Speak & Ștefania | Abagiu & Radu | Adda & Cătălin   |
| Rezultat                             | 4-3-2          | 5-3-1            | 5-3            | 4-2-2          | 4-2-1            | 4-3           | 3-2              |
| Votant                               | Votul Echipei  | Votul Echipei    | Votul Echipei  | Votul Echipei  | Votul Echipei    | Votul Echipei | Votul Echipei    |
| Nico & Andra                         | Alina & Carmen | Speak & Ștefania |                |                |                  |               |                  |
| Alex & Mario                         | Florin & Dan   | Abagiu & Radu    | Maria & Lia    | Abagiu & Radu  |                  |               |                  |
| Maria & Lia                          | Alina & Carmen | Speak & Ștefania | Adda & Cătălin | Adda & Cătălin | Speak & Ștefania | Florin & Dan  |                  |
| Florin & Dan                         | Alina & Carmen | Abagiu & Radu    | Adda & Cătălin | Adda & Cătălin | Speak & Ștefania | Abagiu & Radu |                  |
| Alina & Carmen                       | Nico & Andra   | Răzvan & Sorin   | Adda & Cătălin | Abagiu & Radu  | Speak & Ștefania | Florin & Dan  | Adda & Cătălin   |
| Abagiu & Radu                        | Florin & Dan   | Speak & Ștefania | Adda & Cătălin | Alina & Carmen | Florin & Dan     | Florin & Dan  | Speak & Ștefania |
| Adda & Cătălin                       | Florin & Dan   | Abagiu & Radu    | Maria & Lia    | Abagiu & Radu  | Maria & Lia      | Abagiu & Radu | Speak & Ștefania |
| Speak & Ștefania                     | Nico & Andra   | Abagiu & Radu    | Maria & Lia    | Abagiu & Radu  | Maria & Lia      | Abagiu & Radu | Adda & Cătălin   |
| Răzvan & Sorin                       | Alina & Carmen | Abagiu & Radu    | Adda & Cătălin | Alina & Carmen | Speak & Ștefania | Abagiu & Radu | Adda & Cătălin   |

### Sezonul 4
| Etapa:                                         | Piatra prețioasă:                   | Eliminare:                              | Loc:           |                |
| ---------------------------------------------- | ----------------------------------- | --------------------------------------- | -------------- | -------------- |
| 1: Turcia: Edirne - Istanbul                   | Smarald                             | Fără eliminare                          | Fără eliminare | Fără eliminare |
| 2: Turcia: Istanbul - İzmir                    | Rubin                               | Alexandra Ungureanu și Anca Ungureanu   | 9              |                |
| 3: Turcia: Kușadası - Isparta                  | Smarald                             | Fără eliminare                          | Fără eliminare | Fără eliminare |
| 4: Turcia: Isparta - Cappadocia                | Rubin                               | Connect-R și Shift                      | 8              |                |
| 5: Turcia: Tokat - Trabzon                     | Rubin                               | Zarug și Lorelei Bratu                  | 7              |                |
| 6: Georgia: Zugdidi - Kutaisi                  | Smarald                             | Fără eliminare                          | Fără eliminare |                |
| 7: Georgia: Kutaisi - Tbilisi                  | Rubin                               | Patrizia Paglieri și Francesco Paglieri | 6              |                |
| 8: Iordania: Wadi Rum - Amman                  | Rubin                               | Adriana Trandafir și Maria Speranța     | 5              |                |
| 9: Israel: Nazaret - Ierusalim                 |                                     |                                         |                |                |
| Semifinala                                     | Cosmin Natanticu și Eliza Natanticu | 4                                       |                |                |
| Marea Finală:                                  |                                     |                                         |                |                |
| Lidia Buble și Estera Buble                    | 3                                   |                                         |                |                |
| Adrian "Cuza" Popescu și Emanuel "Emi" Popescu | 2                                   |                                         |                |                |
| Mihai Petre și Elwira Petre                    | 1                                   |                                         |                |                |

| Echipa               | Etapă                       | Etapă                       | Etapă                       | Etapă                       | Etapă                       | Etapă                       | Etapă                       | Etapă           | Etapă       | Etapă                       |
| Echipa               | 1                           | 2                           | 3                           | 4                           | 5                           | 6                           | 7                           | 8               | 9           | 10                          |
| -------------------- | --------------------------- | --------------------------- | --------------------------- | --------------------------- | --------------------------- | --------------------------- | --------------------------- | --------------- | ----------- | --------------------------- |
| Alexandra & Anca     | Salvate                     | Ultimii doi / Ultima șansă  |                             |                             |                             |                             |                             |                 |             |                             |
| Connect-R & Shift    | Ultimii doi / Ultima șansă  | Prima imunitate             | Ultimii doi / Ultima șansă  | Ultimii doi / Ultima șansă  |                             |                             |                             |                 |             |                             |
| Zarug & Lorelei      | Nominalizați / Ultima șansă | A doua imunitate            | Ultimii doi / Ultima șansă  | Prima imunitate             | Ultimii doi / Ultima șansă  |                             |                             |                 |             |                             |
| Patrizia & Francesco | Salvați                     | Salvați                     | Nominalizați / Ultima șansă | Salvați                     | Ultimii doi / Ultima șansă  | A doua imunitate            | Ultimii doi / Ultima șansă  |                 |             |                             |
| Adriana & Maria      | Salvate                     | Salvate                     | Salvate                     | Nominalizați / Ultima șansă | Salvate                     | Prima imunitate             | Ultimii doi / Ultima șansă  | Ultima șansă    |             |                             |
| Cosmin & Eliza       | Salvați                     | Ultimii doi / Ultima șansă  | Salvați                     | Ultimii doi / Ultima șansă  | A treia imunitate           | Nominalizați / Ultima șansă | Nominalizați / Ultima șansă | Ultima șansă    | Ultimii doi |                             |
| Lidia & Estera       | A doua imunitate            | Salvate                     | A doua imunitate            | Salvate                     | Nominalizați / Ultima șansă | Salvate                     | A doua imunitate            | Prima imunitate | Ultimii doi | Locul 3 in marea finală     |
| Cuza & Emi           | Ultimii doi / Ultima șansă  | Salvați                     | Prima imunitate             | Salvați                     | A doua imunitate            | Ultimii doi / Ultima șansă  | Prima imunitate             | Ultima șansă    | Salvați     | Locul 2 in marea finală     |
| Mihai & Elwira       | Prima imunitate             | Nominalizați / Ultima șansă | Salvați                     | A doua imunitate            | Prima imunitate             | Ultimii doi / Ultima șansă  | Salvați                     | Ultima șansă    | Salvați     | Câștigătorii Asia Express 4 |

     Echipa a trecut în etapa următoare
      Echipa a primit imunitatea
     Echipa a participat la cursa pentru ultima șansă
 Echipa a fost salvată de la eliminare de smarald
 Echipa a fost eliminată

### Clasamentul pe etape
| Echipa               | Etapa 1: Turcia | Etapa 1: Turcia  | Etapa 1: Turcia | Etapa 2: Turcia | Etapa 2: Turcia  | Etapa 2: Turcia | Etapa 3: Turcia | Etapa 3: Turcia  | Etapa 3: Turcia | Etapa 4: Turcia | Etapa 4: Turcia  | Etapa 4: Turcia | Etapa 5: Turcia | Etapa 5: Turcia  | Etapa 5: Turcia | Etapa 6: Georgia | Etapa 6: Georgia | Etapa 6: Georgia | Etapa 7: Georgia | Etapa 7: Georgia | Etapa 7: Georgia | Etapa 8: Iordania | Etapa 8: Iordania | Etapa 8: Iordania | Etapa 8: Iordania | Etapa 9: Semifinala Israel | Etapa 9: Semifinala Israel | Etapa 9: Semifinala Israel | Etapa 9: Semifinala Israel | Etapa 9: Finala Israel | Etapa 9: Finala Israel | Etapa 9: Finala Israel | Etapa 9: Finala Israel | Etapa 9: Finala Israel |
| Echipa               | Prima imunitate | A doua imunitate | Ultima șansă    | Prima imunitate | A doua imunitate | Ultima șansă    | Prima imunitate | A doua imunitate | Ultima șansă    | Prima imunitate | A doua imunitate | Ultima șansă    | Prima imunitate | A doua imunitate | Ultima șansă    | Prima imunitate  | A doua imunitate | Ultima șansă     | Prima imunitate  | A doua imunitate | Ultima șansă     | Prima întâlnire   | A doua întâlnire  | Număr de puncte   | Ultima șansă      | Prima întâlnire            | Primul cufăr               | Al doilea cufăr            | Al treilea cufăr           | Prima întâlnire        | Primul cufăr           | Al doilea cufăr        | Al treilea cufăr       | Finala                 |
| -------------------- | --------------- | ---------------- | --------------- | --------------- | ---------------- | --------------- | --------------- | ---------------- | --------------- | --------------- | ---------------- | --------------- | --------------- | ---------------- | --------------- | ---------------- | ---------------- | ---------------- | ---------------- | ---------------- | ---------------- | ----------------- | ----------------- | ----------------- | ----------------- | -------------------------- | -------------------------- | -------------------------- | -------------------------- | ---------------------- | ---------------------- | ---------------------- | ---------------------- | ---------------------- |
| Alexandra & Anca     | A șasea echipă  | A patra echipă   | Nu a participat | A șasea echipă  | A opta echipă    | A treia echipă  |                 |                  |                 |                 |                  |                 |                 |                  |                 |                  |                  |                  |                  |                  |                  |                   |                   |                   |                   |                            |                            |                            |                            |                        |                        |                        |                        |                        |
| Connect-R & Shift    | A noua echipă   | A opta echipă    | A treia echipă  | Prima echipă    | Echipă imună     | Nu a participat | A șasea echipă  | A șasea echipă   | Prima echipă    | A opta echipă   | A șaptea echipă  | A treia echipă  |                 |                  |                 |                  |                  |                  |                  |                  |                  |                   |                   |                   |                   |                            |                            |                            |                            |                        |                        |                        |                        |                        |
| Zarug & Lorelei      | A cincea echipă | A șasea echipă   | Prima echipă    | A patra echipă  | Prima echipă     | Nu a participat | A opta echipă   | A șaptea echipă  | A treia echipă  | Prima echipă    | Echipă imună     | Nu a participat | A șaptea echipă | A patra echipă   | A treia echipă  |                  |                  |                  |                  |                  |                  |                   |                   |                   |                   |                            |                            |                            |                            |                        |                        |                        |                        |                        |
| Patrizia & Francesco | A patra echipă  | A treia echipă   | Nu a participat | A șaptea echipă | A cincea echipă  | Nu a participat | A șaptea echipă | A doua echipă    | A doua echipă   | A șaptea echipă | Nespecificat     | Nu a participat | Nespecificat    | A șasea echipă   | A doua echipă   | A patra echipă   | Prima echipă     | Nu a participat  | A șasea echipă   | A cincea echipă  | A treia echipă   |                   |                   |                   |                   |                            |                            |                            |                            |                        |                        |                        |                        |                        |
| Adriana & Maria      | A opta echipă   | A cincea echipă  | Nu a participat | A noua echipă   | A doua echipă    | Nu a participat | A cincea echipă | A cincea echipă  | Nu a participat | A patra echipă  | Nespecificat     | Prima echipă    | A doua echipă   | A treia echipă   | Nu a participat | Prima echipă     | Echipă imună     | Nu a participat  | A cincea echipă  | A patra echipă   | Prima echipă     | A patra echipă    | A patra echipă    | A cincea echipă   | A patra echipă    |                            |                            |                            |                            |                        |                        |                        |                        |                        |
| Cosmin & Eliza       | A doua echipă   | A doua echipă    | Nu a participat | A opta echipă   | A șaptea echipă  | A doua echipă   | A doua echipă   | A patra echipă   | Nu a participat | A treia echipă  | A șasea echipă   | A doua echipă   | Nespecificat    | A cincea echipă  | Nu a participat | A șasea echipă   | A doua echipă    | A treia echipă   | A patra echipă   | A treia echipă   | A doua echipă    | A doua echipă     | A cincea echipă   | A patra echipă    | A treia echipă    | A patra echipă             | A patra echipă             | Prima echipă               | A patra echipă             |                        |                        |                        |                        |                        |
| Lidia & Estera       | A treia echipă  | Prima echipă     | Nu a participat | A treia echipă  | A patra echipă   | Nu a participat | A treia echipă  | Prima echipă     | Nu a participat | A șasea echipă  | Nespecificat     | Nu a participat | Nespecificat    | A doua echipă    | Prima echipă    | A doua echipă    | A treia echipă   | Nu a participat  | A treia echipă   | Prima echipă     | Nu a participat  | A cincea echipă   | A doua echipă     | Prima echipă      | Nu a participat   | Prima echipă               | A doua echipă              | A treia echipă             | A doua echipă              | A doua echipă          | A treia echipă         | A doua echipă          | A doua echipă          |                        |
| Cuza & Emi           | A șaptea echipă | A șaptea echipă  | A doua echipă   | A cincea echipă | A treia echipă   | Nu a participat | Prima echipă    | Echipă imună     | Nu a participat | A cincea echipă | Nespecificat     | Nu a participat | Nespecificat    | Prima echipă     | Nu a participat | A cincea echipă  | A cincea echipă  | A doua echipă    | Prima echipă     | Echipă imună     | Nu a participat  | A treia echipă    | Prima echipă      | A doua echipă     | Prima echipă      | A doua echipă              | A treia echipă             | A treia echipă             | A treia echipă             | Prima echipă           | Prima echipă           | Prima echipă           | Prima echipă           | A doua echipă          |
| Mihai & Elwira       | Prima echipă    | Echipă imună     | Nu a participat | A doua echipă   | A șasea echipă   | Prima echipă    | A patra echipă  | A treia echipă   | Nu a participat | A doua echipă   | Prima echipă     | Nu a participat | Prima echipă    | Echipă imună     | Nu a participat | A treia echipă   | A patra echipă   | Prima echipă     | A doua echipă    | A doua echipă    | Nu a participat  | Prima echipă      | A treia echipă    | A treia echipă    | A doua echipă     | A treia echipă             | Prima echipă               | A doua echipă              | Prima echipă               | A treia echipă         | A doua echipă          | A treia echipă         | A treia echipă         | Prima echipă           |

     Echipa a câștigat prima imunitate
     Echipa a câștigat a doua imunitate
     Echipa nu a participat la cursă
     Echipa a participat la cursa pentru ultima șansă
     Echipa a fost salvată de la eliminare de smarald
     Echipa a fost eliminată
     Echipa a primit un cufăr verde in semifinală/finală
     Echipa a primit un cufăr verde si un cufăr roșu in semifinală/finală
     Echipa a primit un cufăr roșu in finală

### Tabelul amuletelor
| Alexandra & Anca     | Necalificate                 | Necalificate                  | Necalificate                 | Necalificate                  |                              |                               |                              |                               |                              |                               |                              |                               |                              |                               |                              |                               |                              |                               |
| Connect-R & Shift    | Necalificați                 | Necalificați                  | Calificați / Prima amuletă   | Necalificați                  | Calificați / Prima amuletă   | Necalificați                  | Necalificați                 | Necalificați                  |                              |                               |                              |                               |                              |                               |                              |                               |                              |                               |
| Zarug & Lorelai      | Necalificați                 | Necalificați                  | Necalificați                 | Necalificați                  | Necalificați                 | Necalificați                  | Calificați / Prima amuletă   | Necalificați                  | Necalificați                 | Necalificați                  |                              |                               |                              |                               |                              |                               |                              |                               |
| Patrizia & Francesco | Necalificați                 | Calificați / A doua amuletă   | Necalificați                 | Calificați / A doua amuletă   | Necalificați                 | Necalificați                  | Necalificați                 | Calificați / A doua amuletă   | Necalificați                 | Necalificați                  | Necalificați                 | Necalificați                  | Calificați / Prima amuletă   | Necalificați                  |                              |                               |                              |                               |
| Adriana & Maria      | Calificate / Prima amuletă   | Câștigătoare / A doua amuletă | Necalificate                 | Necalificate                  | Calificate / Prima amuletă   | Necalificate                  | Calificați / Prima amuletă   | Necalificate                  | Calificați / Prima amuletă   | Necalificate                  | Calificați / Prima amuletă   | Necalificate                  | Calificați / Prima amuletă   | Necalificate                  | Necalificați                 | Necalificate                  |                              |                               |
| Cosmin & Eliza       | Câștigătorii / Prima amuletă | Necalificați                  | Necalificați                 | Necalificați                  | Calificați / Prima amuletă   | Câștigătorii / A doua amuletă | Necalificați                 | Calificați / A doua amuletă   | Câștigătorii / Prima amuletă | Câștigătorii / A doua amuletă | Necalificați                 | Calificați / A doua amuletă   | Necalificați                 | Calificați / A doua amuletă   | Necalificați                 | Câștigătorii / A doua amuletă | Calificați / Prima amuletă   |                               |
| Lidia & Estera       | Necalificate                 | Calificate / A doua amuletă   | Necalificate                 | Necalificate                  | Câștigătoare / Prima amuletă | Calificate / A doua amuletă   | Necalificate                 | Necalificate                  | Necalificate                 | Calificate / A doua amuletă   | Necalificate                 | Câștigătoare / A doua amuletă | Necalificate                 | Câștigătorii / A doua amuletă | Calificate / Prima amuletă   | Calificate / A doua amuletă   | Calificate / Prima amuletă   | Calificate / A doua amuletă   |
| Cuza & Emi           | Necalificați                 | Necalificați                  | Calificați / Prima amuletă   | Câștigătorii / A doua amuletă | Necalificați                 | Necalificați                  | Necalificați                 | Necalificați                  | Necalificați                 | Necalificați                  | Calificați / Prima amuletă   | Calificati / A doua amuletă   | Necalificați                 | Necalificați                  | Necalificați                 | Necalificați                  | Calificați / Prima amuletă   | Câștigătorii / A doua amuletă |
| Mihai & Elwira       | Calificați / Prima amuletă   | Necalificați                  | Câștigătorii / Prima amuletă | Necalificați                  | Necalificați                 | Necalificați                  | Câștigătorii / Prima amuletă | Câștigătorii / A doua amuletă | Necalificați                 | Necalificați                  | Câștigătorii / Prima amuletă | Calificati / A doua amuletă   | Câștigătorii / Prima amuletă | Câștigătorii / A doua amuletă | Câștigătorii / Prima amuletă | Calificati / A doua amuletă   | Câștigătorii / Prima amuletă | Calificati / A doua amuletă   |

     Echipa nu s-a calificat
     Echipa s-a calificat la prima amuletă
     Echipa a câstigat prima amuletă
     Echipa s-a calificat la a doua amuletă
     Echipa a câstigat a doua amuletă
     Echipa a câstigat amuleta la egalitate cu altă echipă

### Tabelul nominalizărilor
| Etapă                                | 1                    | 2                                      | 3                    | 4                    | 5               | 6              | 7              |
| ------------------------------------ | -------------------- | -------------------------------------- | -------------------- | -------------------- | --------------- | -------------- | -------------- |
| Trimiși în proba pentru Ultima șansă | Zarug & Lorelei      | Mihai & Elwira                         | Patrizia & Francesco | Adriana & Maria      | Lidia & Estera  | Cosmin & Eliza | Cosmin & Eliza |
| Rezultat                             | 6-3                  | 3-3-2-1 (departajare: ordinea sosirii) | 5-2-1                | 7-1                  | 5-2             | 5-1            | 5-1            |
| Votant                               | Votul Echipei        | Votul Echipei                          | Votul Echipei        | Votul Echipei        | Votul Echipei   | Votul Echipei  | Votul Echipei  |
| Alexandra & Anca                     | Patrizia & Francesco | Mihai & Elwira                         |                      |                      |                 |                |                |
| Connect-R & Shift                    | Patrizia & Francesco | Adriana & Maria                        | Patrizia & Francesco | Adriana & Maria      |                 |                |                |
| Zarug & Lorelei                      | Patrizia & Francesco | Adriana & Maria                        | Adriana & Maria      | Adriana & Maria      | Adriana & Maria |                |                |
| Patrizia & Francesco                 | Zarug & Lorelei      | Mihai & Elwira                         | Cosmin & Eliza       | Adriana & Maria      | Lidia & Estera  | Cosmin & Eliza | Cosmin & Eliza |
| Adriana & Maria                      | Zarug & Lorelei      | Lidia & Estera                         | Patrizia & Francesco | Patrizia & Francesco | Lidia & Estera  | Cosmin & Eliza | Cosmin & Eliza |
| Cosmin & Eliza                       | Zarug & Lorelei      | Adriana & Maria                        | Patrizia & Francesco | Adriana & Maria      | Lidia & Estera  | Lidia & Estera | Mihai & Elwira |
| Lidia & Estera                       | Zarug & Lorelei      | Patrizia & Francesco                   | Adriana & Maria      | Adriana & Maria      | Adriana & Maria | Cosmin & Eliza | Cosmin & Eliza |
| Cuza & Emi                           | Zarug & Lorelei      | Mihai & Elwira                         | Patrizia & Francesco | Adriana & Maria      | Lidia & Estera  | Cosmin & Eliza | Cosmin & Eliza |
| Mihai & Elwira                       | Zarug & Lorelei      | Patrizia & Francesco                   | Patrizia & Francesco | Adriana & Maria      | Lidia & Estera  | Cosmin & Eliza | Cosmin & Eliza |

### Sezonul 5
| Etapa:                                       | Culoarea vulturului: | Eliminare:                           | Loc:           |
| -------------------------------------------- | -------------------- | ------------------------------------ | -------------- |
| 1: Mexic: Queretaro - Queretaro/Bernal       | Verde                | Fără eliminare                       | Fără eliminare |
| 2: Mexic: Queretaro - Mexico City            | Rosu                 | Diana Bulimar și Larisa Iordache     | 9              |
| 3: Mexic: Mexico City - Puebla               | Rosu                 | Bruja și Pufeh                       | 8              |
| 4: Mexic: Puebla - Villahermosa              | Verde                | Fără eliminare                       | Fără eliminare |
| 5: Guatemala: Tikal - Guatemala City         | Verde                | Fără eliminare                       | Fără eliminare |
| 6: Guatemala: Guatemala City - Antigua       | Roșu                 | Ovidiu Buta și Joaquin Bonilla       | 7              |
| 7: Columbia: Bogotá - Paipa                  | Roșu                 | Bianca Adam și Mihaela Adam          | 6              |
| 8: Columbia: Duitama - Bucaramanga           | Roșu                 | Puya și Melinda Gărdescu             | 5              |
| 9: Columbia: Mompox - Riohacha               | Semifinală:          | Jean Gavril și Dinu Gavril           | 4              |
| 10: Columbia: Riohacha - Cartagena de Indias | Marea Finală:        |                                      |                |
| 10: Columbia: Riohacha - Cartagena de Indias | Marea Finală:        | Cătălin Scărlătescu și Doina Teodoru | 3              |
| 10: Columbia: Riohacha - Cartagena de Indias | Marea Finală:        | Andreea Antonescu și Andreea Bălan   | 2              |
| 10: Columbia: Riohacha - Cartagena de Indias | Marea Finală:        | Cătălin Bordea și Nelu Cortea        | 1              |

| Echipa                  | Etapă                       | Etapă                       | Etapă                       | Etapă                       | Etapă                       | Etapă                       | Etapă                       | Etapă                       | Etapă        | Etapă                          |
| Echipa                  | 1                           | 2                           | 3                           | 4                           | 5                           | 6                           | 7                           | 8                           | 9            | 10                             |
| ----------------------- | --------------------------- | --------------------------- | --------------------------- | --------------------------- | --------------------------- | --------------------------- | --------------------------- | --------------------------- | ------------ | ------------------------------ |
| Diana & Larisa          | A doua imunitate            | Nominalizați / Ultima șansă |                             |                             |                             |                             |                             |                             |              |                                |
| Bruja & Pufeh           | Ultimii doi / Ultima șansă  | Salvați                     | Ultimii doi / Ultima șansă  |                             |                             |                             |                             |                             |              |                                |
| Ovidiu & Joaquin        | Salvați                     | Ultimii doi / Ultima șansă  | Ultimii doi / Ultima șansă  | Prima imunitate             | Salvați                     | Ultimii doi / Ultima șansă  |                             |                             |              |                                |
| Bianca & Mihaela        | Nominalizați / Ultima șansă | Salvate                     | A doua imunitate            | Ultimii doi / Ultima șansă  | Prima imunitate             | Salvate                     | Ultimii doi / Ultima șansă  |                             |              |                                |
| Puya & Melinda          | Salvați                     | Prima imunitate             | Salvați                     | Salvați                     | Nominalizați / Ultima șansă | Salvați                     | A doua imunitate            | Ultimii doi / Ultima șansă  |              |                                |
| Jean & Dinu             | Ultimii doi / Ultima șansă  | Ultimii doi / Ultima șansă  | Salvați                     | Ultimii doi / Ultima șansă  | Ultimii doi / Ultima șansă  | A doua imunitate            | Salvați                     | Ultimii doi / Ultima șansă  | Ultima șansă |                                |
| Cătălin & Doina         | Prima imunitate             | Salvați                     | Salvați                     | Nominalizați / Ultima șansă | Salvați                     | Ultimii doi / Ultima șansă  | Nominalizați / Ultima șansă | Nominalizați / Ultima șansă | Ultima șansă | Locul 3 in marea finală        |
| Andreea A. & Andreea B. | Salvate                     | Salvate                     | Nominalizați / Ultima șansă | Salvate                     | Ultimii doi / Ultima șansă  | Prima imunitate             | Ultimii doi / Ultima șansă  | Prima imunitate             | Salvate      | Locul 2 in marea finală        |
| Bordea & Cortea         | Salvați                     | A doua imunitate            | Prima imunitate             | A doua imunitate            | A doua imunitate            | Nominalizați / Ultima șansă | Prima imunitate             | Salvați                     | Ultima șansă | Câștigătorii America Express 5 |

     Echipa a trecut în etapa următoare
      Echipa a primit imunitatea
     Echipa a participat la cursa pentru ultima șansă
 Echipa a fost salvată de la eliminare de vulturul verde
 Echipa a fost eliminată

### Clasamentul pe etape
| Echipa                        | Etapa 1: Mexic  | Etapa 1: Mexic   | Etapa 1: Mexic  | Etapa 2: Mexic  | Etapa 2: Mexic   | Etapa 2: Mexic  | Etapa 3: Mexic  | Etapa 3: Mexic   | Etapa 3: Mexic  | Etapa 4: Mexic  | Etapa 4: Mexic   | Etapa 4: Mexic  | Etapa 5: Guatemala | Etapa 5: Guatemala | Etapa 5: Guatemala | Etapa 6: Guatemala | Etapa 6: Guatemala | Etapa 6: Guatemala | Etapa 7: Columbia | Etapa 7: Columbia | Etapa 7: Columbia | Etapa 8: Columbia | Etapa 8: Columbia | Etapa 8: Columbia | Etapa 9: Columbia | Etapa 9: Columbia | Etapa 9: Columbia | Etapa 9: Columbia | Etapa 10: Columbia | Etapa 10: Columbia | Etapa 10: Columbia | Etapa 10: Columbia | Etapa 10: Columbia |
| Echipa                        | Prima imunitate | A doua imunitate | Ultima șansă    | Prima imunitate | A doua imunitate | Ultima șansă    | Prima imunitate | A doua imunitate | Ultima șansă    | Prima imunitate | A doua imunitate | Ultima șansă    | Prima imunitate    | A doua imunitate   | Ultima șansă       | Prima imunitate    | A doua imunitate   | Ultima șansă       | Prima imunitate   | A doua imunitate  | Ultima șansă      | Prima imunitate   | A doua întâlnire  | Ultima șansă      | Prima întâlnire   | A doua întâlnire  | Număr de puncte   | Ultima șansă      | Prima întâlnire    | Primul cufăr       | Al doilea cufăr    | Al treilea cufăr   | Finala             |
| ----------------------------- | --------------- | ---------------- | --------------- | --------------- | ---------------- | --------------- | --------------- | ---------------- | --------------- | --------------- | ---------------- | --------------- | ------------------ | ------------------ | ------------------ | ------------------ | ------------------ | ------------------ | ----------------- | ----------------- | ----------------- | ----------------- | ----------------- | ----------------- | ----------------- | ----------------- | ----------------- | ----------------- | ------------------ | ------------------ | ------------------ | ------------------ | ------------------ |
| Diana & Larisa                | A șasea echipă  | Prima echipă     | Nu a participat | A cincea echipă | A treia echipă   | A treia echipă  |                 |                  |                 |                 |                  |                 |                    |                    |                    |                    |                    |                    |                   |                   |                   |                   |                   |                   |                   |                   |                   |                   |                    |                    |                    |                    |                    |
| Bruja & Pufet                 | A șaptea echipă | A șaptea echipă  | A treia echipă  | A opta echipă   | A șasea echipă   | Nu a participat | A opta echipă   | A șaptea echipă  | A treia echipă  |                 |                  |                 |                    |                    |                    |                    |                    |                    |                   |                   |                   |                   |                   |                   |                   |                   |                   |                   |                    |                    |                    |                    |                    |
| Ovidiu & Joaquin              | A treia echipă  | A șasea echipă   | Nu a participat | A șasea echipă  | A șaptea echipă  | A doua echipă   | A șaptea echipă | A șasea echipă   | A doua echipă   | Prima echipă    | Echipă imună     | Nu a participat | A șasea echipă     | A patra echipă     | Nu a participat    | A șaptea echipă    | A cincea echipă    | A treia echipă     |                   |                   |                   |                   |                   |                   |                   |                   |                   |                   |                    |                    |                    |                    |                    |
| Bianca & Mihaela              | A noua echipă   | A patra echipă   | Prima echipă    | A șaptea echipă | A doua echipă    | Nu a participat | A șasea echipă  | Prima echipă     | Nu a participat | A doua echipă   | A șasea echipă   | Prima echipă    | Prima echipă       | Echipă imună       | Nu a participat    | A doua echipă      | A patra echipă     | Nu a participat    | A șasea echipă    | A cincea echipă   | A treia echipă    |                   |                   |                   |                   |                   |                   |                   |                    |                    |                    |                    |                    |
| Puya & Melinda                | A patra echipă  | A doua echipă    | Nu a participat | Prima echipă    | Echipă imună     | Nu a participat | A patra echipă  | A treia echipă   | Nu a participat | A patra echipă  | A patra echipă   | Nu a participat | A doua echipă      | A treia echipă     | A treia echipă     | A șasea echipă     | A doua echipă      | Nu a participat    | A doua echipă     | Prima echipă      | Nu a participat   | A cincea echipă   | A patra echipă    | A treia echipă    |                   |                   |                   |                   |                    |                    |                    |                    |                    |
| Jean & Dinu                   | A opta echipă   | A opta echipă    | A doua echipă   | A treia echipă  | A opta echipă    | Prima echipă    | A cincea echipă | A doua echipă    | Nu a participat | A cincea echipă | A cincea echipă  | A treia echipă  | A cincea echipă    | A șasea echipă     | A doua echipă      | A patra echipă     | Prima echipă       | Nu a participat    | A patra echipă    | A treia echipă    | Nu a participat   | A treia echipă    | A treia echipă    | A doua echipă     | A patra echipă    | A patra echipă    | A patra echipă    | A treia echipă    |                    |                    |                    |                    |                    |
| Cătălin & Doina               | Prima echipă    | Echipă imună     | Nu a participat | A noua echipă   | A cincea echipă  | Nu a participat | A doua echipă   | A cincea echipă  | Nu a participat | A șaptea echipă | A doua echipă    | A doua echipă   | A treia echipă     | A doua echipă      | Nu a participat    | A treia echipă     | A șasea echipă     | A doua echipă      | A cincea ehipă    | A doua echipă     | A doua echipă     | A patra echipă    | Prima echipă      | Prima echipă      | Prima echipă      | A treia echipă    | A treia echipă    | A doua echipă     | A treia echipă     | A treia echipă     | Prima echipă       | A treia echipă     |                    |
| Andreea Anto. & Andreea Bălan | A cincea echipă | A treia echipă   | Nu a participat | A patra echipă  | A patra echipă   | Nu a participat | A treia echipă  | A patra echipă   | Prima echipă    | A șasea echipă  | A treia echipă   | Nu a participat | A patra echipă     | A cincea echipă    | Prima echipă       | Prima echipă       | Echipă imună       | Nu a participat    | A treia echipă    | A patra echipă    | Prima echipă      | Prima echipă      | Echipă imună      | Nu a participat   | A treia echipă    | A doua echipă     | Prima echipă      | Nu a participat   | A doua echipă      | A doua echipă      | A doua echipă      | A doua echipă      | A doua echipă      |
| Bortea & Cortea               | A doua echipă   | A cincea echipă  | Nu a participat | A doua echipă   | Prima echipă     | Nu a participat | Prima echipă    | Echipă imună     | Nu a participat | A treia echipă  | Prima echipă     | Nu a participat | A șaptea echipă    | Prima echipă       | Nu a participat    | A cincea echipă    | A treia echipă     | Prima echipă       | Prima echipă      | Echipă imună      | Nu a participat   | A doua echipă     | A doua echipă     | Nu a participat   | A doua echipă     | Prima echipă      | A doua echipă     | Prima echipă      | Prima echipă       | Prima echipă       | A treia echipă     | Prima echipă       | Prima echipă       |

     Echipa a câștigat prima imunitate
     Echipa a câștigat a doua imunitate
     Echipa nu a participat la cursă pentru ultima șansa
     Echipa a participat la cursa pentru ultima șansă
     Echipa a fost salvată de la eliminare de vulturul verde
     Echipa a fost eliminată
     Echipa a primit un cufăr verde in finală
     Echipa a primit un cufăr verde si un cufăr roșu in finală

### Tabelul amuletelor
| Echipa                  | Etapă                        | Etapă                         | Etapă                        | Etapă                         | Etapă                        | Etapă                         | Etapă                        | Etapă                         | Etapă                        | Etapă                         | Etapă                        | Etapă                         | Etapă                        | Etapă                         | Etapă                        | Etapă                         | Etapă                        | Etapă                         | Etapă                        | Etapă |
| Echipa                  | 1                            | 1                             | 2                            | 2                             | 3                            | 3                             | 4                            | 4                             | 5                            | 5                             | 6                            | 6                             | 7                            | 7                             | 8                            | 8                             | 9                            | 9                             | 10                           |       |
| Echipa                  | Prima amuletă                | A doua amuletă                | Prima amuletă                | A doua amuletă                | Prima amuletă                | A doua amuletă                | Prima amuletă                | A doua amuletă                | Prima amuletă                | A doua amuletă                | Prima amuletă                | A doua amuletă                | Prima amuletă                | A doua amuletă                | Prima amuletă                | A doua amuletă                | Prima amuletă                | A doua amuletă                | Prima amuletă                |       |
| ----------------------- | ---------------------------- | ----------------------------- | ---------------------------- | ----------------------------- | ---------------------------- | ----------------------------- | ---------------------------- | ----------------------------- | ---------------------------- | ----------------------------- | ---------------------------- | ----------------------------- | ---------------------------- | ----------------------------- | ---------------------------- | ----------------------------- | ---------------------------- | ----------------------------- | ---------------------------- | ----- |
| Diana & Larisa          | Calificate / Prima amuletă   | Câștigătoare / A doua amuletă | Calificate / Prima amuletă   | Calificate / A doua amuletă   |                              |                               |                              |                               |                              |                               |                              |                               |                              |                               |                              |                               |                              |                               |                              |       |
| Bruja & Pufeh           | Necalificați                 | Necalificați                  | Necalificați                 | Necalificați                  | Necalificați                 | Necalificați                  |                              |                               |                              |                               |                              |                               |                              |                               |                              |                               |                              |                               |                              |       |
| Ovidiu & Joaquin        | Calificați / Prima amuletă   | Calificați / A doua amuletă   | Necalificați                 | Necalificați                  | Necalificați                 | Necalificați                  | Calificați / Prima amuletă   | Necalificați                  | Necalificați                 | Câștigătorii / A doua amuletă | Necalificați                 | Calificați / A doua amuletă   |                              |                               |                              |                               |                              |                               |                              |       |
| Bianca & Mihaela        | Necalificate                 | Necalificate                  | Calificate / Prima amuletă   | Necalificate                  | Necalificate                 | Câștigătoare / A doua amuletă | Necalificate                 | Necalificate                  | Necalificate                 | Necalificate                  | Necalificate                 | Necalificate                  | Necalificate                 | Necalificate                  |                              |                               |                              |                               |                              |       |
| Puya & Melinda          | Necalificați                 | Necalificați                  | Necalificați                 | Necalificați                  | Necalificați                 | Necalificați                  | Necalificați                 | Câștigătorii / A doua amuletă | Câștigătorii / Prima amuletă | Calificați / A doua amuletă   | Necalificați                 | Necalificați                  | Calificați / Prima amuletă   | Calificați / A doua amuletă   | Necalificați                 | Calificați / A doua amuletă   |                              |                               |                              |       |
| Jean & Dinu             | Necalificați                 | Necalificați                  | Necalificați                 | Câștigătorii / A doua amuletă | Calificați / Prima amuletă   | Necalificați                  | Necalificați                 | Calificați / A doua amuletă   | Calificați / Prima amuletă   | Calificați / A doua amuletă   | Calificați / Prima amuletă   | Calificați / A doua amuletă   | Câștigătorii / Prima amuletă | Necalificați                  | Calificați / Prima amuletă   | Necalificați                  | Necalificați                 | Câștigătorii / A doua amuletă |                              |       |
| Cătălin & Doina         | Câștigătorii / Prima amuletă | Necalificați                  | Necalificați                 | Necalificați                  | Calificați / Prima amuletă   | Calificați / A doua amuletă   | Necalificați                 | Calificați / A doua amuletă   | Necalificați                 | Necalificați                  | Câștigătorii / Prima amuletă | Necalificați                  | Necalificați                 | Câștigătorii / A doua amuletă | Calificați / Prima amuletă   | Calificați / A doua amuletă   | Necalificați                 | Necalificați                  | Necalificați                 |       |
| Andreea A. & Andreea B. | Necalificate                 | Necalificate                  | Câștigătoare / Prima amuletă | Necalificate                  | Necalificate                 | Calificate / A doua amuletă   | Calificate / Prima amuletă   | Necalificate                  | Necalificate                 | Necalificate                  | Calificate / Prima amuletă   | Necalificate                  | Calificate / Prima amuletă   | Calificate / A doua amuletă   | Necalificate                 | Necalificate                  | Calificate / Prima amuletă   | Calificate / A doua amuletă   | Calificate / Prima amuletă   |       |
| Bortea & Cortea         | Necalificați                 | Calificați / A doua amuletă   | Necalificați                 | Calificați / A doua amuletă   | Câștigătorii / Prima amuletă | Necalificați                  | Câștigătorii / Prima amuletă | Necalificați                  | Calificați / Prima amuletă   | Necalificați                  | Necalificați                 | Câștigătorii / A doua amuletă | Necalificați                 | Necalificați                  | Câștigătorii / Prima amuletă | Câștigătorii / A doua amuletă | Câștigătorii / Prima amuletă | Calificați / A doua amuletă   | Câștigătorii / Prima amuletă |       |

     Echipa nu s-a calificat
     Echipa s-a calificat la prima amuletă
     Echipa a câstigat prima amuletă
     Echipa s-a calificat la a doua amuletă
     Echipa a câstigat a doua amuletă

### Tabelul nominalizărilor
| Etapă                                | 1                             | 2                | 3                             | 4               | 5               | 6                | 7               | 8               |
| ------------------------------------ | ----------------------------- | ---------------- | ----------------------------- | --------------- | --------------- | ---------------- | --------------- | --------------- |
| Trimiși în proba pentru Ultima șansă | Bianca & Mihaela              | Diana & Larisa   | Andreea Anto. & Andreea Bălan | Cătălin & Doina | Puya & Melinda  | Bordea & Cortea  | Cătălin & Doina | Cătălin & Doina |
| Rezultat                             | 5-2-1-1                       | 4-2-2-1          | 4-3-1                         | 4-3             | 4-3             | 4-3              | 4-2             | 3-2             |
| Votant                               | Votul Echipei                 | Votul Echipei    | Votul Echipei                 | Votul Echipei   | Votul Echipei   | Votul Echipei    | Votul Echipei   | Votul Echipei   |
| Diana & Larisa                       | Bianca & Mihaela              | Cătălin & Doina  |                               |                 |                 |                  |                 |                 |
| Bruja & Pufeh                        | Bordea & Cortea               | Diana & Larisa   | Andreea Anto. & Andreea Bălan |                 |                 |                  |                 |                 |
| Ovidiu & Joaquin                     | Bianca & Mihaela              | Cătălin & Doina  | Cătălin & Doina               | Cătălin & Doina | Cătălin & Doina | Bianca & Mihaela |                 |                 |
| Bianca & Mihaela                     | Ovidiu & Joaquin              | Diana & Larisa   | Andreea Anto. & Andreea Bălan | Puya & Melinda  | Puya & Melinda  | Bordea & Cortea  | Jean & Dinu     |                 |
| Puya & Melinda                       | Bianca & Mihaela              | Bianca & Mihaela | Jean & Dinu                   | Cătălin & Doina | Cătălin & Doina | Bortea & Cortea  | Cătălin & Doina | Bortea & Cortea |
| Jean & Dinu                          | Andreea Anto. & Andreea Bălan | Bruja & Pufeh    | Andreea Anto. & Andreea Bălan | Puya & Melinda  | Puya & Melinda  | Bordea & Cortea  | Cătălin & Doina | Cătălin & Doina |
| Cătălin & Doina                      | Ovidiu & Joaquin              | Diana & Larisa   | Andreea Anto. & Andreea Bălan | Puya & Melinda  | Puya & Melinda  | Bortea & Cortea  | Jean & Dinu     | Bortea & Cortea |
| Andreea Anto. & Andreea Bălan        | Bianca & Mihaela              | Bianca & Mihaela | Cătălin & Doina               | Cătălin & Doina | Cătălin & Doina | Bianca & Mihaela | Cătălin & Doina | Cătălin & Doina |
| Bordea & Cortea                      | Bianca & Mihaela              | Diana & Larisa   | Cătălin & Doina               | Cătălin & Doina | Puya & Melinda  | Bianca & Mihaela | Cătălin & Doina | Cătălin & Doina |

### Sezonul 6
| Etapa:                                    | Culoarea soarelui: | Eliminare:                        | Loc:           |
| ----------------------------------------- | ------------------ | --------------------------------- | -------------- |
| 1: Columbia: Medellín - Manizales         | Verde              | Fără eliminare                    | Fără eliminare |
| 2: Columbia: Manizales - Santiago de Cali | Verde              | Fără eliminare                    | Fără eliminare |
| 3: Columbia: Santiago de Cali - Pasto     | Roșu               | Cleopatra Stratan și Edward Sanda | 9              |
| 4: Ecuador: Ibarra - Ambato               | Roșu               | Ionuț Rusu și George Tanase       | 8              |
| 5: Ecuador: Ambato - Riobamba             | Roșu               | Iuliana Pepene și Sonia Simionov  | 7              |
| 6: Ecuador: Riobamba - Guayaquil          | Verde              | Fără eliminare                    | Fără eliminare |
| 7: Ecuador: Guayaquil - Montecristi       | Roșu               | Ada Galeș și Antoneta Galeș       | 6              |
| 8: Argentina: Tucuman - Córdoba           | Roșu               | Iulia Albu și Mihai Alexandru     | 5              |
| 9: Argentina: Córdoba - Santa Fe          | Semifinală:        | Romică Țociu și Cătălin Țociu     | 4              |
| 10: Argentina: Santa Fe - Buenos Aires    | Marea Finală:      |                                   |                |
| 10: Argentina: Santa Fe - Buenos Aires    | Marea Finală:      | Giulia Anghelescu și Vlad Huidu   | 3              |
| 10: Argentina: Santa Fe - Buenos Aires    | Marea Finală:      | Alexia Eram și Aris Eram          | 2              |
| 10: Argentina: Santa Fe - Buenos Aires    | Marea Finală:      | Sânziana Negru și Laura Giurcanu  | 1              |

| Echipa             | Etapă                       | Etapă                       | Etapă                       | Etapă                       | Etapă                       | Etapă                       | Etapă                       | Etapă                       | Etapă        | Etapă                          |
| Echipa             | 1                           | 2                           | 3                           | 4                           | 5                           | 6                           | 7                           | 8                           | 9            | 10                             |
| ------------------ | --------------------------- | --------------------------- | --------------------------- | --------------------------- | --------------------------- | --------------------------- | --------------------------- | --------------------------- | ------------ | ------------------------------ |
| Cleopatra & Edward | Ultimii doi / Ultima șansă  | Nominalizați / Ultima șansă | Ultimii doi / Ultima șansă  |                             |                             |                             |                             |                             |              |                                |
| Ionuț & George     | A doua imunitate            | Salvați                     | Ultimii doi / Ultima șansă  | Ultimii doi / Ultima șansă  |                             |                             |                             |                             |              |                                |
| Iuliana & Sonia    | Salvate                     | Prima imunitate             | Nominalizați / Ultima șansă | Salvate                     | Ultimii doi / Ultima șansă  |                             |                             |                             |              |                                |
| Ada & Antoneta     | Salvate                     | Salvate                     | Salvate                     | Nominalizați / Ultima șansă | A doua imunitate            | A doua imunitate            | Nominalizați / Ultima șansă |                             |              |                                |
| Iulia & Mihai      | Ultimii doi / Ultima șansă  | Ultimii doi / Ultima șansă  | Salvați                     | Salvați                     | Salvați                     | Ultimii doi / Ultima șansă  | Salvați                     | Ultimii doi / Ultima șansă  |              |                                |
| Romică & Cătălin   | Salvați                     | Salvați                     | A doua imunitate            | A doua imunitate            | Nominalizați / Ultima șansă | Ultimii doi / Ultima șansă  | Prima imunitate             | Nominalizați / Ultima șansă | Ultima șansă |                                |
| Giulia & Vlad      | Salvați                     | Salvați                     | Prima imunitate             | Salvați                     | Prima imunitate             | Nominalizați / Ultima șansă | Ultimii doi / Ultima șansă  | Salvați                     | Ultima șansă | Locul 3 in marea finală        |
| Alexia & Aris      | Nominalizați / Ultima șansă | A doua imunitate            | Salvați                     | Prima imunitate             | Ultimii doi / Ultima șansă  | Salvați                     | A doua imunitate            | Ultimii doi / Ultima șansă  | Salvați      | Locul 2 in marea finală        |
| Sânziana & Laura   | Prima imunitate             | Ultimii doi / Ultima șansă  | Salvate                     | Ultimii doi / Ultima șansă  | Salvate                     | Prima imunitate             | Ultimii doi / Ultima șansă  | Prima imunitate             | Ultima șansă | Câștigătorii America Express 6 |

     Echipa a trecut în etapa următoare
      Echipa a primit imunitatea
     Echipa a participat la cursa pentru ultima șansă
 Echipa a fost salvată de la eliminare de soarele verde
 Echipa a fost eliminată

### Clasamentul pe etape
| Echipa             | Etapa 1: Columbia | Etapa 1: Columbia | Etapa 1: Columbia | Etapa 2: Columbia | Etapa 2: Columbia | Etapa 2: Columbia | Etapa 3: Columbia | Etapa 3: Columbia | Etapa 3: Columbia | Etapa 4: Ecuador | Etapa 4: Ecuador | Etapa 4: Ecuador | Etapa 5: Ecuador | Etapa 5: Ecuador | Etapa 5: Ecuador | Etapa 6: Ecuador | Etapa 6: Ecuador | Etapa 6: Ecuador | Etapa 7: Ecuador | Etapa 7: Ecuador | Etapa 7: Ecuador | Etapa 8: Argentina | Etapa 8: Argentina | Etapa 8: Argentina | Etapa 9: Argentina | Etapa 9: Argentina | Etapa 9: Argentina | Etapa 9: Argentina | Etapa 10: Argentina | Etapa 10: Argentina | Etapa 10: Argentina | Etapa 10: Argentina | Etapa 10: Argentina |
| Echipa             | Prima imunitate   | A doua imunitate  | Ultima șansă      | Prima imunitate   | A doua imunitate  | Ultima șansă      | Prima imunitate   | A doua imunitate  | Ultima șansă      | Prima imunitate  | A doua imunitate | Ultima șansă     | Prima imunitate  | A doua imunitate | Ultima șansă     | Prima imunitate  | A doua imunitate | Ultima șansă     | Prima imunitate  | A doua imunitate | Ultima șansă     | Prima întâlnire    | Prima imunitate    | Ultima șansă       | Prima întâlnire    | A doua întâlnire   | Număr de puncte    | Ultima șansă       | Prima întâlnire     | Primul cufăr        | Al doilea cufăr     | Al treilea cufăr    | Finala              |
| ------------------ | ----------------- | ----------------- | ----------------- | ----------------- | ----------------- | ----------------- | ----------------- | ----------------- | ----------------- | ---------------- | ---------------- | ---------------- | ---------------- | ---------------- | ---------------- | ---------------- | ---------------- | ---------------- | ---------------- | ---------------- | ---------------- | ------------------ | ------------------ | ------------------ | ------------------ | ------------------ | ------------------ | ------------------ | ------------------- | ------------------- | ------------------- | ------------------- | ------------------- |
| Cleopatra & Edward | A noua echipă     | A opta echipă     | A treia echipă    | A noua echipă     | A șasea echipă    | A doua echipă     | A noua echipă     | A opta echipă     | A treia echipă    |                  |                  |                  |                  |                  |                  |                  |                  |                  |                  |                  |                  |                    |                    |                    |                    |                    |                    |                    |                     |                     |                     |                     |                     |
| Ionuț & George     | A opta echipă     | Prima echipă      | Nu a participat   | A opta echipă     | A patra echipă    | Nu a participat   | A șaptea echipă   | A șaptea echipă   | A doua echipă     | A șaptea echipă  | A șaptea echipă  | A treia echipă   |                  |                  |                  |                  |                  |                  |                  |                  |                  |                    |                    |                    |                    |                    |                    |                    |                     |                     |                     |                     |                     |
| Iuliana & Sonia    | A șaptea echipă   | A cincea echipă   | Nu a participat   | Prima echipă      | Echipă imună      | Nu a participat   | A șasea echipă    | A cincea echipă   | Prima echipă      | A opta echipă    | A cincea echipă  | Nu a participat  | A șaptea echipă  | A șasea echipă   | A treia echipă   |                  |                  |                  |                  |                  |                  |                    |                    |                    |                    |                    |                    |                    |                     |                     |                     |                     |                     |
| Ada & Antoneta     | A patra echipă    | A patra echipă    | Nu a participat   | A patra echipă    | A doua echipă     | Nu a participat   | A treia echipă    | A șasea echipă    | Nu a participat   | A cincea echipă  | A treia echipă   | Prima echipă     | A doua echipă    | Prima echipă     | Nu a participat  | A cincea echipă  | Prima echipă     | Nu a participat  | A șasea echipă   | A treia echipă   | A treia echipă   |                    |                    |                    |                    |                    |                    |                    |                     |                     |                     |                     |                     |
| Iulia & Mihai      | A șasea echipă    | A șaptea echipă   | Prima echipă      | A doua echipă     | A șaptea echipă   | A treia echipă    | A patra echipă    | A doua echipă     | Nu a participat   | A șasea echipă   | A doua echipă    | Nu a participat  | A patra echipă   | A treia echipă   | Nu a participat  | A șasea echipă   | A patra echipă   | Prima echipă     | A patra echipă   | A doua echipă    | Nu a participat  | A cincea echipă    | A cincea echipă    | A treia echipă     |                    |                    |                    |                    |                     |                     |                     |                     |                     |
| Romică & Cătălin   | A doua echipă     | A treia echipă    | Nu a participat   | A șaptea echipă   | A treia echipă    | Nu a participat   | A cincea echipă   | Prima echipă      | Nu a participat   | A doua echipă    | Prima echipă     | Nu a participat  | A șasea echipă   | A patra echipă   | A doua echipă    | A patra echipă   | A cincea echipă  | A treia echipă   | Prima echipă     | Echipă imună     | Nu a participat  | A patra echipă     | A doua echipă      | Prima echipă       | A patra echipă     | A doua echipă      | A treia echipă     | A treia echipă     |                     |                     |                     |                     |                     |
| Giulia & Vlad      | A treia echipă    | A doua echipă     | Nu a participat   | A cincea echipă   | A cincea echipă   | Nu a participat   | Prima echipă      | Echipă imună      | Nu a participat   | A treia echipă   | A patra echipă   | Nu a participat  | Prima echipă     | Echipă imună     | Nu a participat  | A treia echipă   | A doua echipă    | A doua echipă    | A treia echipă   | A patra echipă   | A doua echipă    | A treia echipă     | A treia echipă     | Nu a participat    | A treia echipă     | A patra echipă     | A patra echipă     | A doua echipă      | A treia echipă      | A treia echipă      | Prima echipă        | Prima echipă        |                     |
| Alexia & Aris      | A cincea echipă   | A șasea echipă    | A doua echipă     | A treia echipă    | Prima echipă      | Nu a participat   | A opta echipă     | A treia echipă    | Nu a participat   | Prima echipă     | Echipă imună     | Nu a participat  | A cincea echipă  | A cincea echipă  | Prima echipă     | A doua echipă    | A treia echipă   | Nu a participat  | A doua echipă    | Prima echipă     | Nu a participat  | Prima echipă       | A patra echipă     | A doua echipă      | Prima echipă       | A treia echipă     | Prima echipă       | Nu a participat    | Prima echipă        | Prima echipă        | A treia echipă      | A doua echipă       | A doua echipă       |
| Sânziana & Laura   | Prima echipă      | Echipă imună      | Nu a participat   | A șasea echipă    | A opta echipă     | Prima echipă      | A doua echipă     | A patra echipă    | Nu a participat   | A patra echipă   | A șasea echipă   | A doua echipă    | A treia echipă   | A doua echipă    | Nu a participat  | Prima echipă     | Echipă imună     | Nu a participat  | A cincea echipă  | A cincea echipă  | Prima echipă     | A doua echipă      | Prima echipă       | Nu a participat    | A doua echipă      | Prima echipă       | A doua echipă      | Prima echipă       | A doua echipă       | A doua echipă       | A doua echipă       | A treia echipă      | Prima echipă        |

     Echipa a câștigat prima imunitate
     Echipa a câștigat a doua imunitate
     Echipa nu a participat la cursă pentru ultima șansa
     Echipa a participat la cursa pentru ultima șansă
     Echipa a fost salvată de la eliminare de soarele verde
     Echipa a fost eliminată
     Echipa a primit un cufăr verde in finală
     Echipa a primit un cufăr roșu in finală

### Tabelul amuletelor
| Echipa             | Etapă                        | Etapă                         | Etapă                        | Etapă                         | Etapă                        | Etapă                         | Etapă                        | Etapă                         | Etapă                        | Etapă                         | Etapă                        | Etapă                         | Etapă                        | Etapă                         | Etapă                         | Etapă                         | Etapă                        | Etapă                         | Etapă                        | Etapă |
| Echipa             | 1                            | 1                             | 2                            | 2                             | 3                            | 3                             | 4                            | 4                             | 5                            | 5                             | 6                            | 6                             | 7                            | 7                             | 8                             | 8                             | 9                            | 9                             | 10                           |       |
| Echipa             | Prima amuletă                | A doua amuletă                | Prima amuletă                | A doua amuletă                | Prima amuletă                | A doua amuletă                | Prima amuletă                | A doua amuletă                | Prima amuletă                | A doua amuletă                | Prima amuletă                | A doua amuletă                | Prima amuletă                | A doua amuletă                | Prima amuletă                 | A doua amuletă                | Prima amuletă                | A doua amuletă                | Prima amuletă                |       |
| ------------------ | ---------------------------- | ----------------------------- | ---------------------------- | ----------------------------- | ---------------------------- | ----------------------------- | ---------------------------- | ----------------------------- | ---------------------------- | ----------------------------- | ---------------------------- | ----------------------------- | ---------------------------- | ----------------------------- | ----------------------------- | ----------------------------- | ---------------------------- | ----------------------------- | ---------------------------- | ----- |
| Cleopatra & Edward | Necalificați                 | Necalificați                  | Necalificați                 | Necalificați                  | Necalificați                 | Necalificați                  |                              |                               |                              |                               |                              |                               |                              |                               |                               |                               |                              |                               |                              |       |
| Ionuț & George     | Necalificați                 | Necalificați                  | Necalificați                 | Calificați / A doua amuletă   | Necalificați                 | Necalificați                  | Necalificați                 | Necalificați                  |                              |                               |                              |                               |                              |                               |                               |                               |                              |                               |                              |       |
| Iuliana & Sonia    | Necalificate                 | Necalificate                  | Câștigătoare / Prima amuletă | Necalificate                  | Necalificate                 | Calificate / A doua amuletă   | Necalificate                 | Câștigătoare / A doua amuletă | Calificate / Prima amuletă   | Necalificate                  |                              |                               |                              |                               |                               |                               |                              |                               |                              |       |
| Ada & Antoneta     | Necalificate                 | Calificate / A doua amuletă   | Necalificate                 | Necalificate                  | Necalificate                 | Necalificate                  | Câștigătoare / Prima amuletă | Necalificate                  | Calificate / Prima amuletă   | Calificate / A doua amuletă   | Necalificate                 | Calificate / A doua amuletă   | Câștigătoare / Prima amuletă | Câștigătoare / A doua amuletă |                               |                               |                              |                               |                              |       |
| Iulia & Mihai      | Necalificați                 | Necalificați                  | Calificați / Prima amuletă   | Necalificați                  | Calificați / Prima amuletă   | Necalificați                  | Necalificați                 | Necalificați                  | Necalificați                 | Câștigătorii / A doua amuletă | Necalificați                 | Necalificați                  | Calificați / Prima amuletă   | Calificați / A doua amuletă   | Câștigătorii / Prima amuletă  | Necalificați                  |                              |                               |                              |       |
| Romică & Cătălin   | Necalificați                 | Calificați / A doua amuletă   | Calificați / Prima amuletă   | Necalificați                  | Necalificați                 | Câștigătorii / A doua amuletă | Calificați / Prima amuletă   | Calificați / A doua amuletă   | Calificați / Prima amuletă   | Necalificați                  | Calificați / Prima amuletă   | Necalificați                  | Necalificați                 | Necalificați                  | Câștigătorii / A doua amuletă | Necalificați                  | Necalificați                 | Calificați / Prima amuletă    |                              |       |
| Giulia & Vlad      | Calificați / Prima amuletă   | Câștigătorii / A doua amuletă | Necalificați                 | Necalificați                  | Câștigătorii / Prima amuletă | Necalificați                  | Necalificați                 | Calificați / A doua amuletă   | Câștigătorii / Prima amuletă | Necalificați                  | Câștigătorii / Prima amuletă | Câștigătorii / A doua amuletă | Calificați / Prima amuletă   | Necalificați                  | Calificați / Prima amuletă    | Câștigătorii / A doua amuletă | Câștigătorii / Prima amuletă | Necalificați                  | Câștigătorii / Prima amuletă |       |
| Alexia & Aris      | Câștigătorii / Prima amuletă | Necalificați                  | Necalificați                 | Câștigătorii / A doua amuletă | Calificați / Prima amuletă   | Calificați / A doua amuletă   | Calificați / Prima amuletă   | Necalificați                  | Necalificați                 | Calificați / A doua amuletă   | Calificați / Prima amuletă   | Calificați / A doua amuletă   | Necalificați                 | Necalificați                  | Calificați / Prima amuletă    | Calificați / A doua amuletă   | Calificați / Prima amuletă   | Calificați / A doua amuletă   | Necalificați                 |       |
| Sânziana & Laura   | Calificate / Prima amuletă   | Necalificate                  | Necalificate                 | Calificate / A doua amuletă   | Necalificate                 | Necalificate                  | Necalificate                 | Necalificate                  | Calificate / Prima amuletă   | Necalificate                  | Necalificate                 | Necalificate                  | Necalificate                 | Calificate / A doua amuletă   | Calificate / Prima amuletă    | Calificate / A doua amuletă   | Necalificate                 | Câștigătoare / A doua amuletă | Calificate / Prima amuletă   |       |

     Echipa nu s-a calificat
     Echipa s-a calificat la prima amuletă
     Echipa a câstigat prima amuletă
     Echipa s-a calificat la a doua amuletă
     Echipa a câstigat a doua amuletă
     Echipa a câstigat amuleta la egalitate cu altă echipă

### Tabelul nominalizărilor
| Etapă                                | 1                                    | 2                                    | 3                                    | 4              | 5                | 6             | 7              | 8                |
| ------------------------------------ | ------------------------------------ | ------------------------------------ | ------------------------------------ | -------------- | ---------------- | ------------- | -------------- | ---------------- |
| Trimiși în proba pentru Ultima șansă | Alexia & Aris                        | Cleopatra & Edward                   | Iuliana & Sonia                      | Ada & Antoneta | Romica & Cătălin | Giulia & Vlad | Ada & Antoneta | Romica & Cătălin |
| Rezultat                             | 4-4-1 (departajare: ordinea sosirii) | 3-3-3 (departajare: ordinea sosirii) | 4-4-1 (departajare: ordinea sosirii) | 5-3            | 6-1              | 5-1           | 4-2            | 3-2              |
| Votant                               | Votul Echipei                        | Votul Echipei                        | Votul Echipei                        | Votul Echipei  | Votul Echipei    | Votul Echipei | Votul Echipei  | Votul Echipei    |
| Cleopatra & Edward                   | Alexia & Aris                        | Ionuț & George                       | Alexia & Aris                        |                |                  |               |                |                  |
| Ionuț & George                       | Ada & Antoneta                       | Giulia & Vlad                        | Alexia & Aris                        | Iulia & Mihai  |                  |               |                |                  |
| Iuliana & Sonia                      | Alexia & Aris                        | Giulia & Vlad                        | Alexia & Aris                        | Ada & Antoneta | Romică & Cătălin |               |                |                  |
| Ada & Antoneta                       | Alexia & Aris                        | Cleopatra & Edward                   | Iuliana & Sonia                      | Iulia & Mihai  | Romică & Cătălin | Giulia & Vlad | Iulia & Mihai  |                  |
| Iulia & Mihai                        | Alexia & Aris                        | Cleopatra & Edward                   | Ada & Antoneta                       | Ada & Antoneta | Romică & Cătălin | Giulia & Vlad | Ada & Antoneta | Giulia & Vlad    |
| Romică & Cătălin                     | Ada & Antoneta                       | Giulia & Vlad                        | Alexia & Aris                        | Ada & Antoneta | Sânziana & Laura | Giulia & Vlad | Ada & Antoneta | Giulia & Vlad    |
| Giulia & Vlad                        | Ada & Antoneta                       | Ionuț & George                       | Iuliana & Sonia                      | Ada & Antoneta | Romică & Cătălin | Alexia & Aris | Ada & Antoneta | Romică & Cătălin |
| Alexia & Aris                        | Ada & Antoneta                       | Ionuț & George                       | Iuliana & Sonia                      | Ada & Antoneta | Romică & Cătălin | Giulia & Vlad | Ada & Antoneta | Romică & Cătălin |
| Sânziana & Laura                     | Iuliana & Sonia                      | Cleopatra & Edward                   | Iuliana & Sonia                      | Iulia & Mihai  | Romică & Cătălin | Giulia & Vlad | Iulia & Mihai  | Romică & Cătălin |

### Sezonul 7
| Etapa:                                  | Culoarea zeului: | Eliminare:                          | Loc:           |
| --------------------------------------- | ---------------- | ----------------------------------- | -------------- |
| 1: Thailanda: Chiang Rai- Chiang Mai    | Verde            | Fără eliminare                      | Fără eliminare |
| 2: Thailanda: Chiang Mai - Phitsanulok  | Roșu             | Betty Salam și Cătălin Vișanescu    | 9              |
| 3: Thailanda: Khek Noi - Bangkok        | Roșu             | Andrei Ursu și Vlad Condurache      | 8              |
| 4: Thailanda: Bangkok- Surat Thani      | Verde            | Fără eliminare                      | Fără eliminare |
| 5: Malaysia: Alor Setar - Ipoh          | Roșu             | Victor Slav și Selina               | 7              |
| 6: Malaysia: Ipoh - Kuala Lumpur        | Verde            | Fără eliminare                      | Fără eliminare |
| 7: Malaysia: Kuala Lumpur - Johor Bahru | Roșu             | Adi Nartea și Cosmin Vîjeu          | 6              |
| 8: Indonezia: Bandung - Yogyakarta      | Verde            | Fără eliminare                      | Fără eliminare |
| 9: Indonezia: Yogyakarta - Surabaya     | Roșu             | Anca Țurcașiu și Andreea Samson     | 5              |
| 10: Indonezia: Sidoarjo - Banyuwangi    | Semifinală:      | Mihai Găinușă și Oana Paraschiv     | 4              |
| 11: Indonezia: Bali                     | Marea Finală:    |                                     |                |
| 11: Indonezia: Bali                     | Marea Finală:    | Carmen Negoiță și Andreea Perețeanu | 3              |
| 11: Indonezia: Bali                     | Marea Finală:    | Ioana State și Mane Voicu           | 2              |
| 11: Indonezia: Bali                     | Marea Finală:    | Sorin Brotnei și Nicolai Tand       | 1              |

| Echipa           | Etapă                       | Etapă                       | Etapă                       | Etapă                       | Etapă                       | Etapă                       | Etapă                       | Etapă                       | Etapă                       | Etapă        | Etapă                   |
| Echipa           | 1                           | 2                           | 3                           | 4                           | 5                           | 6                           | 7                           | 8                           | 9                           | 10           | 11                      |
| ---------------- | --------------------------- | --------------------------- | --------------------------- | --------------------------- | --------------------------- | --------------------------- | --------------------------- | --------------------------- | --------------------------- | ------------ | ----------------------- |
| Cătălin & Betty  | Ultimii doi / Ultima șansă  | Ultimii doi / Ultima șansă  |                             |                             |                             |                             |                             |                             |                             |              |                         |
| Andrei & Vlad    | Ultimii doi / Ultima șansă  | Salvați                     | Ultimii doi / Ultima șansă  |                             |                             |                             |                             |                             |                             |              |                         |
| Selina & Victor  | Salvați                     | Salvați                     | Prima imunitate             | A doua imunitate            | Ultimii doi / Ultima șansă  |                             |                             |                             |                             |              |                         |
| Cosmin & Adi     | Prima imunitate             | Nominalizați / Ultima șansă | Nominalizați / Ultima șansă | Prima imunitate             | Ultimii doi / Ultima șansă  | Ultimii doi / Ultima șansă  | Ultimii doi / Ultima șansă  |                             |                             |              |                         |
| Andreea & Anca   | Nominalizate / Ultima șansă | Salvate                     | A doua imunitate            | Nominalizate / Ultima șansă | Salvate                     | Prima imunitate             | Salvate                     | Prima imunitate             | Ultimii doi / Ultima șansă  |              |                         |
| Mihai & Oana     | A doua imunitate            | Salvați                     | Ultimii doi / Ultima șansă  | Ultimii doi / Ultima șansă  | Nominalizați / Ultima șansă | A doua imunitate            | Prima imunitate             | Salvați                     | Ultimii doi / Ultima șansă  | Ultima șansă |                         |
| Andreea & Carmen | Salvate                     | Prima imunitate             | Salvate                     | Salvate                     | Salvate                     | Nominalizați / Ultima șansă | A doua imunitate            | Ultimii doi / Ultima șansă  | Nominalizați / Ultima șansă | Ultima șansă | Locul 3 in marea finală |
| Ioana & Mane     | Salvați                     | Ultimii doi / Ultima șansă  | Salvați                     | Salvați                     | Prima imunitate             | Ultimii doi / Ultima șansă  | Nominalizați / Ultima șansă | Nominalizați / Ultima șansă | Salvați                     | Salvați      | Locul 2 in marea finală |
| Nicolai & Sorin  | Salvați                     | A doua imunitate            | Salvați                     | Ultimii doi / Ultima șansă  | A doua imunitate            | Salvați                     | Ultimii doi / Ultima șansă  | Ultimii doi / Ultima șansă  | Prima imunitate             | Ultima șansă | Locul 1 in marea finală |

     Echipa a trecut în etapa următoare
      Echipa a primit imunitatea
     Echipa a participat la cursa pentru ultima șansă
 Echipa a fost salvată de la eliminare de zeul verde
 Echipa a fost eliminată

### Clasamentul pe etape
| Echipa           | Etapa 1: Thailanda | Etapa 1: Thailanda | Etapa 1: Thailanda | Etapa 2: Thailanda | Etapa 2: Thailanda | Etapa 2: Thailanda | Etapa 3: Thailanda | Etapa 3: Thailanda | Etapa 3: Thailanda | Etapa 4: Thailanda | Etapa 4: Thailanda | Etapa 4: Thailanda | Etapa 5: Malaysia | Etapa 5: Malaysia | Etapa 5: Malaysia | Etapa 6: Malaysia | Etapa 6: Malaysia | Etapa 6: Malaysia | Etapa 7: Malaysia | Etapa 7: Malaysia | Etapa 7: Malaysia | Etapa 8: Indonezia | Etapa 8: Indonezia | Etapa 8: Indonezia | Etapa 9: Indonezia | Etapa 9: Indonezia | Etapa 9: Indonezia | Etapa 10: Indonezia | Etapa 10: Indonezia | Etapa 10: Indonezia | Etapa 10: Indonezia | Etapa 11: Indonezia | Etapa 11: Indonezia | Etapa 11: Indonezia | Etapa 11: Indonezia | Etapa 11: Indonezia |
| Echipa           | Prima imunitate    | A doua imunitate   | Ultima șansă       | Prima imunitate    | A doua imunitate   | Ultima șansă       | Prima imunitate    | A doua imunitate   | Ultima șansă       | Prima imunitate    | A doua imunitate   | Ultima șansă       | Prima imunitate   | A doua imunitate  | Ultima șansă      | Prima imunitate   | A doua imunitate  | Ultima șansă      | Prima imunitate   | A doua imunitate  | Ultima șansă      | Prima imunitate    | A doua întâlnire   | Ultima șansă       | Prima imunitate    | A doua întâlnire   | Ultima șansă       | Prima întâlnire     | A doua întâlnire    | Număr de puncte     | Ultima șansă        | Prima întâlnire     | Primul cufăr        | Al doilea cufăr     | Al treilea cufăr    | Finala              |
| ---------------- | ------------------ | ------------------ | ------------------ | ------------------ | ------------------ | ------------------ | ------------------ | ------------------ | ------------------ | ------------------ | ------------------ | ------------------ | ----------------- | ----------------- | ----------------- | ----------------- | ----------------- | ----------------- | ----------------- | ----------------- | ----------------- | ------------------ | ------------------ | ------------------ | ------------------ | ------------------ | ------------------ | ------------------- | ------------------- | ------------------- | ------------------- | ------------------- | ------------------- | ------------------- | ------------------- | ------------------- |
| Cătălin & Betty  | A noua echipă      | A opta echipă      | A treia echipă     | A noua echipă      | A opta echipă      | A treia echipă     |                    |                    |                    |                    |                    |                    |                   |                   |                   |                   |                   |                   |                   |                   |                   |                    |                    |                    |                    |                    |                    |                     |                     |                     |                     |                     |                     |                     |                     |                     |
| Andrei & Vlad    | A șaptea echipă    | A șaptea echipă    | Prima echipă       | A șaptea echipă    | A șasea echipă     | Nu a participat    | A opta echipă      | A șaptea echipă    | A treia echipă     |                    |                    |                    |                   |                   |                   |                   |                   |                   |                   |                   |                   |                    |                    |                    |                    |                    |                    |                     |                     |                     |                     |                     |                     |                     |                     |                     |
| Selina & Victor  | A doua echipă      | A cincea echipă    | Nu a participat    | A șasea echipă     | A patra echipă     | Nu a participat    | Prima echipă       | Echipă imună       | Nu a participat    | A șasea echipă     | Prima echipă       | Nu a participat    | A șaptea echipă   | A cincea echipă   | A treia echipă    |                   |                   |                   |                   |                   |                   |                    |                    |                    |                    |                    |                    |                     |                     |                     |                     |                     |                     |                     |                     |                     |
| Cosmin & Adi     | Prima echipă       | Echipă imună       | Nu a participat    | A treia echipă     | A doua echipă      | Prima echipă       | A treia echipă     | A cincea echipă    | Prima echipă       | Prima echipă       | Echipă imună       | Nu a participat    | A patra echipă    | A șasea echipă    | Prima echipă      | A patra echipă    | A cincea echipă   | A treia echipă    | A cincea echipă   | A cincea echipă   | A treia echipă    |                    |                    |                    |                    |                    |                    |                     |                     |                     |                     |                     |                     |                     |                     |                     |
| Andreea & Anca   | A patra echipă     | A șasea echipă     | A doua echipă      | A doua echipă      | A treia echipă     | Nu a participat    | A doua echipă      | Prima echipă       | Nu a participat    | A doua echipă      | A doua echipă      | Prima echipă       | A cincea echipă   | A doua echipă     | Nu a participat   | Prima echipă      | Echipă imună      | Nu a participat   | A doua echipă     | A doua echipă     | Nu a participat   | Prima echipă       | Echipă imună       | Nu a participat    | A cincea echipă    | A patra echipă     | A treia echipă     |                     |                     |                     |                     |                     |                     |                     |                     |                     |
| Mihai & Oana     | A șasea echipă     | Prima echipă       | Nu a participat    | A cincea echipă    | A cincea echipă    | Nu a participat    | A cincea echipă    | A șasea echipă     | A doua echipă      | A cincea echipă    | A cincea echipă    | A doua echipă      | A doua echipă     | A treia echipă    | A doua echipă     | A doua echipă     | Prima echipă      | Nu a participat   | Prima echipă      | Echipă imună      | Nu a participat   | A cincea echipă    | A doua echipă      | Nu a participat    | A patra echipă     | A treia echipă     | Prima echipă       | A treia echipă      | A patra echipă      | A treia echipă      | A treia echipă      |                     |                     |                     |                     |                     |
| Andreea & Carmen | A treia echipă     | A patra echipă     | Nu a participat    | Prima echipă       | Echipă imună       | Nu a participat    | A șasea echipă     | A doua echipă      | Nu a participat    | A patra echipă     | A patra echipă     | Nu a participat    | A treia echipă    | A patra echipă    | Nu a participat   | A șasea echipă    | A treia echipă    | A doua echipă     | A patra echipă    | Prima echipă      | Nu a participat   | A doua echipă      | A treia echipă     | Prima echipă       | A treia echipă     | A doua echipă      | A doua echipă      | A doua echipă       | A treia echipă      | A patra echipă      | A doua echipă       | A treia echipă      | A treia echipă      | A treia echipă      | Prima echipă        |                     |
| Ioana & Mane     | A opta echipă      | A treia echipă     | Nu a participat    | A opta echipă      | A șaptea echipă    | A doua echipă      | A șaptea echipă    | A treia echipă     | Nu a participat    | A treia echipă     | A treia echipă     | Nu a participat    | Prima echipă      | Echipă imună      | Nu a participat   | A cincea echipă   | A patra echipă    | Prima echipă      | A șasea echipă    | A treia echipă    | A doua echipă     | A treia echipă     | Prima echipă       | A treia echipă     | A doua echipă      | Prima echipă       | Nu a participat    | A patra echipă      | A doua echipă       | Prima echipă        | Nu a participat     | A doua echipă       | A doua echipă       | A doua echipă       | A doua echipă       | A doua echipă       |
| Nicolai & Sorin  | A cincea echipă    | A doua echipă      | Nu a participat    | A patra echipă     | Prima echipă       | Nu a participat    | A patra echipă     | A patra echipă     | Nu a participat    | A șaptea echipă    | A șasea echipă     | A treia echipă     | A șasea echipă    | Prima echipă      | Nu a participat   | A treia echipă    | A doua echipă     | Nu a participat   | A treia echipă    | A patra echipă    | Prima echipă      | A patra echipă     | A patra echipă     | A doua echipă      | Prima echipă       | Echipă imună       | Nu a participat    | Prima echipă        | Prima echipă        | A două echipă       | Prima echipă        | Prima echipă        | Prima echipă        | Prima echipă        | A treia echipă      | Prima echipă        |

     Echipa a câștigat prima imunitate
     Echipa a câștigat a doua imunitate
     Echipa nu a participat la cursă pentru ultima șansa
     Echipa a participat la cursa pentru ultima șansă
     Echipa a fost salvată de la eliminare de zeul verde
     Echipa a fost eliminată
     Echipa a primit un cufăr verde in finală
     Echipa a primit un cufăr verde si un cufăr roșu in finală

### Tabelul amuletelor
| Echipa           | Etapă                        | Etapă                         | Etapă                        | Etapă                         | Etapă                        | Etapă                         | Etapă                        | Etapă                         | Etapă                        | Etapă                         | Etapă                        | Etapă                         | Etapă                        | Etapă                         | Etapă                        | Etapă                         | Etapă                        | Etapă                         | Etapă                        | Etapă                         | Etapă                        |
| Echipa           | 1                            | 1                             | 2                            | 2                             | 3                            | 3                             | 4                            | 4                             | 5                            | 5                             | 6                            | 6                             | 7                            | 7                             | 8                            | 8                             | 9                            | 9                             | 10                           | 10                            | 11                           |
| Echipa           | Prima amuletă                | A doua amuletă                | Prima amuletă                | A doua amuletă                | Prima amuletă                | A doua amuletă                | Prima amuletă                | A doua amuletă                | Prima amuletă                | A doua amuletă                | Prima amuletă                | A doua amuletă                | Prima amuletă                | A doua amuletă                | Prima amuletă                | A doua amuletă                | Prima amuletă                | A doua amuletă                | Prima amuletă                | A doua amuletă                | Prima amuletă                |
| ---------------- | ---------------------------- | ----------------------------- | ---------------------------- | ----------------------------- | ---------------------------- | ----------------------------- | ---------------------------- | ----------------------------- | ---------------------------- | ----------------------------- | ---------------------------- | ----------------------------- | ---------------------------- | ----------------------------- | ---------------------------- | ----------------------------- | ---------------------------- | ----------------------------- | ---------------------------- | ----------------------------- | ---------------------------- |
| Cătălin & Betty  | Necalificați                 | Necalificați                  | Necalificați                 | Necalificați                  |                              |                               |                              |                               |                              |                               |                              |                               |                              |                               |                              |                               |                              |                               |                              |                               |                              |
| Andrei & Vlad    | Necalificați                 | Necalificați                  | Necalificați                 | Calificați / A doua amuletă   | Necalificați                 | Câștigătorii / A doua amuletă |                              |                               |                              |                               |                              |                               |                              |                               |                              |                               |                              |                               |                              |                               |                              |
| Selina & Victor  | Necalificați                 | Necalificați                  | Necalificați                 | Necalificați                  | Câștigătorii / Prima amuletă | Necalificați                  | Necalificați                 | Calificați / A doua amuletă   | Necalificați                 | Necalificați                  |                              |                               |                              |                               |                              |                               |                              |                               |                              |                               |                              |
| Cosmin & Adi     | Necalificați                 | Necalificați                  | Necalificați                 | Câștigătorii / A doua amuletă | Necalificați                 | Necalificați                  | Câștigătorii / Prima amuletă | Necalificați                  | Calificați / Prima amuletă   | Calificați / A doua amuletă   | Calificați / Prima amuletă   | Câștigătorii / A doua amuletă | Necalificați                 | Necalificați                  |                              |                               |                              |                               |                              |                               |                              |
| Andreea & Anca   | Necalificați                 | Calificate / A doua amuletă   | Necalificați                 | Calificate / A doua amuletă   | Calificate / Prima amuletă   | Necalificați                  | Necalificați                 | Necalificați                  | Câștigătoare / Prima amuletă | Calificate / A doua amuletă   | Câștigătoare / Prima amuletă | Necalificați                  | Calificate / Prima amuletă   | Câștigătorii / A doua amuletă | Câștigătoare / Prima amuletă | Necalificate                  | Necalificate                 | Calificate / A doua amuletă   |                              |                               |                              |
| Mihai & Oana     | Calificați / Prima amuletă   | Câștigătorii / A doua amuletă | Necalificați                 | Necalificați                  | Necalificați                 | Calificați / A doua amuletă   | Calificați / Prima amuletă   | Necalificați                  | Necalificați                 | Necalificați                  | Calificați / Prima amuletă   | Calificați / A doua amuletă   | Necalificați                 | Necalificați                  | Necalificați                 | Câștigătorii / A doua amuletă | Necalificați                 | Câștigătorii / A doua amuletă | Necalificați                 | Calificați / A doua amuletă   |                              |
| Andreea & Carmen | Necalificate                 | Necalificați                  | Câștigătoare / Prima amuletă | Necalificați                  | Necalificate                 | Necalificați                  | Necalificați                 | Calificate / A doua amuletă   | Calificate / Prima amuletă   | Câștigătorii / A doua amuletă | Necalificați                 | Necalificați                  | Necalificate                 | Calificate / A doua amuletă   | Calificate / Prima amuletă   | Calificate / A doua amuletă   | Calificate / Prima amuletă   | Necalificate                  | Necalificate                 | Necalificate                  | Calificate / Prima amuletă   |
| Ioana & Mane     | Necalificați                 | Calificați / A doua amuletă   | Calificați / Prima amuletă   | Necalificați                  | Necalificați                 | Necalificați                  | Calificați / Prima amuletă   | Câștigătorii / A doua amuletă | Necalificați                 | Necalificați                  | Necalificați                 | Calificați / A doua amuletă   | Necalificați                 | Necalificați                  | Calificați / Prima amuletă   | Necalificați                  | Necalificați                 | Necalificați                  | Calificați / Prima amuletă   | Necalificați                  | Necalificați                 |
| Nicolai & Sorin  | Câștigătorii / Prima amuletă | Necalificați                  | Necalificați                 | Necalificați                  | Calificați / Prima amuletă   | Necalificați                  | Necalificați                 | Necalificați                  | Necalificați                 | Necalificați                  | Necalificați                 | Necalificați                  | Câștigătorii / Prima amuletă | Calificați / A doua amuletă   | Necalificați                 | Necalificați                  | Câștigătorii / Prima amuletă | Necalificați                  | Câștigătorii / Prima amuletă | Câștigătorii / A doua amuletă | Câștigătorii / Prima amuletă |

     Echipa nu s-a calificat
     Echipa s-a calificat la prima amuletă
     Echipa a câstigat prima amuletă
     Echipa s-a calificat la a doua amuletă
     Echipa a câstigat a doua amuletă

### Tabelul nominalizărilor
| Etapă                                | 1                | 2               | 3                                  | 4                | 5              | 6                | 7              | 8             | 9                |
| ------------------------------------ | ---------------- | --------------- | ---------------------------------- | ---------------- | -------------- | ---------------- | -------------- | ------------- | ---------------- |
| Trimiși în proba pentru Ultima șansă | Andreea & Anca   | Cosmin & Adi    | Cosmin & Adi                       | Andreea & Anca   | Mihai & Oana   | Andreea & Carmen | Ioana & Mane   | Ioana & Mane  | Andreea & Carmen |
| Rezultat                             | 1-2-2-4          | 4-2-2-1         | 4-4 (departajare: ordinea sosirii) | 1-2-4            | 4-3            | 4-2              | 4-2            | 3-2           | 3-1              |
| Votant                               | Votul Echipei    | Votul Echipei   | Votul Echipei                      | Votul Echipei    | Votul Echipei  | Votul Echipei    | Votul Echipei  | Votul Echipei | Votul Echipei    |
| Cătălin & Betty                      | Andreea & Anca   | Andrei & Vlad   |                                    |                  |                |                  |                |               |                  |
| Andrei & Vlad                        | Andreea & Anca   | Cosmin & Adi    | Andreea & Carmen                   |                  |                |                  |                |               |                  |
| Selina & Victor                      | Andreea & Anca   | Mihai & Oana    | Cosmin & Adi                       | Andreea & Anca   | Mihai & Oana   |                  |                |               |                  |
| Cosmin & Adi                         | Selina & Victor  | Selina & Victor | Andreea & Carmen                   | Andreea & Carmen | Mihai & Oana   | Andreea & Carmen | Ioana & Mane   |               |                  |
| Andreea & Anca                       | Selina & Victor  | Selina & Victor | Andreea & Carmen                   | Ioana & Mane     | Mihai & Oana   | Nicolai & Sorin  | Ioana & Mane   | Mihai & Oana  | -                |
| Mihai & Oana                         | Nicolai & Sorin  | Cosmin & Adi    | Andreea & Carmen                   | Ioana & Mane     | Andreea & Oana | Andreea & Carmen | Andreea & Anca | Ioana & Mane  | Andreea & Carmen |
| Andreea & Carmen                     | Andreea & Anca   | Cosmin & Adi    | Cosmin & Adi                       | Andreea & Anca   | Mihai & Oana   | Nicolai & Sorin  | Ioana & Mane   | Ioana & Mane  | Ioana & Mane     |
| Ioana & Mane                         | Andreea & Carmen | Andrei & Vlad   | Cosmin & Adi                       | Andreea & Anca   | Andreea & Anca | Andreea & Carmen | Andreea & Anca | Mihai & Oana  | Andreea & Carmen |
| Nicolai & Sorin                      | Andreea & Carmen | Cosmin & Adi    | Cosmin & Adi                       | Andreea & Anca   | Andreea & Anca | Andreea & Carmen | Ioana & Mane   | Ioana & Mane  | Andreea & Carmen |

## Destinațiile sezoanelor

### Sezonul 1
| Etapa și Țara destinațiilor | Traseu | Traseu | Traseu | Traseu | Traseu |
| Etapa și Țara destinațiilor | Start: | Misiune: | Amuletă: | Misiune: | Final: |
| --------------------------- | --- | --- | --- | --- | --- |
| Etapa 1: Vietnam            | Ha Long | Song Loc Hotel | Ha Long Bay | - | Haiphong |
| Etapa 2: Vietnam            | Haiphong | Tam Bac | Tam Coc | - | Hanoi |
| Etapa 3: Vietnam            | Lào Cai | Bắc Hà | Bản Phố | Lào Cai | Ta Van |
| Etapa 4: Vietnam            | Ta Van | Sa Pa | Na phat | Mường Pồn | Dien Bien Phu |
| Etapa 5: Laos               | Sang Ha | Ban Pha Tang | Luang Prabang | Ban Kok Gniew | Phou Khun |
| Etapa 6: Laos               | Phou Khun | Vang Vieng | Ban Nathon | Ban Keun | Vientiane |
| Etapa 7: Laos               | Vientiane | Pha Bat | Pakkading | - | Thakhek |
| Etapa 8: Laos               | Thakhek | Nong Bok | Savannakhet | Napong | Pakse |
| Etapa 9: Cambodia           | Stung Treng | Sandan | Rusey Char Ferry | Steung Trang | Kampong Cham |
| Etapa 10: Cambodia          | Kampong Cham | - | Skuon | Prek Bongkong | Phnom Penh |
| Etapa 11: Cambodia          | Phnom Penh | - | Andoung Russey | Kampong Luong | Battambang |
| Etapa 12: Cambodia          | Battambang | Preah Netr Preah | Angkor Wat: Angkor Thom - Pre Rup - Ta Prohm                                                                           | Angkor Wat: Angkor Thom - Pre Rup - Ta Prohm                                                                           | Angkor Wat: Angkor Thom - Pre Rup - Ta Prohm                                                                           |
| Etapa 13: Thailanda         | Buriram | - | Ban Takland | Phimai | Non Thai |
| Etapa 14: Thailanda         | Non Thai | Nakhon Ratchasima | Khok Kruuat | - | Ayutthaya |
| Etapa 15: Thailanda         | Ayutthaya | Wat Chai - Suphan Buri - Ratchaburi - Nakhon Pathom - Thonburi                                                         | Wat Chai - Suphan Buri - Ratchaburi - Nakhon Pathom - Thonburi                                                         | Wat Chai - Suphan Buri - Ratchaburi - Nakhon Pathom - Thonburi                                                         | Bangkok |
| Etapa 16: Thailanda         | Finala: Bangkok: CAT Tower - RamButtri - Lumphini - Wat Pho - Chinatown - Baimairareng - Pak Khlong - Talat - Yodpiman | Finala: Bangkok: CAT Tower - RamButtri - Lumphini - Wat Pho - Chinatown - Baimairareng - Pak Khlong - Talat - Yodpiman | Finala: Bangkok: CAT Tower - RamButtri - Lumphini - Wat Pho - Chinatown - Baimairareng - Pak Khlong - Talat - Yodpiman | Finala: Bangkok: CAT Tower - RamButtri - Lumphini - Wat Pho - Chinatown - Baimairareng - Pak Khlong - Talat - Yodpiman | Finala: Bangkok: CAT Tower - RamButtri - Lumphini - Wat Pho - Chinatown - Baimairareng - Pak Khlong - Talat - Yodpiman |

### Sezonul 2
| Etapa și Țara destinațiilor | Traseu | Traseu           | Traseu                           | Traseu                                                                                          | Traseu                                                                                          | Traseu                                                                                          | Traseu                                                                                          | Traseu                                                                                          | Traseu            |
| Etapa și Țara destinațiilor | Start: | Misiune:         | Prima amuletă:                   | Misiune:                                                                                        | Prima imunitate:                                                                                | Misiune:                                                                                        | A doua amuletă:                                                                                 | Misiune:                                                                                        | A doua imunitate: |
| --------------------------- | --- | ---------------- | -------------------------------- | ----------------------------------------------------------------------------------------------- | ----------------------------------------------------------------------------------------------- | ----------------------------------------------------------------------------------------------- | ----------------------------------------------------------------------------------------------- | ----------------------------------------------------------------------------------------------- | ----------------- |
| Etapa 1: Sri Lanka          | Negombo | Replica Pasyala  | Dambadenya                       | -                                                                                               | Sigiriya                                                                                        | Dambulla                                                                                        | Pinawala                                                                                        | -                                                                                               | Kandy             |
| Etapa 1: Sri Lanka          | Cursa pentru ultima șansă: Kandy: Trinity College - Aruppola - Central Market - Pilimathalawa - Trinity College                                     |                  |                                  |                                                                                                 |                                                                                                 |                                                                                                 |                                                                                                 |                                                                                                 |                   |
| Etapa 2: Sri Lanka          | Kandy | Gampola          | Pedro Tea Factory                | -                                                                                               | Ella                                                                                            | Ratnapura                                                                                       | Paradise Mine                                                                                   | Udawalawe                                                                                       | Hambantota        |
| Etapa 2: Sri Lanka          | Cursa pentru ultima șansă: Hambantota: Hambantota Beach - Lanka Salt Limited - Raminitenna - Hambantota Beach                                       |                  |                                  |                                                                                                 |                                                                                                 |                                                                                                 |                                                                                                 |                                                                                                 |                   |
| Etapa 3: Sri Lanka          | Hambantota | Matara           | Weligama                         | Galkaduwa                                                                                       | Galle                                                                                           | Boossa                                                                                          | Ambalangoda                                                                                     | Wadduwa                                                                                         | Colombo           |
| Etapa 3: Sri Lanka          | Cursa pentru ultima șansă: Colombo: Viharamahadevi Park - General Post Office -Pettah Market - Viharamahadevi Park                                  |                  |                                  |                                                                                                 |                                                                                                 |                                                                                                 |                                                                                                 |                                                                                                 |                   |
| Etapa 4: India              | Varkala Beach | Kayamkulam       | Nedumudi                         | Thottappally                                                                                    | Arthunkal                                                                                       | Chellanam                                                                                       | Kochi                                                                                           | Cheepu                                                                                          | Thrissur          |
| Etapa 4: India              | Cursa pentru ultima șansă: Thrissur: Chittilappilly - Mallassery - Veda Martial Arts Academy - Chittilappilly                                       |                  |                                  |                                                                                                 |                                                                                                 |                                                                                                 |                                                                                                 |                                                                                                 |                   |
| Etapa 5: India              | Thrissur | Vadakkencherry   | Samathur                         | Pollachi                                                                                        | Palani                                                                                          | Mulanur                                                                                         | Tiruppur                                                                                        | Sungam                                                                                          | Coimbatore        |
| Etapa 5: India              | Cursa pentru ultima șansă: Coimbatore: Tamil Nadu University - Palay Scrap Market - Shanmuga Nagar - Gandhipuram - Tamil Nadu University            |                  |                                  |                                                                                                 |                                                                                                 |                                                                                                 |                                                                                                 |                                                                                                 |                   |
| Etapa 6: India              | Coimbatore | Kannimaar Temple | Ooty                             | -                                                                                               | Mysore Palace                                                                                   | Srirangapatna                                                                                   | Kunti Betta                                                                                     | Channapatna                                                                                     | Bangalore         |
| Etapa 6: India              | Cursa pentru ultima șansă: Bangalore: UB City - Kasturba Road - Cubbon Park - Just Dial Call Centre - UB City                                       |                  |                                  |                                                                                                 |                                                                                                 |                                                                                                 |                                                                                                 |                                                                                                 |                   |
| Etapa 7: India              | Devanhalli | -                | Anantapur                        | -                                                                                               | Guttil                                                                                          | Guntakal                                                                                        | Bellary                                                                                         | Malapanagudi                                                                                    | Hampi             |
| Etapa 7: India              | Cursa pentru ultima șansă: Hampi: Elephant Stable - Prakash Nagar - Virapapur Gaddie - Malapanagudi - Elephant Stable                               |                  |                                  |                                                                                                 |                                                                                                 |                                                                                                 |                                                                                                 |                                                                                                 |                   |
| Etapa 8: India              | Hampi | Lakkundi         | Gaddag - Raichur ( Fără amuletă) | Gaddag - Raichur ( Fără amuletă)                                                                | Badami                                                                                          | Govindkoppa                                                                                     | -                                                                                               | Athani                                                                                          | Kolhapur          |
| Etapa 8: India              | Cursa pentru ultima șansă: Kolhapur: Old Palace Bavani - Gangavesh - Mahavir Garden - Guzari Street - Old Palace Bavani                             |                  |                                  |                                                                                                 |                                                                                                 |                                                                                                 |                                                                                                 |                                                                                                 |                   |
| Etapa 9: India              | Kolhapur | -                | Satara                           | Surur                                                                                           | Wai                                                                                             | Kohindoor Mills                                                                                 | Kondhali                                                                                        | Jadhavwadi fort                                                                                 | Pune              |
| Etapa 9: India              | Cursa pentru ultima șansă: Pune: Sarasbaug - Shukra War Peth - Shivaji Market - Mahathma Phule Mandai -Sarasbaug                                    |                  |                                  |                                                                                                 |                                                                                                 |                                                                                                 |                                                                                                 |                                                                                                 |                   |
| Etapa 10: India             | Pune | Lonavala         | Karjat                           | Banda Fort - Dakar Food Market - Nare Park - Dhobi Ghat - Kala Ghoda - Bathia Udyan - Bandstand | Banda Fort - Dakar Food Market - Nare Park - Dhobi Ghat - Kala Ghoda - Bathia Udyan - Bandstand | Banda Fort - Dakar Food Market - Nare Park - Dhobi Ghat - Kala Ghoda - Bathia Udyan - Bandstand | Banda Fort - Dakar Food Market - Nare Park - Dhobi Ghat - Kala Ghoda - Bathia Udyan - Bandstand | Banda Fort - Dakar Food Market - Nare Park - Dhobi Ghat - Kala Ghoda - Bathia Udyan - Bandstand | Mumbai            |
| Etapa 10: India             | Finala: Mumbai: Mahatma Gandhi Roud - Pedder Road - Tata Garden - Dadar Flower Market - Fashion Street - Marine Drive - Sahil - Narali Shivaji Park |                  |                                  |                                                                                                 |                                                                                                 |                                                                                                 |                                                                                                 |                                                                                                 |                   |

### Sezonul 3
| Etapa și Țara destinațiilor | Traseu | Traseu         | Traseu            | Traseu                                                                         | Traseu                                                                         | Traseu                                                                         | Traseu                                                                         | Traseu                                                                         | Traseu            |
| Etapa și Țara destinațiilor | Start: | Misiune:       | Prima amuletă:    | Misiune:                                                                       | Prima imunitate:                                                               | Misiune:                                                                       | A doua amuletă:                                                                | Misiune:                                                                       | A doua imunitate: |
| --------------------------- | --- | -------------- | ----------------- | ------------------------------------------------------------------------------ | ------------------------------------------------------------------------------ | ------------------------------------------------------------------------------ | ------------------------------------------------------------------------------ | ------------------------------------------------------------------------------ | ----------------- |
| Etapa 1: Filipine           | Lucena | -              | Tulay Buhangin    | Pagbilao - Lucban                                                              | Villa Elma                                                                     | San Pablo                                                                      | Tiaong                                                                         | Ibaan                                                                          | Batangas          |
| Etapa 1: Filipine           | Cursa pentru ultima șansă: Batangas: Plaza Mabini - Maritime School - Bauan Aplaya Port - Santa Rita Carsana - Plaza Mabini                                                |                |                   |                                                                                |                                                                                |                                                                                |                                                                                |                                                                                |                   |
| Etapa 2: Filipine           | Batangas | Anilad Port    | Bagalangit        | -                                                                              | Taal                                                                           | Tagaytay                                                                       | Taal Lake                                                                      | Cavite City                                                                    | Manila            |
| Etapa 2: Filipine           | Cursa pentru ultima șansă: Manila: Rizal Park - Intramuros - Quiapo Plaza Market - Barangay Bascos - Rizal Park                                                            |                |                   |                                                                                |                                                                                |                                                                                |                                                                                |                                                                                |                   |
| Etapa 3: Filipine           | Quezon City | Pulilan        | North Polo Club   | Olongapo                                                                       | Olongapo                                                                       | Floridablanca                                                                  | Parish Churge                                                                  | -                                                                              | Alaminos          |
| Etapa 3: Filipine           | Cursa pentru ultima șansă: Alaminos: Lupac Whare - Zacarias Shop - Pilgrimage Island - Guvernor's Island - Virgin Island - Lupac Whare                                     |                |                   |                                                                                |                                                                                |                                                                                |                                                                                |                                                                                |                   |
| Etapa 4: Filipine           | Alaminos | -              | Cape Bolinao      | Lingayen                                                                       | Dagupan                                                                        | Bauang                                                                         | San Juan Beach                                                                 | -                                                                              | Baguio            |
| Etapa 4: Filipine           | Cursa pentru ultima șansă: Baguio: City Hall - Colors of StoBoSa - Guisad Jeepneys Terminal - Barangay Quirino Hills - City Hall                                           |                |                   |                                                                                |                                                                                |                                                                                |                                                                                |                                                                                |                   |
| Etapa 5: Filipine           | Baguio | San Fernando   | Bangar Town Plaza | Candon                                                                         | Santa Maria                                                                    | Muscivada                                                                      | Vigan                                                                          | Sek Kaan                                                                       | Laoag             |
| Etapa 5: Filipine           | Cursa pentru ultima șansă: Laoag: La Paz - San Nicolas - Paoay - Ilocos Fort - La Paz                                                                                      |                |                   |                                                                                |                                                                                |                                                                                |                                                                                |                                                                                |                   |
| Etapa 6: Filipine           | Tagudin | -              | Cervantes         | Barangay Alab                                                                  | Sagada                                                                         | Bangaan Ifugao                                                                 | Sagada Pottery                                                                 | Bontoc                                                                         | Banaue            |
| Etapa 6: Filipine           | Cursa pentru ultima șansă: Banaue: Dianarra View Deck - Banaue Public Market - Hiwang Nagive Village - Poitan - Bocos - Dianarra View Deck                                 |                |                   |                                                                                |                                                                                |                                                                                |                                                                                |                                                                                |                   |
| Etapa 7: Filipine           | Banaue | Bagabag        | Bayombong         | Santa Fe                                                                       | Carranglan                                                                     | San Agustin                                                                    | Muñoz                                                                          | San Isidro                                                                     | Angeles City      |
| Etapa 7: Filipine           | Cursa pentru ultima șansă: Angeles City: Holy University - Nepo Park - Public Market - Aling Lucing Sisig - Holy University - Balibago - Holy University                   |                |                   |                                                                                |                                                                                |                                                                                |                                                                                |                                                                                |                   |
| Etapa 8: Taiwan             | Kaohsiung | Sanmin         | Confucius Temple  | -                                                                              | Dragon and Tiger Pagodas                                                       | Guanmiao                                                                       | Anping                                                                         | Yujing                                                                         | Tainan            |
| Etapa 8: Taiwan             | Cursa pentru ultima șansă: Tainan: Kokinga museum - Guanmiao - Anping - Behai - Garden Night Market - Kokinga museum                                                       |                |                   |                                                                                |                                                                                |                                                                                |                                                                                |                                                                                |                   |
| Etapa 9: Taiwan             | Tainan | Yizhong Street | Charlotte Park    | -                                                                              | Jiji Wuchang temple                                                            | Puli                                                                           | Yuchi                                                                          | Shuel-Li                                                                       | Taichung          |
| Etapa 9: Taiwan             | Cursa pentru ultima șansă: Taichung: Taichung Park - Rainbow Village - Rongbaoju - Electronics Street - Fengle Sculpture Park - Taichung Park                              |                |                   |                                                                                |                                                                                |                                                                                |                                                                                |                                                                                |                   |
| Etapa 10: Taiwan            | Taichung | -              | Quanhua Temple    | Daxi District - Cihu Mausoleum - Fude Temple - Wanli - New Taipei - Taipei 101 | Daxi District - Cihu Mausoleum - Fude Temple - Wanli - New Taipei - Taipei 101 | Daxi District - Cihu Mausoleum - Fude Temple - Wanli - New Taipei - Taipei 101 | Daxi District - Cihu Mausoleum - Fude Temple - Wanli - New Taipei - Taipei 101 | Daxi District - Cihu Mausoleum - Fude Temple - Wanli - New Taipei - Taipei 101 | Taipei            |
| Etapa 10: Taiwan            | Finala: Taipei: Taipei City Council - Lin An Tai - Dihua Street - Bitan - Raoche Night Market - Grand Hotel Taipei - Shilin Cixian Temple - Duck House - Punctul victoriei |                |                   |                                                                                |                                                                                |                                                                                |                                                                                |                                                                                |                   |

### Sezonul 4
| Etapa și Țara destinațiilor | Traseu | Traseu             | Traseu         | Traseu                                                                                                 | Traseu                                                                                                 | Traseu                                                                                                 | Traseu                                                                                                 | Traseu                                                                                                 | Traseu                                                            |
| Etapa și Țara destinațiilor | Start: | Misiune:           | Prima amuletă: | Misiune:                                                                                               | Prima imunitate:                                                                                       | Misiune:                                                                                               | A doua amuletă:                                                                                        | Misiune:                                                                                               | A doua imunitate:                                                 |
| --------------------------- | --- | ------------------ | -------------- | --- | --- | --- | --- | --- | ----------------------------------------------------------------- |
| Etapa 1: Turcia             | Edirne | Kirkipinar Evi     | Canakkale      | - | Assos                                                                                                  | Alibey Adassi                                                                                          | Cunda Island                                                                                           | Susurluk                                                                                               | Istanbul                                                          |
| Etapa 1: Turcia             | Cursa pentru ultima șansă: Istanbul: Beyazıt Square - Galata Bridge - German Fountain - Eminönü - Colakoglu Simit - Ortaköy - Grand Bazaar - Beyazıt Square            |                    |                | | | | | |                                                                   |
| Etapa 2: Turcia             | Istanbul | Eskihisar Topcular | Bursa          | Kutahya                                                                                                | Aizanoi                                                                                                | Denizli                                                                                                | Pamukkale                                                                                              | Aydın                                                                                                  | İzmir                                                             |
| Etapa 2: Turcia             | Cursa pentru ultima șansă: İzmir & Kușadası: Selçuk - Belevi Village - Barutcu Village - Ayasuluk Hill - Kușadası - Selçuk                                             |                    |                | | | | | |                                                                   |
| Etapa 3: Turcia             | Kușadası | Lacul Bafa         | Dalyan         | Kayaköy                                                                                                | Ölüdeniz Beach                                                                                         | Patara Beach                                                                                           | Ölüdeniz Beach                                                                                         | Fethiye                                                                                                | Isparta                                                           |
| Etapa 3: Turcia             | Cursa pentru ultima șansă: Isparta: Isparta Merkez - Gümüșgün - Gönen - Güneykent - Senirkent - Muzeul Isparta - Isparta Merkez                                        |                    |                | | | | | |                                                                   |
| Etapa 4: Turcia             | Isparta | Eğirdir            | Konya          | - | Gulsehir                                                                                               | Dalton Kardeșler                                                                                       | Uçhisar Castle                                                                                         | Avanos                                                                                                 | Ürgüp                                                             |
| Etapa 4: Turcia             | Cursa pentru ultima șansă: Nevşehir (Cappadocia): Muzeul Zelve - Avanos Market - Uçhisar - Özkonak underground city - Göreme - Muzeul Zelve                            |                    |                | | | | | |                                                                   |
| Etapa 5: Turcia             | Tokat | Tokat Park         | Niksar         | Fatsa                                                                                                  | Yason Kilisesi                                                                                         | Ordu                                                                                                   | Güneș Köyü Ketaș                                                                                       | Beșikdüzü                                                                                              | Trabzon                                                           |
| Etapa 5: Turcia             | Cursa pentru ultima șansă: Trabzon: Zagnos Valley Park - Akcaabat - Tabakhane Bridge - Söğütlü Stadium - Yesilcam Postane - Zagnos Valley Park                         |                    |                | | | | | |                                                                   |
| Etapa 6: Georgia            | Zugdidi | Zugdidi Market     | Mestia         | - | Zhamushi                                                                                               | Chvabiani                                                                                              | Ushguli                                                                                                | Tsageri                                                                                                | Kutaisi                                                           |
| Etapa 6: Georgia            | Cursa pentru ultima șansă: Kutaisi: Gelati Monastery - Kutaisi Green Bazaar - Tskaltubo - Okros Chardakhi - Gelati Monastery                                           |                    |                | | | | | |                                                                   |
| Etapa 7: Georgia            | Kutaisi | Ciatura            | Tkemlovana     | - | Borjomi Park                                                                                           | Gori                                                                                                   | Uplistsikhe                                                                                            | Mțheta                                                                                                 | Tbilisi                                                           |
| Etapa 7: Georgia            | Cursa pentru ultima șansă: Tbilisi: Chronicle of Georgia - Gulo's Thermal Spa - Tone Bakery - Eliava Market - Chronicle of Georgia                                     |                    |                | | | | | |                                                                   |
| Etapa 8: Iordania           | Wadi Rum | -                  | Aqaba Fortress | - | Petra                                                                                                  | Kerak Castle                                                                                           | Marea Moartă - Madaba - Ajloun - As-Salt - Irbid - Jerash - Amman                                      | Marea Moartă - Madaba - Ajloun - As-Salt - Irbid - Jerash - Amman                                      | Marea Moartă - Madaba - Ajloun - As-Salt - Irbid - Jerash - Amman |
| Etapa 8: Iordania           | Cursa pentru ultima șansă: Amman: Roman Theatre - Souq Assoukar - Al Thaqafi Street - Roman Theatre - Beit Sitti - Downtown Amman - Roman Theatre                      |                    |                | | | | | |                                                                   |
| Etapa 9: Israel             | Nazaret | Tiberias           | Bar'am         | Betzet - Akhziv Beach - Acra - Isfiya - Haifa - Zihron Yaakov - Caesarea - Netania - Herzliya - Habima | Betzet - Akhziv Beach - Acra - Isfiya - Haifa - Zihron Yaakov - Caesarea - Netania - Herzliya - Habima | Betzet - Akhziv Beach - Acra - Isfiya - Haifa - Zihron Yaakov - Caesarea - Netania - Herzliya - Habima | Betzet - Akhziv Beach - Acra - Isfiya - Haifa - Zihron Yaakov - Caesarea - Netania - Herzliya - Habima | Betzet - Akhziv Beach - Acra - Isfiya - Haifa - Zihron Yaakov - Caesarea - Netania - Herzliya - Habima | Tel Aviv                                                          |
| Etapa 9: Israel             | Finala: Tel Aviv & Ierusalim: Jaffa - Rabin - Dizengoff - Rothschild - Jerusalem Beach - Fauda Base - Zidul Plângerii - Mahane Market - David Hotel - Turnul lui David |                    |                | | | | | |                                                                   |

### Sezonul 5
| Etapa și Țara destinațiilor | Traseu | Traseu                            | Traseu         | Traseu                                                                                 | Traseu                                                                                 | Traseu                                                                                 | Traseu                                                                                 | Traseu                                                                                 | Traseu                                    |
| Etapa și Țara destinațiilor | Start: | Misiune:                          | Prima amuletă: | Misiune:                                                                               | Prima imunitate:                                                                       | Misiune:                                                                               | A doua amuletă:                                                                        | Misiune:                                                                               | A doua imunitate:                         |
| --------------------------- | --- | --------------------------------- | -------------- | -------------------------------------------------------------------------------------- | -------------------------------------------------------------------------------------- | -------------------------------------------------------------------------------------- | -------------------------------------------------------------------------------------- | -------------------------------------------------------------------------------------- | ----------------------------------------- |
| Etapa 1: Mexic              | Querétaro | San Miguel                        | Guanajuato     | León                                                                                   | Pénjamo                                                                                | -                                                                                      | Irapuato                                                                               | Querétaro:Plazade la Constitución - Cerro                                              | Querétaro:Plazade la Constitución - Cerro |
| Etapa 1: Mexic              | Cursa pentru ultima șansă: Bernal & Querétaro: Parque Bernal - Peña - Mirador Arcos - Plaza de Armas - Barrio Nuevo - Parque Bernal                                                 |                                   |                |                                                                                        |                                                                                        |                                                                                        |                                                                                        |                                                                                        |                                           |
| Etapa 2: Mexic              | Querétaro | Jerécuaro                         | Yuriria        | Pátzcuaro                                                                              | Morelia                                                                                | -                                                                                      | Zinapécuaro                                                                            | Toluca de Lerdo                                                                        | Mexico City                               |
| Etapa 2: Mexic              | Cursa pentru ultima șansă: Mexico City: Parque Bombilla - Mercado San Angel - Parque Recreativo - Garibaldi - Tianguis - Coyoacán - Parque Bombilla                                 |                                   |                |                                                                                        |                                                                                        |                                                                                        |                                                                                        |                                                                                        |                                           |
| Etapa 3: Mexic              | Mexico City | Coyoacán                          | Xochimilco     | Cuernavaca                                                                             | Coahuitlán                                                                             | Ciudad Ayala                                                                           | Cuautla                                                                                | Atlixco                                                                                | Puebla                                    |
| Etapa 3: Mexic              | Cursa pentru ultima șansă: Puebla: Monumento la Victoria - Sky Bridge - Mercado La Victoria - Zócalo - Bugambilias - Monumento la Victoria                                          |                                   |                |                                                                                        |                                                                                        |                                                                                        |                                                                                        |                                                                                        |                                           |
| Etapa 4: Mexic              | Puebla | Orizaba                           | Córdoba        | Veracruz                                                                               | San Andrés                                                                             | -                                                                                      | Catemaco                                                                               | Acayucan                                                                               | Villahermosa                              |
| Etapa 4: Mexic              | Cursa pentru ultima șansă: Villahermosa: Parque Garrido - Mercado Pino Suárez - Mercado Gregorio Mendez - Plaza de Armas - Parque Garrido                                           |                                   |                |                                                                                        |                                                                                        |                                                                                        |                                                                                        |                                                                                        |                                           |
| Etapa 5: Guatemala          | Tikal | Flores Parque                     | San Benito     | Dolores - Livingston                                                                   | Castle San Felipe                                                                      | -                                                                                      | Lanchas Colectivas                                                                     | Quiriguá - Guastatoya                                                                  | Guatemala City                            |
| Etapa 5: Guatemala          | Cursa pentru ultima șansă: Guatemala City: Museo Nacional - Plaza de la Constitución - Mapa del relieve - Parque Colón - Iglesia Francisco - Museo Nacional                         |                                   |                |                                                                                        |                                                                                        |                                                                                        |                                                                                        |                                                                                        |                                           |
| Etapa 6: Guatemala          | Guatemala City | San Pedro                         | Sumpango       | Chichicastenango                                                                       | Chichicastenango                                                                       | Santo Tomás                                                                            | Panajachel                                                                             | Sololá                                                                                 | Antigua                                   |
| Etapa 6: Guatemala          | Cursa pentru ultima șansă: Antigua: Tanque La Unión - Plazuela San Filip - Cerro de la Cruz - Downtown - Finca Carmona - Central Plazuela - Tanque La Unión                         |                                   |                |                                                                                        |                                                                                        |                                                                                        |                                                                                        |                                                                                        |                                           |
| Etapa 7: Columbia           | Bogota | Zipaquirá                         | Zipaquirá      | Ubaté - Chiquinquirá                                                                   | Ráquira                                                                                | -                                                                                      | Villa de Leyva                                                                         | Sáchica - Tunja                                                                        | Paipa                                     |
| Etapa 7: Columbia           | Cursa pentru ultima șansă: Boyacá: Paipa Hotel Sochagota - Nobsa Main Square - Duitama - Paipa Main Square - Paipa Hotel Sochagota                                                  |                                   |                |                                                                                        |                                                                                        |                                                                                        |                                                                                        |                                                                                        |                                           |
| Etapa 8: Columbia           | Duitama | Moniquirá                         | Barbosa        | Socorro - Barichara                                                                    | Guane                                                                                  | -                                                                                      | San Gil                                                                                | Chicamocha Park                                                                        | Bucaramanga                               |
| Etapa 8: Columbia           | Cursa pentru ultima șansă: Bucaramanga: Cigarras Park - Parque Principal - Parque de los Ninos - Piedecuesta - Floridablanca Park - Cigarras Park                                   |                                   |                |                                                                                        |                                                                                        |                                                                                        |                                                                                        |                                                                                        |                                           |
| Etapa 9: Columbia           | Mompox | El difícil                        | Bosconia       | Valledupar                                                                             | Patillal                                                                               | San Juan del Cesar                                                                     | San Juan del Cesar                                                                     | Fonseca                                                                                | Riohacha                                  |
| Etapa 9: Columbia           | Cursa pentru ultima șansă: Riohacha: Parque Nicolás - Rancheria San Tropel - Rancheria Pirruwaitama - Rancheria Puerto Chentico - Parque Nicolás                                    |                                   |                |                                                                                        |                                                                                        |                                                                                        |                                                                                        |                                                                                        |                                           |
| Etapa 10: Columbia          | Riohacha: Malecon - Mercado Viejo | Riohacha: Malecon - Mercado Viejo | Santa Marta    | Barranquilla - El Totumo - Luruaco - Calamar - San Cayetano - Monumento a Blas de Lezo | Barranquilla - El Totumo - Luruaco - Calamar - San Cayetano - Monumento a Blas de Lezo | Barranquilla - El Totumo - Luruaco - Calamar - San Cayetano - Monumento a Blas de Lezo | Barranquilla - El Totumo - Luruaco - Calamar - San Cayetano - Monumento a Blas de Lezo | Barranquilla - El Totumo - Luruaco - Calamar - San Cayetano - Monumento a Blas de Lezo | Cartagena                                 |
| Etapa 10: Columbia          | Finala: Cartagena: Cafe del Mar - San Pedro Plaza - Getsemani - Puerta Reloj - Bóvedas - Museo Rafael Núñez - La Boquilla - Palace Inquisition - Hotel Caribe - Castillo San Felipe |                                   |                |                                                                                        |                                                                                        |                                                                                        |                                                                                        |                                                                                        |                                           |

### Sezonul 6
| Etapa și Țara destinațiilor | Traseu | Traseu                     | Traseu          | Traseu                                                                                            | Traseu                                                                                            | Traseu                                                                                            | Traseu                                                                                            | Traseu                                   | Traseu |
| Etapa și Țara destinațiilor | Start: | Misiune:                   | Prima amuletă:  | Misiune:                                                                                          | Prima imunitate:                                                                                  | A doua amuletă:                                                                                   | Misiune:                                                                                          | A doua imunitate:                        |        |
| --------------------------- | --- | -------------------------- | --------------- | ------------------------------------------------------------------------------------------------- | ------------------------------------------------------------------------------------------------- | ------------------------------------------------------------------------------------------------- | ------------------------------------------------------------------------------------------------- | ---------------------------------------- | ------ |
| Etapa 1: Columbia           | Medellín | Comuna 13 - La Meseta      | Bello           | Itagüí - Amagá                                                                                    | Fredonia                                                                                          | La Pintada                                                                                        | Manizales:Coca - Monumento Colonizadores                                                          | Manizales:Coca - Monumento Colonizadores |        |
| Etapa 1: Columbia           | Cursa pentru ultima șansă: Manizales: Ecoparque Los Yarumos - Plaza Toros - Torre Chiprem - Store Mustafa - Finca la Florida - Mercado Manizales - Ecoparque Los Yarumos                          |                            |                 |                                                                                                   |                                                                                                   |                                                                                                   |                                                                                                   |                                          |        |
| Etapa 2: Columbia           | Manizales | Villamaría - Chinchiná     | Pereira         | Filandia - Salento                                                                                | Cocora Valley                                                                                     | Circasia                                                                                          | Bugalagrande - Buga                                                                               | Cali                                     |        |
| Etapa 2: Columbia           | Cursa pentru ultima șansă: Cali: Teatro El Mulato Cabaret - Finca La Poderosa - Parque La Flora- Río Park - Monumento Maceta - Equestrian statue - Teatro El Mulato Cabaret                       |                            |                 |                                                                                                   |                                                                                                   |                                                                                                   |                                                                                                   |                                          |        |
| Etapa 3: Columbia           | Cali | Puerto Tejada - Villarrica | Quilichao       | Silva - Piendamó                                                                                  | Popayán                                                                                           | Popayán                                                                                           | Timbío - Rosas                                                                                    | El Bordo                                 |        |
| Etapa 3: Columbia           | Cursa pentru ultima șansă: Pasto: Plaza del Carnaval - Laguna de la Cocha - Mercado El Potrerillo - Plaza del Carnaval                                                                            |                            |                 |                                                                                                   |                                                                                                   |                                                                                                   |                                                                                                   |                                          |        |
| Etapa 4: Ecuador            | Ibarra | Peguche Waterfall          | Otavalo         | Cayambe - Guayllabamba                                                                            | Quito                                                                                             | Quito                                                                                             | Machachi                                                                                          | Ambato                                   |        |
| Etapa 4: Ecuador            | Cursa pentru ultima șansă: Ambato: Parque de Las Flores - Comite Permanente De La FFF - Nevado Roses - Izamba Central Park - Parque de Las Flores                                                 |                            |                 |                                                                                                   |                                                                                                   |                                                                                                   |                                                                                                   |                                          |        |
| Etapa 5: Ecuador            | Ambato | Salasaca - Baños           | Ukuy Wasi       | Guayusa Runa - Puyo                                                                               | Baños                                                                                             | Baños                                                                                             | Pelileo - Mocha                                                                                   | Riobamba                                 |        |
| Etapa 5: Ecuador            | Cursa pentru ultima șansă: Riobamba: Plaza Roja - San Andres - Colta - Mercado De Merced - Vital Animals Clínca - Parque LIneal Chibunga - Plaza Roja                                             |                            |                 |                                                                                                   |                                                                                                   |                                                                                                   |                                                                                                   |                                          |        |
| Etapa 6: Ecuador            | Riobamba | Guamote - Tixan            | Chunchi         | Cañar Canton                                                                                      | Cuenca                                                                                            | Cuenca                                                                                            | Pancho Negro                                                                                      | Guayaquil                                |        |
| Etapa 6: Ecuador            | Cursa pentru ultima șansă: Guayaquil: Hemiciclo De La Rotonda - La perla - Muelle Molinera - Mercado Caraguay - La Bahia - Parque Seminario - Hemiciclo De La Rotonda                             |                            |                 |                                                                                                   |                                                                                                   |                                                                                                   |                                                                                                   |                                          |        |
| Etapa 7: Ecuador            | Guayaquil | San Isidro                 | Playas          | Salinas - San Pablo                                                                               | Montañita                                                                                         | Olon                                                                                              | Santa Marianita                                                                                   | Manta                                    |        |
| Etapa 7: Ecuador            | Cursa pentru ultima șansă: Manta & Montecristi: Centro Cívico Ciudad Alfaro - Parque Central Montecristi - El Murcielago - Parque Madre - Centro Cívico Ciudad Alfaro                             |                            |                 |                                                                                                   |                                                                                                   |                                                                                                   |                                                                                                   |                                          |        |
| Etapa 8: Argentina          | Tucumán | Termas de Río Hondo        | Santiago Estero | Guanaco Sombriana                                                                                 | Villa Ojo                                                                                         | Cerro colorado                                                                                    | Jesús María                                                                                       | Córdoba                                  |        |
| Etapa 8: Argentina          | Cursa pentru ultima șansă: Córdoba: Plaza Colon - La Mona Museobar - Sarmiento Park - Entre Rios - Facultad de derecho - Plaza de la Intendencia - Plaza Colon                                    |                            |                 |                                                                                                   |                                                                                                   |                                                                                                   |                                                                                                   |                                          |        |
| Etapa 9: Argentina          | Córdoba | Monte Cristo - Santa Rosa  | Miramar         | Criadero Nutrias - Sunchales                                                                      | Rafaela                                                                                           | Esperanza                                                                                         | Franck                                                                                            | Santa Fe                                 |        |
| Etapa 9: Argentina          | Cursa pentru ultima șansă: Santa Fe: Plaza De La Tres Culturas - Cervecería - La Montserrat Bakery - Titch's Hut - Plaza De La Tres Culturas                                                      |                            |                 |                                                                                                   |                                                                                                   |                                                                                                   |                                                                                                   |                                          |        |
| Etapa 10: Argentina         | Santa Fe | Rosario                    | Rosario         | San Nicolás - Baradero - Lima - Zárate - Luján - General Rodríguez - Cañuelas - Ezeiza - Obelisco | San Nicolás - Baradero - Lima - Zárate - Luján - General Rodríguez - Cañuelas - Ezeiza - Obelisco | San Nicolás - Baradero - Lima - Zárate - Luján - General Rodríguez - Cañuelas - Ezeiza - Obelisco | San Nicolás - Baradero - Lima - Zárate - Luján - General Rodríguez - Cañuelas - Ezeiza - Obelisco | Buenos Aires                             |        |
| Etapa 10: Argentina         | Finala: Buenos Aires: Plaza de Mayo - Plaza Congreso - San Telmo - Caminito - Feria Mataderos - The Break Club - Bar Sur - Barrancas - Hotel Presidente - Plazoleta Lola - Metropolitan Cathedral |                            |                 |                                                                                                   |                                                                                                   |                                                                                                   |                                                                                                   |                                          |        |

### Sezonul 7
| Etapa și Țara destinațiilor | Traseu | Traseu                     | Traseu          | Traseu | Traseu | Traseu | Traseu | Traseu            | Traseu |
| Etapa și Țara destinațiilor | Start: | Misiune:                   | Prima amuletă:  | Misiune: | Prima imunitate: | A doua amuletă: | Misiune: | A doua imunitate: |        |
| --------------------------- | --- | -------------------------- | --------------- | --- | --- | --- | --- | ----------------- | ------ |
| Etapa 1: Thailanda          | Chiang Rai | Mae Yao - Union Hill Tribe | Choui Fong Tea  | Mae Chan - Wat Huay - Wat Rong                                                                                         | Wat Song Khwae | Si Dong Yen | Mae Rim | Chiang Mai        |        |
| Etapa 1: Thailanda          | Cursa pentru ultima șansă: Chiang Mai: Wat Lok Moli - Mueang - Wat Phra That Doi Saket - Umbrella Making Centre - Baan Thai Lanna Massage - Tha Phae Gat - Wat Lok Moli                              |                            |                 | | | | |                   |        |
| Etapa 2: Thailanda          | Chiang Mai | Ban Pong - Lamphun         | Hang Chat       | Ban Dong - Mae Pang | Phrae | Si Satchanalai | Sukhothai Park | Phitsanulok       |        |
| Etapa 2: Thailanda          | Cursa pentru ultima șansă: Phitsanulok: Chan Palace - Wat Pak Ping Tawan Tok - Wat Nimit Thammaram - Wat Nang Phaya - Railway Station Night Market - Chan Palace                                     |                            |                 | | | | |                   |        |
| Etapa 3: Thailanda          | Khek Noi | Phetchabun                 | Bueng Sam Phan  | Lamnarai Market - San Phra Kan                                                                                         | Lopburi | Ayutthaya | Wat Chaiwattha | Bangkok           |        |
| Etapa 3: Thailanda          | Cursa pentru ultima șansă: Bangkok: Wat Kanlayanamit - Wat Saket - Giant Swing - Yodpiman Flower Market - Khaosan Road - Talat Noi - Chinatown - Wat Kanlayanamit                                    |                            |                 | | | | |                   |        |
| Etapa 4: Thailanda          | Bangkok | Districtul Hua Hin         | Sam Roy Yot     | Ao Noi Beach - Ban Krut Lagoon                                                                                         | Wat Thang Sai | Pathio | Chumphon | Surat Thani       |        |
| Etapa 4: Thailanda          | Cursa pentru ultima șansă: Surat Thani: Wat Sai - City Pillar Shrine - Kanchanadit - Wat Khao Phra Nim - Khlong Sai Training Monkey School - Lottery Shop - Wat Sai                                  |                            |                 | | | | |                   |        |
| Etapa 5: Malaysia           | Alor Setar | Merbok                     | George Town     | Teluk Kumbar - Balik - Bagan Serai                                                                                     | Taiping | Kuala Sepetang | Kuala Kangsar | Ipoh              |        |
| Etapa 5: Malaysia           | Cursa pentru ultima șansă: Ipoh: Dataran Bandaraya - Pasar Besar - Lost World of Tambun - Seenivasagam Recreational Park - Gerbang Malam - Dataran Bandaraya                                         |                            |                 | | | | |                   |        |
| Etapa 6: Malaysia           | Ipoh | Cameron Highlands          | Tanah Rata      | Tapah - Petai Lane - Teluk Intan                                                                                       | Bagan Datuk | Sekinchan | Kuala Selangor | Kuala Lumpur      |        |
| Etapa 6: Malaysia           | Cursa pentru ultima șansă: Kuala Lumpur: Titiwangsa Park - Kompleks Kraf - Brickfields - Batu Caves - Petaling Street - Menara Tower - Central Square - Pavilion Crystal Fountain - Titiwangsa Park  |                            |                 | | | | |                   |        |
| Etapa 7: Malaysia           | Carey Island | Seremban                   | Seri Menanti    | Kuala Pilah - Alor Gajah - Malacca                                                                                     | Batu Pahat | Tanjung Emas Muar | Pekan Nanas | Johor Bahru       |        |
| Etapa 7: Malaysia           | Cursa pentru ultima șansă: Johor Bahru: Zarith Sofiah Opera House - Pasir Gudang - Dataran Iskandar Puteri - Legoland - Lido Beach - Kampung Orang Asli Bakar - Zarith Sofiah Opera House            |                            |                 | | | | |                   |        |
| Etapa 8: Indonezia          | Bandung | Cikareumbi                 | Garut           | Salawu | Tasikmalaya | Purwaharja | Banyumas | Yogyakarta        |        |
| Etapa 8: Indonezia          | Cursa pentru ultima șansă: Yogyakarta: Ngasem Plaza - Mie Lethek Garuta Noodle Factory - Pasty Animal Market - Warung Kuliner Extrim - Ngasem Plaza                                                  |                            |                 | | | | |                   |        |
| Etapa 9: Indonezia          | Yogyakarta | Klaten - Sragen            | Surakarta       | Sekuh - Seni Wayang Kulit                                                                                              | Magetan | Ponorogo | Jombang | Surabaya          |        |
| Etapa 9: Indonezia          | Cursa pentru ultima șansă: Surabaya: Heroes Monument - Pasar Kapasan - Commercial Centre Point - Jalan Raya Karang Asem - Pasar Ikan Pabean - Heroes Monument                                        |                            |                 | | | | |                   |        |
| Etapa 10: Indonezia         | Sidoarjo | Jodipan Colorful Village   | Bromo           | Probolinggo | Lumajang | Bondowoso | Glenmore | Banyuwangi        |        |
| Etapa 10: Indonezia         | Cursa pentru ultima șansă: Banyuwangi: Padang Pasir Beach - Sulfur Processing Plant - Kampung Adat Jopuro - Jagir Waterfall - Kantor Desa Kemiren - Taman Blambangan - Padang Pasir Beach            |                            |                 | | | | |                   |        |
| Etapa 11: Indonezia         | Bali | Sumber Klampok - Lovina    | Lake Tamblingan | Pancasari - Singaraja - Bukti - Abang - Tirta - Antiga Kelod - Bugbug - Segara Windhu - Mengening - Abian Desa - Gajah | Pancasari - Singaraja - Bukti - Abang - Tirta - Antiga Kelod - Bugbug - Segara Windhu - Mengening - Abian Desa - Gajah | Pancasari - Singaraja - Bukti - Abang - Tirta - Antiga Kelod - Bugbug - Segara Windhu - Mengening - Abian Desa - Gajah | Pancasari - Singaraja - Bukti - Abang - Tirta - Antiga Kelod - Bugbug - Segara Windhu - Mengening - Abian Desa - Gajah | Bali              |        |
| Etapa 11: Indonezia         | Finala: Bali: Dempasar - Plaja Kuta - Templul Uluwatu - Plaja Pandawa - Bintang Beach Club - Segara Watersports - Sanur - Kedonganan Beach - Banjar Teba Jimbaran - Prama Sanur Hotel - Bajra Sandhi |                            |                 | | | | |                   |        |

## Locurile echipelor

### Sezonul 1
| Echipe                                 |
| -------------------------------------- |
| Raluka și Ana Baniciu                  |
| Liviu Vârciu și Andrei Ștefănescu      |
| Daniela Crudu și Vica Blochina         |
| Lora și Ionuț Ghenu                    |
| Dorian Popa și Luminița Popa           |
| Cătălin Moroșanu și Claudiu Moroșanu   |
| Marian Drăgulescu și Corina Drăgulescu |

- Legendă

| Echipa câștigătoare a sezonului |

| Echipa finalistă |

| Echipa semifinalistă |

| Echipe eliminate |

### Sezonul 2
| Echipe                                    |
| ----------------------------------------- |
| CRBL și Oase                              |
| Ruby și Robert Grigoriță                  |
| Cocuța și Bogdan Boantă                   |
| Șerban Copoț și George Vintilă            |
| Ana Morodan și Adrian Teleșpan            |
| Jojo și Paul Ipate                        |
| Anca Sigartău și Teodor Abaab             |
| Iuliana Luciu și Margherita de la Clejani |
| Bianca Drăgușanu și Oana Drăgușanu        |

- Legendă

| Echipa câștigătoare a sezonului |

| Echipa de pe locul 2 |

| Echipa de pe locul 3 |

| Echipe eliminate |

| Echipe retrase |

### Sezonul 3
| Echipe                            |
| --------------------------------- |
| Răzvan Fodor și Sorin Bontea      |
| Speak și Ștefania                 |
| Adda și Cătălin Rizea             |
| Alexandru Abagiu și Radu Vlăduț   |
| Alina Ceușan și Carmen Grebenișan |
| Florin Ristei și Dan Ristei       |
| Maria Buză și Lia Bugnar          |
| Alex Velea și Mario Fresh         |
| Nico și Alexandra Matei           |

- Legendă

| Echipa câștigătoare a sezonului |

| Echipa de pe locul 2 |

| Echipa de pe locul 3 |

| Echipe eliminate |

### Sezonul 4
| Echipe                                  |
| --------------------------------------- |
| Mihai Petre și Elwira Petre             |
| Cuza și Emi                             |
| Lidia Buble și Estera Buble             |
| Cosmin Natanticu și Eliza Natanticu     |
| Adriana Trandafir și Maria Speranța     |
| Patrizia Paglieri și Francesco Paglieri |
| Mihai Dan Zarug și Lorelei Bratu        |
| Connect-R și Shift                      |
| Alexandra Ungureanu și Anca Ungureanu   |

- Legendă show

| Echipa câștigătoare a sezonului |

| Echipa de pe locul 2 |

| Echipa de pe locul 3 |

| Echipe eliminate |

### Sezonul 5
| Echipe                               |
| ------------------------------------ |
| Cătălin Bordea și Nelu Cortea        |
| Andreea Antonescu și Andreea Bălan   |
| Cătălin Scărlătescu și Doina Teodoru |
| Jean Gavril și Dinu Gavril           |
| Puya și Melinda Gărdescu             |
| Bianca Adam și Mihaela Adam          |
| Ovidiu Buta și Joaquin Bonilla       |
| Bruja și Pufeh                       |
| Diana Bulimar și Larisa Iordache     |

- Legendă show

| Echipa câștigătoare a sezonului |

| Echipa de pe locul 2 |

| Echipa de pe locul 3 |

| Echipe eliminate |

### Sezonul 6
| Echipe                            |
| --------------------------------- |
| Sânziana Negru și Laura Giurcanu  |
| Alexia Eram și Aris Eram          |
| Giulia Anghelescu și Vlad Huidu   |
| Romică Țociu și Cătălin Țociu     |
| Iulia Albu și Mihai Alexandru     |
| Ada Galeș și Antoneta Galeș       |
| Iuliana Pepene și Sonia Simionov  |
| Ionuț Rusu și George Tănase       |
| Cleopatra Stratan și Edward Sanda |

- Legendă show

| Echipa câștigătoare a sezonului |

| Echipa de pe locul 2 |

| Echipa de pe locul 3 |

| Echipe eliminate |

### Sezonul 7
| Echipe                              |
| ----------------------------------- |
| Sorin Brotnei și Nicolai Tand       |
| Ioana State și Mane Voicu           |
| Carmen Negoiță și Andreea Perețeanu |
| Mihai Găinușă și Oana Paraschiv     |
| Anca Țurcașiu și Andreea Samson     |
| Adi Nartea și Cosmin Vîjeu          |
| Victor Slav și Selina               |
| Andrei Ursu și Vlad Condurache      |
| Betty Salam și Cătălin Vișănescu    |

- Legendă show

| Echipa câștigătoare a sezonului |

| Echipa de pe locul 2 |

| Echipa de pe locul 3 |

| Echipe eliminate |

### Sezonul 8
| Echipe                             |
| ---------------------------------- |
| Alina Pușcău și Cristina Postu     |
| Anda Adam și Joseph Mohaci         |
| Catinca Roman și Calina Roman      |
| Emil Rengle și Alejandro Fernandez |
| Raluca Bădulescu și Florin Stamin  |
| Karmen Minune și Olga Barcari      |
| Gabriel Tamaș și Dan Alexa         |
| Serghei Mizil și Mara Bănică       |
| Ștefan Floroaica și Alexandru Ion  |

- Legendă show

| Echipa câștigătoare a sezonului |

| Echipa de pe locul 2 |

| Echipa de pe locul 3 |

| Echipe eliminate |

| Fără informații |

## Versiuni internaționale
Difuzează un sezon nou
     Planifică un sezon nou
     Fără informații
     Nu planifică un sezon nou

| Nume                                                            | Țară                              | Prezentator | Traseu și țări vizitate | Canal                                                                          | Site                                                                 |
| --------------------------------------------------------------- | --------------------------------- | --- | --- | ------------------------------------------------------------------------------ | -------------------------------------------------------------------- |
| Peking Express                                                  | Olanda Belgia (Flandra)           | Ernst-Paul Hasselbach (2004) Roos Van Acker (2004-2008) Art Rooijakers (2005-2008) Sol Wortelboer (2012) Sean Dhondt (2017) Rik van de Westelaken (2017)   | 2004: Moscova – Beijing 2005: Beijing – Mumbai 2006: Rach Gia – Lhasa 2006: Gangotri – Kochi 2007: Rio de Janeiro – Lima 2008: Ciudad de México – Caracas 2012: Seoul – Manila 2017: Hạ Long – Angkor Wat | NET 5 (2004-2017) VT4 (2004-2008) Q2 (2017)                                    | Site oficial Belgia                                                  |
| Peking Express(2005) Star Race(2012)                            | Germania                          | Patrice Bouédibéla (2005) Roberta Brandao (2012) | 2005: Moscova – Beijing 2012: Bolinao – Manila | RTL                                                                            |                                                                      |
| Pékin Express                                                   | Franța Belgia (Valonia) Luxemburg | Stéphane Rotenberg | 2006:Pskov – Beijing 2007: Beijing – Mumbai 2008: Rio de Janeiro – Lima 2009: Ha Long Bay – Bali 2010: Nueva Loja – Ushuaia 2010: Gangotri – Puducherry 2011: Cairo – Cape Town 2012: Seoul – Sydney 2013: Havana – Miami 2014: Lashio – Colombo 2018: Kuching – Tokyo 2019: Lacul Atitlan – Bogotá 2020: Moscova – Beijing 2021: Entebbe – Istanbul 2022: Song Kol – Dubai 2022: Negombo - Colombo 2023: La Paz – Rio de Janeiro 2024: Bali - Hanoi 2024: Agra - Delhi 2025: Lake Duluti - Johannesburg 2025: Shymkent - Astana 2026: ? - ? | M6 (2006-prezent) RTL Plug (2006-2012) RTL-TVI (2013-2020) RTL Club (din 2021) | Site oficial                                                         |
| Peking Express                                                  | Danemarca Suedia Norvegia         | Thomas Mygind Martin Björk Synnøve Skarbø | 2007: Moscova – Beijing | Kanal 5 Kanal 5 TVNorge                                                        | Site oficial Norvegia                                                |
| Pekín Express                                                   | Spania                            | Paula Vázquez (2008) Raquel Sánchez-Silva (2009–2010) Jesús Vázquez (2011) Cristina Pedroche (2015–2016) Miguel Ángel Muñoz (din 2024)                     | 2008: Pskov – Beijing 2009: Beijing – Mumbai 2010: Hanoi – Bali 2011: Valea Riftului – Cape Town 2015: Mandalay – Singapore 2016: Anuradhapura – Mumbai 2024: Cát Bà- Angkor Wat | Cuatro (2008–2011) Antena 3 (2015) laSexta (2016) HBO Max (2024)               | Site oficial (Cuatro) Site oficial (Antena 3) Site oficial (laSexta) |
| Dakar Fès Express                                               | Maroc                             | Hicham Mesrar | 2011: Dakar – Fes 2012: Wori – Manado | 2M                                                                             | Site oficial                                                         |
| A Grande Aventura                                               | Portugalia                        | Fernanda Serrano | 2012: Manado Tua – Manado | TVI                                                                            | Site oficial                                                         |
| Pékin Express                                                   | Belgia (Valonia)                  | Michel De Maegd | 2012: Wori – Manado | RTL                                                                            | Site oficial                                                         |
| Pechino Express                                                 | Italia                            | Emanuele Filiberto di Savoia (2012) Costantino della Gherardesca (2013– prezent) Enzo Miccio (2022-2023) Gianluca "Fru" Colucci(din 2024)                  | 2012: Haridwar – Beijing 2013: Hanoi – Bangkok 2014: Mandalay – Bali 2015: Quito – Rio de Janeiro 2016: Bogotá – Ciudad de México 2017: Pagbilao – Tokyo 2018: Tanger – Cape Town 2020: Ko Phra Thong – Seoul 2022: Uchisar – Dubai 2023: Mumbai - Angkor Wat 2024: Tam Cốc - Sigiriya 2025: El Nido - Kathmandu | Rai 2 (2012-2020) Sky Uno (din 2022) Now (din 2022)                            | Site oficial                                                         |
| Asia Express                                                    | Columbia                          | Ivan Lalinde | 2016: Hanoi – Bangkok | Caracol Televisión                                                             | Site oficial                                                         |
| Abandonados Asia                                                | Mexic                             | Paola Nuñez | 2016: Hanoi – Bangkok 2024: Chiang Rai - Kuala Lumpur | Azteca 7 (2016 Azteca Uno (din 2024)                                           | Site oficial                                                         |
| Azja Express(1-2, 5-6) Ameryka Express (3-4) Afryka Express (7) | Polonia                           | Agnieszka Woźniak-Starak (2016-2018) Daria Ładocha (2020-prezent)                                                                                          | 2016: Hanoi – Bangkok 2017: Sigiriya – Mumbai 2018: San Antonio de Ibarra – Cuzco 2020: Antigua – Cartagena 2023: Uchisar – Tașkent 2024: Lucena – Taipei 2025:Kilimanjaro - Nairobi | TVN                                                                            | Site oficial                                                         |
| Ázsia Expressz                                                  | Ungaria                           | Nóra Ördög | 2017: Hải Dương – Bangkok 2019: Negombo – Chiang Mai 2022: Aqaba - Tașkent 2023:Querétaro - Antigua 2024: Lucena - Taipei 2025: George Town - Bali | TV2                                                                            | Site oficial                                                         |
| Asia Express (1-4,7) America Express (5-6)                      | România                           | Gina Pistol (2018-2020) Marius Damian (2018, 2020-prezent) Liviu Vârciu (2019) Andrei Ștefănescu (2019) Ionuț Dongo (2020-2023) Irina Fodor (2021-prezent) | 2018: Hạ Long – Bangkok 2019: Negombo – Mumbai 2020: Lucena – Taipei 2021: Edirne – Ierusalim 2023: Santiago de Querétaro - Cartagena 2023: Medellín - Buenos Aires 2024: Chiang Rai - Bali 2025: Legazpi - Seul | Antena 1                                                                       | Site oficial                                                         |
| Asia Express                                                    | Grecia                            | Petros Polychronidis & Genevieve Mazari | 2022: Siem Reap– Bangkok | Star Channel                                                                   | Site oficial                                                         |
| פקין אקספרס                                                     | Israel                            | Oz Zehavi | 2024: Siem Reap - Bangkok | Channel 13                                                                     |                                                                      |
| TBA                                                             | Cehia                             | TBA | 2026: TBA - TBA | Prima                                                                          |                                                                      |

## Țări vizitate de diferite versiuni ale emisiunii
O etapă este formata din:
- 3 episoade in versiunile din: Romania(in sezonul 2 și 3)
- 4 episoade in versiunile din: Romania(in sezonul 4,5,6,7)
- 5 episoade in versiunea din: Ungaria și Israel
- 1 episod in restul versiunilor

| Țară vizitată         | Ediție și număr de etape            | Ediție și număr de etape | Ediție și număr de etape                          | Ediție și număr de etape      | Ediție și număr de etape | Ediție și număr de etape | Ediție și număr de etape | Ediție și număr de etape | Ediție și număr de etape            | Ediție și număr de etape | Ediție și număr de etape | Ediție și număr de etape | Ediție și număr de etape | Ediție și număr de etape | Ediție și număr de etape | Ediție și număr de etape | Ediție și număr de etape |
| Țară vizitată         | Olanda / Belgia                     | Germania                 | Franța / Belgia                                   | Norvegia / Suedia / Danemarca | Spania                   | Maroc                    | Belgia                   | Portugalia               | Italia                              | Mexic                    | Columbia                 | Polonia                  | Ungaria                  | Romania                  | Grecia                   | Israel                   | Cehia                    |
| --------------------- | ----------------------------------- | ------------------------ | ------------------------------------------------- | ----------------------------- | ------------------------ | ------------------------ | ------------------------ | ------------------------ | ----------------------------------- | ------------------------ | ------------------------ | ------------------------ | ------------------------ | ------------------------ | ------------------------ | ------------------------ | ------------------------ |
| Rusia                 | S1: 7 etape                         | S1: 7 etape              | S1: 7 etape S16: 3 etape                          | S1: 7 etape                   | S1: 7 etape              | -                        | -                        | -                        | -                                   | -                        | -                        | -                        | -                        | -                        | -                        | -                        | -                        |
| Mongolia              | S1: 3 etape                         | S1: 3 etape              | S1: 3 etape                                       | S1: 3 etape                   | S1: 3 etape              | -                        | -                        | -                        | -                                   | -                        | -                        | -                        | -                        | -                        | -                        | -                        | -                        |
| China                 | S1: 1 etape S2: 6 etape S3: 5 etape | S1: 2 etape              | S1: 2 etape S2: 6 etape S16: 3 etape              | S1: 2 etape                   | S1: 3 etape S2: 6 etape  | -                        | -                        | -                        | S1: 4 etape S8: 4 etape             | -                        | -                        | -                        | -                        | -                        | -                        | -                        | -                        |
| Nepal                 | S2: 1 etape                         | -                        | S2: 1 etape                                       | -                             | S2: 2 etape              | -                        | -                        | -                        | ST1: 2 etape S12: 3 etape           | -                        | -                        | -                        | -                        | -                        | -                        | -                        | -                        |
| India                 | S2: 5 etape S4: 9 etape.            | -                        | S2: 5 etape S6: 8 etape S10: 2 etape S19: 6 etape | -                             | S2: 5 etape S6: 9 etape  | -                        | -                        | -                        | S1: 4 etape S10:4 etape             | -                        | -                        | S2: 9 etape              | S2: 3 etape              | S2: 7 etape              | -                        | -                        | -                        |
| Vietnam               | S3: 2 etape S8: 4 etape             | -                        | S4: 2 etape S18: 3 etape                          | -                             | S3: 3 etape S7: 3 etape  | -                        | -                        | -                        | S2: 4 etape S11:4 etape             | S1: 2 etape              | S1: 2 etape              | S1: 4 etape              | S1: 2 etape              | S1: 4 etape S8: ? etape  | -                        | -                        | -                        |
| Cambodgia             | S3: 2 etape S8: 1 etape             | -                        | S4: 2 etape                                       | -                             | S3: 2 etape S7: 3 etape  | -                        | -                        | -                        | S2: 2 etape. S10:3 etape            | S1: 2 etape              | S1: 2 etape              | S1: 4 etape              | S1: 1 etape              | S1: 4 etape              | S1: 6 etape              | S1: 3 etape              | -                        |
| Laos                  | S3: 3 etape S8: 4 etape             | -                        | S4: 2 etape                                       | -                             | S3: 3 etape S7: 3 etape  | -                        | -                        | -                        | S2: 2 etape S11:2 etape             | S1: 2 etape              | S1: 2 etape              | S1: 4 etape              | S1: 2 etape              | S1: 4 etape              | S1: 6 etape              | S1: 2 etape              | -                        |
| Brazilia              | S5: 5 etape                         | -                        | S3: 5 etape S17:3 etape                           | -                             | -                        | -                        | -                        | -                        | S4: 2 etape                         | -                        | -                        | -                        | -                        | -                        | -                        | -                        | -                        |
| Bolivia               | S5: 4 etape                         | -                        | S3: 4 etape S17:4 etape                           | -                             | -                        | -                        | -                        | -                        | -                                   | -                        | -                        | -                        | -                        | -                        | -                        | -                        | -                        |
| Peru                  | S5: 3 etape                         | -                        | S3: 4 etape                                       | -                             | -                        | -                        | -                        | -                        | S4: 4 etape                         | -                        | -                        | S3: 8 etape              | -                        | -                        | -                        | -                        | -                        |
| Mexic                 | S6: 4 etape                         | -                        | S9: 5 etape                                       | -                             | -                        | -                        | -                        | -                        | S5: 3 etape                         | -                        | -                        | -                        | S4: 4 etape              | S5: 4 etape              | -                        | -                        | -                        |
| Nicaragua             | S6: 4 etape                         | -                        | -                                                 | -                             | -                        | -                        | -                        | -                        | -                                   | -                        | -                        | -                        | -                        | -                        | -                        | -                        | -                        |
| Venezuela             | S6: 4 etape                         | -                        | -                                                 | -                             | -                        | -                        | -                        | -                        | -                                   | -                        | -                        | -                        | -                        | -                        | -                        | -                        | -                        |
| Thailanda             | -                                   | -                        | S4: 3 etape                                       | -                             | S3: 2 etape              | -                        | -                        | -                        | S2: 2 etape S8: 4 etape S12:4 etape | S1: 2 etape S2: 4 etape  | S1: 2 etape              | S1: 1 etape              | S1: 1 etape S2: 2 etape  | S1: 4 etape S7: 4 etape  | S1: 10 etape             | S1: 5 etape              | -                        |
| Indonezia             | -                                   | -                        | S4: 3 etape S18: 4 etape                          | -                             | S3: 3 etape              | S2: 2 etape              | S1: 2 etape              | S1: 2 etape              | S3: 4 etape                         | -                        | -                        | -                        | -                        | S7: 4 etape              | -                        | -                        | -                        |
| Ecuador               | -                                   | -                        | S5: 3 etape                                       | -                             | -                        | -                        | -                        | -                        | S4: 4 etape                         | -                        | -                        | S3: 5 etape              | -                        | S6: 4 etape              | -                        | -                        | -                        |
| Chile                 | -                                   | -                        | S5: 3 etape                                       | -                             | -                        | -                        | -                        | -                        | -                                   | -                        | -                        | -                        | -                        | -                        | -                        | -                        | -                        |
| Argentina             | -                                   | -                        | S5: 6 etape                                       | -                             | -                        | -                        | -                        | -                        | -                                   | -                        | -                        | -                        | -                        | S6: 3 etape              | -                        | -                        | -                        |
| Egipt                 | -                                   | -                        | S7: 2 etape                                       | -                             | -                        | -                        | -                        | -                        | -                                   | -                        | -                        | -                        | -                        | -                        | -                        | -                        | -                        |
| Kenia                 | -                                   | -                        | S7: 3 etape                                       | -                             | S4: 5 etape              | -                        | -                        | -                        | -                                   | -                        | -                        | -                        | -                        | -                        | -                        | -                        | -                        |
| Tanzania              | -                                   | -                        | S7: 3 etape S20: 4 etape                          | -                             | S4: 5 etape              | -                        | -                        | -                        | S7: 5 etape                         | -                        | -                        | -                        | -                        | -                        | -                        | -                        | -                        |
| Lesotho               | -                                   | -                        | S7: 1 etape S20: 2 etape                          | -                             | -                        | -                        | -                        | -                        | -                                   | -                        | -                        | -                        | -                        | -                        | -                        | -                        | -                        |
| Africa de sud         | -                                   | -                        | S7: 3 etape S20: 4 etape                          | -                             | S4: 3 etape              | -                        | -                        | -                        | S7: 2 etape                         | -                        | -                        | -                        | -                        | -                        | -                        | -                        | -                        |
| Senegal               | -                                   | -                        | -                                                 | -                             | -                        | S1: 3 etape              | -                        | -                        | -                                   | -                        | -                        | -                        | -                        | -                        | -                        | -                        | -                        |
| Mauritania            | -                                   | -                        | -                                                 | -                             | -                        | S1: 1 etape              | -                        | -                        | -                                   | -                        | -                        | -                        | -                        | -                        | -                        | -                        | -                        |
| Maroc                 | -                                   | -                        | -                                                 | -                             | -                        | S1: 4 etape              | -                        | -                        | S7: 4 etape                         | -                        | -                        | -                        | -                        | -                        | -                        | -                        | -                        |
| Coreea de Sud         | S7: 3 etape                         | -                        | S8: 3 etape                                       | -                             | -                        | -                        | -                        | -                        | S8: 2 etape                         | -                        | -                        | -                        | -                        | S8: ? etape              | -                        | -                        | -                        |
| Filipine              | S7: 5 etape                         | S2: 1 etape              | S7: 5 etape S11: 3 etape                          | -                             | -                        | -                        | -                        | -                        | S6: 5 etape S12: 4 etape            | -                        | -                        | S6: 8 etape              | S5: 4 etape              | S3: 7 etape S8: ? etape  | -                        | -                        | -                        |
| Australia             | -                                   | -                        | S8: 4 etape                                       | -                             | -                        | -                        | -                        | -                        | -                                   | -                        | -                        | -                        | -                        | -                        | -                        | -                        | -                        |
| Cuba                  | -                                   | -                        | S8: 3 etape                                       | -                             | -                        | -                        | -                        | -                        | -                                   | -                        | -                        | -                        | -                        | -                        | -                        | -                        | -                        |
| Statele Unite         | -                                   | -                        | S8: 5 etape                                       | -                             | -                        | -                        | -                        | -                        | -                                   | -                        | -                        | -                        | -                        | -                        | -                        | -                        | -                        |
| Myanmar               | -                                   | -                        | S10: 4 etape                                      | -                             | S5: 4 etape              | -                        | -                        | -                        | S3: 4 etape                         | -                        | -                        | -                        | -                        | -                        | -                        | -                        | -                        |
| Bhutan                | -                                   | -                        | S10: 1 etape                                      | -                             | -                        | -                        | -                        | -                        | -                                   | -                        | -                        | -                        | -                        | -                        | -                        | -                        | -                        |
| Sri Lanka             | -                                   | -                        | S10: 4 etape S16: 6 etape                         | -                             | S6: 4 etape              | -                        | -                        | -                        | S11:4 etape                         | -                        | -                        | S2: 4 etape              | S2: 1 etape              | S2: 3 etape              | -                        | -                        | -                        |
| Malaysia              | -                                   | -                        | S11: 4 etape S18: 3 etape                         | -                             | S5: 3 etape              | -                        | -                        | -                        | S3: 2 etape S10:3 etape             | S2: 2 etape              | -                        | -                        | -                        | S7: 3 etape              | -                        | -                        | -                        |
| Singapore             | -                                   | -                        | -                                                 | -                             | S5: 1 etape              | -                        | -                        | -                        | S3: 1 etape                         | -                        | -                        | -                        | -                        | -                        | -                        | -                        | -                        |
| Columbia              | -                                   | -                        | S12: 4 etape                                      | -                             | S12: 4 etape             | -                        | -                        | -                        | S5: 4 etape                         | -                        | -                        | S4: 6 etape              | -                        | S5: 4 etape S6:3 etape   | -                        | -                        | -                        |
| Guatemala             | -                                   | -                        | S12: 3 etape                                      | -                             | -                        | -                        | -                        | -                        | S5: 3 etape.                        | -                        | -                        | S4: 7 etape              | S4: 2 etape              | S5: 2 etape              | -                        | -                        | -                        |
| Taiwan                | -                                   | -                        | -                                                 | -                             | -                        | -                        | -                        | -                        | S6: 3 etape                         | -                        | -                        | S6: 4 etape              | S5: 2 etape              | S3: 3 etape              | -                        | -                        | -                        |
| Japonia               | -                                   | -                        | S11: 2 etape                                      | -                             | -                        | -                        | -                        | -                        | S6: 3 etape                         | -                        | -                        | -                        | -                        | -                        | -                        | -                        | -                        |
| Costa Rica            | -                                   | -                        | S12: 3 etape                                      | -                             | -                        | -                        | -                        | -                        | -                                   | -                        | -                        | -                        | -                        | -                        | -                        | -                        | -                        |
| Uganda                | -                                   | -                        | S14: 3 etape                                      | -                             | -                        | -                        | -                        | -                        | -                                   | -                        | -                        | -                        | -                        | -                        | -                        | -                        |                          |
| Emiratele Arabe Unite | -                                   | -                        | S15: 2 etape                                      | -                             | -                        | -                        | -                        | -                        | S9: 2 etape                         | -                        | -                        | -                        | -                        | -                        | -                        | -                        | -                        |
| Grecia                | -                                   | -                        | S14: 3 etape                                      | -                             | -                        | -                        | -                        | -                        | -                                   | -                        | -                        | -                        | -                        | -                        | -                        | -                        | -                        |
| Turcia                | -                                   | -                        | S14: 4 etape                                      | -                             | -                        | -                        | -                        | -                        | S9: 4 etape                         | -                        | -                        | S5: 7 etape              | S3: 2 etape              | S4: 5 etape              | -                        | -                        | -                        |
| Georgia               | -                                   | -                        | -                                                 | -                             | -                        | -                        | -                        | -                        | -                                   | -                        | -                        | S5: 4 etape              | S3: 1 etape              | S4: 2 etape              | -                        | -                        | -                        |
| Iordania              | -                                   | -                        | S15: 2 etape                                      | -                             | -                        | -                        | -                        | -                        | S9: 4 etape                         | -                        | -                        | -                        | S3: 2 etape              | S4: 1 etape              | -                        | -                        | -                        |
| Israel                | -                                   | -                        | -                                                 | -                             | -                        | -                        | -                        | -                        | -                                   | -                        | -                        | -                        | -                        | S4: 1 etape              | -                        | -                        | -                        |
| Kirghizstan           | -                                   | -                        | S15: 2 etape                                      | -                             | -                        | -                        | -                        | -                        | -                                   | -                        | -                        | -                        | -                        | -                        | -                        | -                        | -                        |
| Uzbekistan            | -                                   | -                        | S15: 4 etape                                      | -                             | -                        | -                        | -                        | -                        | S9: 2 etape                         | -                        | -                        | S5: 2 etape              | S3: 1 etape              | -                        | -                        | -                        | -                        |
| Paraguay              | -                                   | -                        | S17:3 etape                                       | -                             | -                        | -                        | -                        | -                        | -                                   | -                        | -                        | -                        | -                        | -                        | -                        | -                        | -                        |
| Mozambic              | -                                   | -                        | S20: 3 etape                                      | -                             | -                        | -                        | -                        | -                        | -                                   | -                        | -                        | -                        | -                        | -                        | -                        | -                        | -                        |
| Kazakhstan            | -                                   | -                        | S21: ? etape                                      | -                             | -                        | -                        | -                        | -                        | -                                   | -                        | -                        | -                        | -                        | -                        | -                        | -                        | -                        |